# BLEACH (アニメ)
『BLEACH』（ブリーチ）は、久保帯人による同名の漫画作品を原作とした日本のテレビアニメシリーズ。2004年10月から2012年3月までテレビ東京系列ほかにて放送された。アニメ独自のオリジナルシリーズを織り交ぜつつ、原作漫画の「死神代行篇」から「死神代行消失篇」の内容を基にアニメ化された。また、2006年から2010年にかけて4作の劇場アニメが公開された。
前シリーズから約10年ぶりの続編となるテレビアニメ『BLEACH 千年血戦篇』（ブリーチ せんねんけっせんへん）では、原作漫画の最終章「千年血戦篇」が分割4クールでアニメ化される予定。第1クールは2022年10月から12月まで、第2クール『BLEACH 千年血戦篇-訣別譚-』（ブリーチ せんねんけっせんへん けつべつたん）は2023年7月から9月まで、第3クール『BLEACH 千年血戦篇-相剋譚-』（ブリーチ せんねんけっせんへん そうこくたん）は2024年10月から12月まで、いずれもテレビ東京系列ほかにて放送された。第4クール『BLEACH 千年血戦篇-禍進譚-』（ブリーチ せんねんけっせんへん かしんたん）は、2026年に同系列ほかにて放送予定。

## スタッフ
|                      | BLEACH                                                                             | BLEACH 千年血戦篇      | BLEACH 千年血戦篇      | BLEACH 千年血戦篇      | BLEACH 千年血戦篇      |
| 第1クール            | BLEACH                                                                             | 第2クール              | 第3クール              | 第4クール              |                        |
| -------------------- | ---------------------------------------------------------------------------------- | ---------------------- | ---------------------- | ---------------------- | ---------------------- |
| 原作                 | 久保帯人                                                                           | 久保帯人               | 久保帯人               | 久保帯人               | 久保帯人               |
| 総監修               | N/A                                                                                | 久保帯人               | 久保帯人               | 久保帯人               | 久保帯人               |
| 総監督               | N/A                                                                                | N/A                    | N/A                    | 田口智久               | 田口智久               |
| 監督                 | 阿部記之                                                                           | 田口智久               | 田口智久               | 村田光                 | 村田光                 |
| チーフ演出           | N/A                                                                                | 村田光 サトウ光敏      | 村田光 サトウ光敏      | 陳達理                 | 未公表                 |
| シリーズ構成         | 十川誠志（過去篇まで） きだつよし（斬魄刀異聞篇） 下山健人（護廷十三隊侵軍篇から） | 田口智久 平松正樹      | 田口智久 平松正樹      | 田口智久 平松正樹      | 田口智久 平松正樹      |
| シリーズ原案         | きだつよし（護廷十三隊侵軍篇）                                                     | N/A                    | N/A                    | N/A                    | 未公表                 |
| キャラクターデザイン | 工藤昌史                                                                           | 工藤昌史               | 工藤昌史               | 工藤昌史               | 工藤昌史               |
| 美術監督             | 高木佐和子                                                                         | 谷岡善王               | 谷岡善王               | 谷岡善王               | 谷岡善王               |
| 美術設定             | N/A                                                                                | 天田俊貴               | 天田俊貴               | 天田俊貴               | 天田俊貴               |
| 色彩設計             | 上谷秀夫                                                                           | 合田沙織               | 合田沙織               | 合田沙織               | 合田沙織               |
| 撮影監督             | 福島敏行 [ 注 2 ] 佐藤勝史                                                         | 山田和弘               | 山田和弘               | 山田和弘               | 山田和弘               |
| 撮影監督             | 福島敏行 [ 注 2 ] 佐藤勝史                                                         | N/A                    | N/A                    | N/A                    | 奥原聡美               |
| CG監督               | N/A                                                                                | 佐々木俊宏             | 佐々木俊宏             | 佐々木俊宏             | 佐々木俊宏             |
| CG監督               | N/A                                                                                | 後藤和史               | 後藤和史               | 後藤和史               | 鈴木隆弘               |
| 編集                 | 植松淳一                                                                           | 三嶋章紀               | 三嶋章紀               | 三嶋章紀               | 三嶋章紀               |
| 音楽                 | 鷺巣詩郎                                                                           | 鷺巣詩郎               | 鷺巣詩郎               | 鷺巣詩郎               | 鷺巣詩郎               |
| 音楽プロデューサー   | 木村唯人 大山良 谷澤嘉信 佐藤成俊                                                  | 山内真治               | 山内真治               | 山内真治               | 未公表                 |
| 音楽プロデューサー   | 木村唯人 大山良 谷澤嘉信 佐藤成俊                                                  | 佐藤成俊               | 足立和紀               | 足立和紀               | 未公表                 |
| 音楽制作             | アニプレックス                                                                     | アニプレックス         | アニプレックス         | アニプレックス         | 未公表                 |
| 音響監督             | N/A                                                                                | 長崎行男               | 長崎行男               | 長崎行男               | 長崎行男               |
| 音響制作             | ザック・プロモーション                                                             | ザック・プロモーション | ザック・プロモーション | ザック・プロモーション | ザック・プロモーション |
| プロデューサー       | 小林教子→青木俊志→小林教子→奈良初男 杉山豊→吉村行夫→溝淵絢→長井舞→杉山豊 萩野賢    | 圡方真 富永禎彦        | 圡方真 富永禎彦        | 圡方真 富永禎彦        | 未公表                 |
| プロデューサー       | 小林教子→青木俊志→小林教子→奈良初男 杉山豊→吉村行夫→溝淵絢→長井舞→杉山豊 萩野賢    | 根岸弦輝 本多祐        | 根岸弦輝 本多祐        | 柳川あかり 浅原桃子    | 未公表                 |
| アニメーション制作   | studioぴえろ                                                                       | studioぴえろ           | studioぴえろ           | PIERROT FILMS          | PIERROT FILMS          |
| 製作                 | テレビ東京 電通                                                                    | テレビ東京 電通        | テレビ東京 電通        | テレビ東京 電通        | 未公表                 |
| 製作                 | studioぴえろ                                                                       | 集英社 ぴえろ          | 集英社 ぴえろ          | 集英社 ぴえろ          | 未公表                 |

## 制作

### BLEACH（制作）
2004年7月12日発売の『週刊少年ジャンプ』33号にて「ジャンプフェスタ・アニメツアー'04」でのオリジナルアニメ化が発表され、8月2日発売の36号にてテレビアニメ化と制作スタジオが発表された。同月23日発売の39号にて制作スタッフおよび主要キャラクターの声優陣が、同月30日発売の40号にてオープニング・エンディングテーマを担当するアーティストがそれぞれ発表された。

#### 制作体制
アニメーション制作はstudioぴえろが担当した。監督には、プロデューサーを務める萩野賢とのコンビで『幽☆遊☆白書』『NINKU -忍空-』などの作品を手掛けてきた阿部記之が起用された。シリーズ構成には『テニスの王子様』などを担当した十川誠志が、音楽には『新世紀エヴァンゲリオン』などで知られる鷺巣詩郎がそれぞれ起用された。キャラクターデザインは、複数人のコンペティション参加者の中から、工藤昌史を原作者の久保が指名した。久保は工藤を指名するに至った理由として、工藤による本作の登場人物・井上織姫のデザインが「可愛かった」ことを挙げており、自身が苦手としていた「肉感っぽい織姫」の表現を評価しての採用となった。工藤は『プラネテス』などで作画監督を務めた経験を持つが、キャラクターデザインとしては本作が初の担当作品となる。また、メインの作画スタッフにも若手が起用された。
2009年には、オリジナルシリーズ・斬魄刀異聞篇が制作された。阿部とプロデューサーは新たな視点を取り入れるため、本作に未参加の脚本家をシリーズ構成に起用する方針を決定し、舞台脚本を手掛けていたきだつよしを迎えた。きだは、ぴえろが手掛けた舞台作品で脚本・演出を担当したことが縁となり、本作に参加することとなった。オリジナルシリーズ・護廷十三隊侵軍篇以降は、下山健人がシリーズ構成を担当した。

#### シリーズ構成
『アニメディア』は本作の特色について、原作沿いのストーリーの合間に、バウント篇や新隊長天貝繍助篇、斬魄刀異聞篇などの独立したアニメオリジナルシリーズを織り交ぜながら放送を続けたこととまとめている。
シリーズ構成の十川は、本作におけるこだわりとして、「男子にも女子にも配慮した脚本作り」と、アクションシーンを細部にわたり想定して書いた「殺陣」を挙げている。
バウント篇では、阿部から十川に対し、先の展開は決めずに脚本を作ってほしいという要望が示された。これは「ジャンプ的な面白さ」を念頭に置いたものであり、尸魂界・救出篇が佳境に向かう中にあっても、スタッフの誰も新シリーズの結末を知らない状態で制作が進められた。阿部はバウント篇での戦いはこれまでと違うものにしたいとし、剣で戦えない状況にあってもチームプレイで敵の弱点を突く頭脳戦をその一例として挙げた。また、同篇について、「バウント篇は尸魂界篇と違い、一護が皆を引っぱっていく戦いではなく、むしろ『仲間』の戦う理由が一護を引っぱる群像劇になっています」と述べている。
グリムジョーとの戦いを区切りとして、アニメは再びオリジナルの展開へ移行した。阿部は新隊長天貝繍助篇について、空席となっていた三番隊に新たな隊長が着任することから始まる独立したエピソードであり、尸魂界と現世のふたつの視点から物語が展開される構成になっていると説明している。久保はシナリオの初期段階に関わり、その経験を貴重なものとして振り返っている。
斬魄刀異聞篇では、きだが提示した複数のアイデアが原作サイドと協議される中、「死神と斬魄刀が戦う」という構想を久保が気に入り、その方向性で進められることが決まった。当初、斬魄刀の実体化は一部のみと想定されていたが、久保の提案により、登場するすべての斬魄刀を実体化させることとなった。きだは原作の世界観と地続きでありながらもオリジナル要素を取り入れた構成を意識し、既存のキャラクターを活かした物語作りを考える中で斬魄刀に着目したという。きだは同篇について「番外編の豪華版」のようなストーリーであると述べている。
本作では上記シリーズのほかにも、阿部が「いつもは見られない隊長格の一面が見られる」と話す日番谷先遣隊を扱ったエピソード、原作のカラーの扉絵に着想を得た「扉絵シリーズ」、幕間として放送された「お正月スペシャル」などの「季節モノ」、『劇場版BLEACH 地獄篇』との連動企画として放送されたエピソードなど、多様なアニメ独自のエピソードが制作された。また、死神代行篇では、久保のデザインによるオリジナルキャラクターを登場させたことに伴い、原作漫画や「ジャンプフェスタ・アニメツアー'04」で上映された作品（ § BLEACH memories in the rain）とは異なる独自の展開が構想された。

#### 演出
ぴえろ社内の商品パッケージを手掛けるデザイナーにより制作されたタイトル画面には、放送中の話数を示す数字のみが表示される。毎回デザインが異なるこの画面について、阿部は原作漫画のデザイン性を求めた演出であると述べており、オープニング・エンディングまで随所にわたりクールでスタイリッシュなテイストに仕上げられた作風は、男性ファンだけでなく女性ファンからも支持を集めた。

#### キャラクターデザイン
久保の絵柄が連載時期によって変化していることもあり、工藤はコンペティションに際して久保の「新しい絵」に似せることを意識したという。久保は「最初のころはものすごく直しとかがあったけど、だんだん、工藤さんの絵が僕側に近づいてからは、逆に僕が工藤さんの影響を受けたりしてます」と語り、服のなびき方や体の肉感的な表現などをその例に挙げた。
一方で、工藤は初のアニメオリジナルシリーズであるバウント篇より登場するキャラクターに関し、久保によるキャラクターとのすり合わせは常に頭に置いているとしつつ、『BLEACH』の世界観から少し外れたデザインで制作をしてみたことも明かしている。
破面・虚圏潜入篇に挿入されたメノスの森編では、久保が設定資料を作成し、オリジナルキャラクターのアシドや作中舞台のデザインを手掛けた。また、新隊長天貝繍助篇では久保がオリジナルキャラクターの霞大路瑠璃千代、犬龍、猿龍のデザインを担当した。
斬魄刀異聞篇に登場する実体化した斬魄刀のデザインは、久保の意向により、久保が工藤にイメージを伝え、そのイメージを基に工藤が具現化する過程で生みだされた。工藤はシリーズ構成がある程度固まった段階で久保と直接打ち合わせを行い、徹夜でデザインについて議論を重ねた。久保にはイメージが明確なものとそうでないものがあり、二人で資料を調べながら検討を重ねたという。久保は実体化した斬魄刀を全員人型にしてほしいとの要望を示し、原作において未登場であった設定類なども工藤に伝えられた。工藤は実体化した斬魄刀のデザインにあたり、男性キャラクターと女性キャラクターのバランスを意識したという。また、「名前からのイメージ」や「形状からのイメージ」など、情報が豊富なキャラクターほどデザインしやすかったと述べている。仕上がったデザインについて、久保は「ぴったりでした。だから、ほとんど直してない」「すごくイメージ通りにできた」と高く評価した。工藤は同篇を「本当に“キャラおし”」と表現し、久保も「僕の『BLEACH』の漫画の描き方が、キャラクターありきで描くので、そっちに近い」と同意している（BLEACH 斬魄刀異聞篇 § 登場人物も参照）。

#### 音楽
音楽は作曲家の鷺巣が一環して手掛けており、レコーディング・セッションは、鷺巣が活動の拠点とするロンドン・パリ・東京のスタジオで行われた。
オリジナル・サウンドトラック (OST)『TV Animation BLEACH Original Soundtrack 1』のセルフライナーノーツ冒頭で、鷺巣は以下のように記している。
本作のサウンドは「切れ味するどい」ことが大切であるとし、初回レコーディング・セッションは、ギター・ドラムス・ヴァイオリン、そして先鋭的な打込みというごくシンプルな編成により、テレビシリーズの放送が開始される3か月前に東京のスタジオで行われた。ロンドンセッションでは、ヴォコーダー・サウンドだけでなく、良い意味で挿入曲らしくない完全な「唄モノ」をBGMに加えるという試みを課し、本作の主人公・黒崎一護のテーマ"Number One"、さまざまな空間の歪みを表現した"Nothing Can Be Explained"という長年にわたり本作で使用されることになる楽曲が誕生した。
バウント篇のOST『TV Animation BLEACH Original Soundtrack 2』では、レコーディングにストリングス・オーケストラが参加した。これは、テレビシリーズがいったん原作から離れ、オリジナルシリーズに差し掛かったことで重厚なサウンドも必要になったためであると鷺巣は述べており、落合徹也率いる弦一徹ストリングス・オーケストラを迎え、「切れ味するどいストリングス・オーケストラ」をテーマに掲げたレコーディング・セッションが行われた。
破面篇のロンドンセッションは、2006年12月にヴァイオリニストのギャヴィン・ライト率いるスタジオ・オーケストラ、フラメンコ・ギタリストのスティーヴ・ホルムズを迎えて行われた。同篇のOST『TV Animation BLEACH Original Soundtrack 3』では、スティーヴによるギター・ソロをフィーチャーした楽曲が前半8曲に配置されており、鷺巣は同作のセルフライナーノーツにおいて、「破面篇の音楽は、もう彼のギターに尽きる」と賛辞の言葉を残している。
『劇場版BLEACH Fade to Black 君の名を呼ぶ』では大合唱団をフィーチャーした重厚な楽曲を登場させるなど、鷺巣は本作のサウンドの幅を拡大し続けてきたが、斬魄刀異聞篇より新たに加わることになった楽曲は、「初期BLEACHの強靭でアヴァンギャルドなロックに回帰」をスタッフ全員の合言葉として、2004年の初回レコーディング・セッション同様、ごくシンプルな編成により制作された。同篇のOST『TV Animation BLEACH Original Soundtrack 4』のセルフライナーノーツから、その背景について鷺巣が記した文章を抜粋して以下に掲げる。
鷺巣は斬魄刀異聞篇に使用されているBGMについて、「劇場版も含めた過去5年間からのセレクト・ミクスチャーである」とも述べており、そのような経緯から、同篇のOSTには、さまざまな制作背景と幅広い音楽性を持つ楽曲が多数配置されている。

#### コーナー
スタッフ間で「予告コント」と称される次回予告は、さまざまな登場人物がギャグ調の掛け合いを見せるコミカルな内容となっており、2006年11月時点ではプロデューサーの萩野がネタ作りを担当していた。
その後、2007年および2008年には、本作の脚本を手掛けるぴえろ文芸スタッフの大久保昌弘が次回予告を担当していることが紹介された。大久保は次回予告の制作コンセプトについて以下のように語っている。
また、次回予告後には、「死神図鑑」「死神図鑑ゴールデン」をはじめとするさまざまなコーナーが配置された。放送トラブルやアニメオリジナルシリーズの挿入に際しては、このコーナーにおいて「大人の事情」によるものであるとの説明がしばしばなされた。死神図鑑ゴールデンを担当する大久保は、本作ではキャラクターが確立しているため、「それを『どう崩してストーリーを作っていくか』という部分が難しい」と述べている。

### BLEACH 千年血戦篇（制作）
本作より登場するキャラクターの声優は、スマートフォン・PC・PlayStation 4向けゲーム『BLEACH Brave Souls』の声優陣が続投する。

## 評価

### BLEACH（評価）

#### 売上
テレビ東京は2008年に自社の業績に貢献度の高い作品として、『ポケットモンスター』、『NARUTO-ナルト-』、『遊☆戯☆王』とともに本作の名前を挙げた。本作はテレビアニメの放送終了後も海外向けの配信やゲームライセンスなどが好調であり、同社のアニメ事業において重要な収益源のひとつとなっている。
日本国外では、2006年3月にビズメディアが南北アメリカ、ヨーロッパ、オセアニア地区でのテレビ放映およびビデオグラム化権、商品化権のマスターライセンスを獲得し、各国において作品・商品展開が行われた。北米におけるDVDの累計販売枚数は、2012年2月時点で180万枚を超えている。
オープニングテーマとして使用された楽曲の多くは、オリコンチャートでトップ10入りを記録した。音楽メディア・BARKSによれば、主題歌を担当したアーティストの多くが後にブレイクを果たしており、本作とのタイアップは「ヒットへの登竜門」とも称されていたという。

#### ランキング・受賞
『アニメディア』の読者が選ぶ歴代作品人気ランキングでは、2006年に初めてベスト10入りし、第4位を獲得した。2007年は前年に放送されたオリジナルシリーズ「バウント篇」の影響もあり第7位となったが、2008年は「破面篇」の展開が支持を集め、第6位へと回復した。
ラテンアメリカのアニメサイト「ANMTV」によるアンケート結果が2011年にシネマトゥデイで紹介され、南米で人気のアニメシリーズ第2位にランクインした。
| 年     | 賞                              | 部門                                       | 対象                    | 結果       | 出典                        |
| ------ | ------------------------------- | ------------------------------------------ | ----------------------- | ---------- | --------------------------- |
| 2007年 | 第21回日本ゴールドディスク大賞  | アニメーション・アルバム・オブ・ザ・イヤー | BLEACH THE BEST         | 受賞       | [ 77 ]                      |
| 2007年 | アメリカンアニメアワード        | ベストDVD パッケージデザイン賞             | Bleach, Vol. 1          | ノミネート | [ 78 ] [ 79 ]               |
| 2007年 | アメリカンアニメアワード        | ベスト主題歌賞                             | *〜アスタリスク〜       | ノミネート | [ 78 ] [ 79 ]               |
| 2008年 | 2008 SPJAインダストリーアワード | 最優秀男性キャラクター賞                   | 黒崎一護                | 受賞       | [ 80 ] [ 81 ] [ 82 ] [ 83 ] |
| 2009年 | 第23回日本ゴールドディスク大賞  | アニメーション・アルバム・オブ・ザ・イヤー | BLEACH BEST TUNES       | 受賞       | [ 84 ]                      |
| 2009年 | 2009 SPJAインダストリーアワード | 最優秀キャステイング監督賞                 | ジェイミー・サイモン    | 受賞       | [ 85 ] [ 82 ] [ 83 ]        |
| 2009年 | 2009 SPJAインダストリーアワード | 最優秀背景デザイン賞                       | 中村実（studioぴえろ）  | 受賞       | [ 85 ] [ 82 ] [ 83 ]        |
| 2009年 | 2009 SPJAインダストリーアワード | 最優秀歌曲賞                               | TONIGHT,TONIGHT,TONIGHT | 受賞       | [ 85 ] [ 82 ] [ 83 ]        |
| 2009年 | 2009 SPJAインダストリーアワード | 最優秀マスコットキャラクター賞             | コン                    | ノミネート | [ 86 ]                      |

### BLEACH 千年血戦篇（評価）

#### 批評
リアルサウンドのライター・キットゥン希美は、これまでのテレビシリーズと比べて作画のクオリティが大幅に向上しており、戦闘シーンについても劇場アニメと遜色なく、スタイリッシュな戦いが忠実に再現されていると評している。同メディアのライター・あんどうまことは第1クール『BLEACH 千年血戦篇』について、原作漫画のストーリーが凝縮されテンポよく描かれており、「1話1話が非常に濃密なものとなっている」と評している。アニメイトタイムズ編集部の岩崎航太は第2クール『BLEACH 千年血戦篇-訣別譚-』について、「原作では描かれなかった要素が数多く盛り込まれた、これぞ理想的な脚本・脚色の形と言えるアニメ化作品」と評している。
ライターの照沼健太は本作の音楽について、鷺巣詩郎が『ヱヴァンゲリヲン新劇場版』シリーズで培った技術を全面的に『BLEACH』の世界に反映させていると述べている。また、テレビアニメ作品でありながら、その音楽的なクオリティや風格において映画音楽の品格を備えていると称賛している。

#### ランキング・受賞（第1クール）
アニメイトタイムズ編集部が独自に集計した「2022秋アニメみんなが選んだ人気おすすめランキング・トップ20」では第6位、「2022年アニメ人気作品総選挙」では第9位にランクインした。
Filmarksがサービス内のデータに基づいて発表した「2022年秋アニメ 満足度ランキング」では第2位を獲得した。
英語圏のアニメメディアAnime Cornerが発表した「Fall 2022 Anime of the Season Rankings」では本作が第1位、「Best Boy of the Fall 2022 Anime Season」では黒崎一護が第1位を獲得した。
英語圏のアニメメディアAnime Trendingが発表した「FINAL FALL 2022 ANIME RANKINGS」では第6位となった。
MyAnimeListが発表した「Top Anime From 2022 」では第1位を獲得した。
中国のソーシャル・カルチャー・サイトDoubanが発表した「2022年度映画ランキング（豆瓣2022年度电影榜单）」では、テレビアニメ部門で第1位を獲得した。
| 年     | 賞                                         | 部門                                  | 対象                       | 結果       | 出典    |
| ------ | ------------------------------------------ | ------------------------------------- | -------------------------- | ---------- | ------- |
| 2022年 | The 2022 ComicBook.com Golden Issue Awards | Best Anime Series                     | BLEACH 千年血戦篇          | ノミネート | [ 100 ] |
| 2023年 | 2022 Anime of the Year Awards              | Anime of the Year                     | BLEACH 千年血戦篇          | 2位        | [ 101 ] |
| 2023年 | 2022 Anime of the Year Awards              | Action Anime of the Year              | BLEACH 千年血戦篇          | 2位        | [ 101 ] |
| 2023年 | 2022 Anime of the Year Awards              | Best Animation of the Year            | BLEACH 千年血戦篇          | 3位        | [ 101 ] |
| 2023年 | 2022 Anime of the Year Awards              | Best Adaptation of the Year           | BLEACH 千年血戦篇          | 受賞       | [ 101 ] |
| 2023年 | 2022 Anime of the Year Awards              | Top Male Anime Characters of 2022     | 黒崎一護                   | 5位        | [ 102 ] |
| 2023年 | 第9回 Anime Trending Awards                | ACTION OR ADVENTURE ANIME OF THE YEAR | BLEACH 千年血戦篇          | 7位        | [ 103 ] |
| 2023年 | 第9回 Anime Trending Awards                | SUPERNATURAL ANIME OF THE YEAR        | BLEACH 千年血戦篇          | 6位        | [ 103 ] |
| 2023年 | 第9回 Anime Trending Awards                | BEST VOICE ACTING PERFORMANCE - MALE  | 森田成一（黒崎一護役）     | 5位        | [ 104 ] |
| 2023年 | クランチロール・アニメアワード 2023        | 最優秀声優賞（アラビア語）            | Naji Makhoul（黒崎一護役） | ノミネート | [ 105 ] |
| 2023年 | ニュータイプアニメアワード2022-2023        | 作品賞（TV・配信作品）                | BLEACH 千年血戦篇          | 7位        | [ 106 ] |

#### ランキング・受賞（第2クール）
Filmarksがサービス内のデータに基づいて発表した「2023年夏アニメ 満足度ランキング」では第1位を獲得した。
アニメイトタイムズの編集部とライターが選ぶ「2023夏アニメおすすめランキング」では第4位に選出された。
英語圏のアニメメディアAnime Cornerが発表した「Summer 2023 Anime of the Season Rankings」では本作が第2位、「Best Boy Ranking: Summer 2023 Anime Season」では黒崎一護が第4位、「Best Girl Ranking: Summer 2023 Anime Season」では朽木ルキアが第3位を獲得した。
中国のソーシャル・カルチャー・サイトDoubanが発表した「2023年度映画ランキング（豆瓣2023年度电影榜单）」では、テレビアニメ部門で第7位にランクインした。
| 年     | 賞                                  | 部門                        | 対象                                     | 結果       | 出典    |
| ------ | ----------------------------------- | --------------------------- | ---------------------------------------- | ---------- | ------- |
| 2024年 | 2023 Anime of the Year Awards       | Anime of the Year           | BLEACH 千年血戦篇-訣別譚-                | 3位        | [ 112 ] |
| 2024年 | 2023 Anime of the Year Awards       | Action Anime of the Year    | BLEACH 千年血戦篇-訣別譚-                | 3位        | [ 112 ] |
| 2024年 | 2023 Anime of the Year Awards       | Fantasy Anime of the Year   | BLEACH 千年血戦篇-訣別譚-                | 3位        | [ 112 ] |
| 2024年 | 2023 Anime of the Year Awards       | Best Animation of the Year  | BLEACH 千年血戦篇-訣別譚-                | 5位        | [ 112 ] |
| 2024年 | 2023 Anime of the Year Awards       | Best Adaptation of the Year | BLEACH 千年血戦篇-訣別譚-                | 7位        | [ 112 ] |
| 2024年 | 2023 Anime of the Year Awards       | Best Boy of 2023 Ranking    | 黒崎一護                                 | 5位        | [ 113 ] |
| 2024年 | 2023 Anime of the Year Awards       | Best Girl of 2023 Ranking   | 朽木ルキア                               | 6位        | [ 114 ] |
| 2024年 | クランチロール・アニメアワード 2024 | 最優秀アクション作品賞      | BLEACH 千年血戦篇-訣別譚-                | ノミネート | [ 115 ] |
| 2024年 | クランチロール・アニメアワード 2024 | 最優秀声優賞（英語）        | ジョニー・ヨング・ボッシュ（黒崎一護役） | ノミネート | [ 116 ] |
| 2024年 | 第10回 Anime Trending Awards        | BEST IN CHARACTER DESIGN    | BLEACH 千年血戦篇-訣別譚-                | 7位        | [ 117 ] |

#### ランキング・受賞（第3クール）
ドワンゴがニコニコでの動画視聴数やコメント数、アクセス数を元に集計した「2024年秋アニメランキング」では第2位を獲得した。
英語圏のアニメメディアAnime Cornerが発表した「Fall 2024 Anime of the Season Rankings」では第1位を獲得した。また、同メディアによる2024年秋アニメの「Best Male Character Ranking」では黒崎一護が第3位に選ばれた。「Best Supporting Character」では、男性キャラクター部門で涅マユリが第2位、阿散井恋次が第3位、京楽春水が第5位に、女性キャラクター部門で涅ネムが第1位、伊勢七緒が第2位、四楓院夜一が第8位にそれぞれランクインした。
| 年     | 賞                                  | 部門                                     | 対象                         | 結果       | 出典    |
| ------ | ----------------------------------- | ---------------------------------------- | ---------------------------- | ---------- | ------- |
| 2025年 | 2024 Anime of the Year Awards       | Best Action Anime of 2024                | BLEACH 千年血戦篇-相剋譚-    | 受賞       | [ 122 ] |
| 2025年 | 2024 Anime of the Year Awards       | Best Anime Adaptation of 2024            | BLEACH 千年血戦篇-相剋譚-    | 5位        | [ 122 ] |
| 2025年 | 2024 Anime of the Year Awards       | Best Animation of 2024                   | BLEACH 千年血戦篇-相剋譚-    | 3位        | [ 122 ] |
| 2025年 | 2024 Anime of the Year Awards       | Best Anime Character Design of 2024      | BLEACH 千年血戦篇-相剋譚-    | 4位        | [ 122 ] |
| 2025年 | 2024 Anime of the Year Awards       | Best Anime Storytelling of 2024          | BLEACH 千年血戦篇-相剋譚-    | 7位        | [ 122 ] |
| 2025年 | 2024 Anime of the Year Awards       | Male Seiyuu of the Year                  | 中尾隆聖（涅マユリ役）       | 4位        | [ 123 ] |
| 2025年 | 2024 Anime of the Year Awards       | Male Seiyuu of the Year                  | 森田成一（黒崎一護役）       | 7位        | [ 123 ] |
| 2025年 | 2024 Anime of the Year Awards       | Best Anime Opening Songs of the Year     | SIX LOUNGE「言葉にせずとも」 | 9位        | [ 124 ] |
| 2025年 | 2024 Anime of the Year Awards       | Best Anime Ending Songs of the Year      | 水槽「MONOCHROME」           | 5位        | [ 124 ] |
| 2025年 | 2024 Anime of the Year Awards       | Best Male Character of the Year Ranking  | 黒崎一護                     | 6位        | [ 125 ] |
| 2025年 | 2024 Anime of the Year Awards       | Best Supporting Boy of the Year Ranking  | 京楽春水                     | 2位        | [ 126 ] |
| 2025年 | 2024 Anime of the Year Awards       | Best Supporting Boy of the Year Ranking  | 涅マユリ                     | 3位        | [ 126 ] |
| 2025年 | 2024 Anime of the Year Awards       | Best Supporting Boy of the Year Ranking  | 阿散井恋次                   | 4位        | [ 126 ] |
| 2025年 | 2024 Anime of the Year Awards       | Best Supporting Girl of the Year Ranking | 涅ネム                       | 受賞       | [ 126 ] |
| 2025年 | 2024 Anime of the Year Awards       | Best Supporting Girl of the Year Ranking | 伊勢七緒                     | 4位        | [ 126 ] |
| 2025年 | 第11回 Anime Trending Awards        | BEST IN ADAPTED SCREENPLAY               | BLEACH 千年血戦篇-相剋譚-    | 8位        | [ 127 ] |
| 2025年 | 第11回 Anime Trending Awards        | BEST IN ANIMATION                        | BLEACH 千年血戦篇-相剋譚-    | 4位        | [ 127 ] |
| 2025年 | 第11回 Anime Trending Awards        | BEST IN SOUNDTRACK                       | BLEACH 千年血戦篇-相剋譚-    | 6位        | [ 127 ] |
| 2025年 | 第11回 Anime Trending Awards        | ACTION OR ADVENTURE ANIME OF THE YEAR    | BLEACH 千年血戦篇-相剋譚-    | 5位        | [ 128 ] |
| 2025年 | 第11回 Anime Trending Awards        | SUPERNATURAL ANIME OF THE YEAR           | BLEACH 千年血戦篇-相剋譚-    | 3位        | [ 128 ] |
| 2025年 | クランチロール・アニメアワード 2025 | 最優秀継続シリーズ賞                     | BLEACH 千年血戦篇-相剋譚-    | ノミネート | [ 129 ] |
| 2025年 | クランチロール・アニメアワード 2025 | 最優秀アクション作品賞                   | BLEACH 千年血戦篇-相剋譚-    | ノミネート | [ 129 ] |
| 2025年 | クランチロール・アニメアワード 2025 | 最優秀作曲賞                             | 鷺巣詩郎                     | ノミネート | [ 129 ] |

## アニメオリジナルシリーズ
この項目では、テレビアニメ『BLEACH』で放送されたオリジナルシリーズのあらすじを扱う。

### バウント篇
第64話 - 第91話（全28話）
尸魂界（ソウル・ソサエティ）から帰ってきた黒崎一護たちのもとへ、空座町の担当として阿散井恋次が派遣されてくる。そんななか、一護たちは改造魂魄（モッド・ソウル）のりりんたちが仕掛けた奇妙なゲームに巻き込まれるが、このゲームは人間の魂を吸収して自らの糧とする一族・バウントとの戦いに向け、浦原喜助が用意したものであった。やがて朽木ルキアも現世に派遣され、バウントとの戦いに臨むが、バウントは滅却師の石田雨竜を執拗に狙う。そのなかで石田は、バウントの1人・相馬芳野と出会う。彼女もまた、バウントの頭・狩矢神の野望を食い止めようとしていた。

### バウント 尸魂界・強襲篇
第92話 - 第109話（全18話）
当初、虚圏（ウェコムンド）へ向かうと思われていたバウントの真の目的が尸魂界の殲滅であることを知った一護たちは、ふたたび尸魂界へ足を踏み入れる。一方、バウントたちは周到な計略により尸魂界へと侵入を果たし、復讐をもくろむ。そして、それらを阻止抹殺しようと護廷十三隊も動き出す。

### メノスの森編
第147話 - 第149話（全3話）
白砂の番人・ルヌガンガを倒し、虚夜宮（ラス・ノーチェス）を目指す一護たちの前に、2体目のルヌガンガが姿を現す。砂に飲みこまれた一護たちは、虚圏の地下深くに広がるメノスが生息する空間・メノスの森へと落ちていく。落下する際に一護たちとはぐれたルキアは、そこで謎の死神・アシドと出会う。
数百年前、アシドは仲間たちと虚圏に消える虚を追いかけ、メノスの森に辿り着いた。以来、死神として現世に向かう虚の数を少しでも減らすため、そして同じ信念のもと森で戦うことを誓い合い、敗れていった仲間たちとの約束を守るため、森でたった1人虚と戦い続けていた。
アシドのアジトに身を潜めていたルキアとアシドは、ギリアンの大群と戦闘を続ける一護たちの霊圧を感じ、ふたたび森へと入っていく。一方、一護たちは虚によって連れ去られたネルたちを助けるため、バワバワの先導のもとネルたちの行方を追う。やがて森を管理するアジューカスたちは、アシドと行動をともにするルキアの存在に気づき、侵入者を一網打尽にするため、巣に連れ去ったネルたちを利用しようと画策する。
ルキアからの進言を受け入れ、尸魂界に帰還する意思を固めたアシドは、森での最後の仕事として因縁のアジューカスと対峙し、これを打ち倒す。2人はアジューカスの手からネルたちを奪還した一護たちと合流し、地上への出口を目指す。しかし、一行を敗残したアジューカスの1体が追撃し、殿を務めたアシドはふたたび森へと身を投じていった。
一護たちは虚夜宮にほど近い地上への脱出に成功する。ルキアはメノスの森に残されたアシドに対し、「必ずお前を迎えに戻る」と誓いを立て、一護たちとともに虚夜宮に囚われた井上織姫の救出に向かう。

### 新隊長天貝繍助篇
第204話 - 第205話は同篇の後日談にあたる。
第168話 - 第189話（全22話）
尸魂界では、藍染たちの反乱で市丸ギンが抜け空席となった三番隊隊長の座に、新隊長として虚討伐の遠征部隊を率いていた天貝繍助を迎えることとなる。三番隊・ひいては護廷十三隊の改善に尽力しようとする天貝と、天貝が唱える新体制に、三番隊の隊員たちは反発してみせる。しかし、天貝の実力と強力なリーダーシップを肌で感じ、隊員たちも徐々に天貝に惹かれていく。そして、市丸失踪以降ずっと三番隊を守り続けていた吉良は、天貝の唱える新体制と隊員たちとの狭間で振り回されつつも、天貝が信頼に値する隊長であると認め徐々に折り合いを付けていく。やがて、吉良は天貝が連れてきた第三席・貴船理の不審な行動に疑問を持つようになる。
一方、現世では上級貴族霞大路家の姫・霞大路瑠璃千代が、お供の犬龍・猿龍の引導で黒崎家の隣に移り住み、一護の学校にも転入をしてくる。瑠璃千代は、霞大路家を取り仕切り、霞大路家の乗っ取りを画策する雲井尭覚に命を狙われていた。それを知った一護とルキアは、犬龍から瑠璃千代のボディーガードを依頼される。一護たちは、霞大路家の秘術で作られた刀「獏爻刀（ばっこうとう）」を与えられた雲井の刺客たちとの戦いを強いられることになる。やがて霞大路家を取り巻くお家争いは、尸魂界を巻き込む騒動へと発展する。

### 斬魄刀異聞篇
第230話 - 第265話（全36話）

### 護廷十三隊侵軍篇
第317話 - 第342話（全26話）
藍染との決戦を終え、尸魂界と現世には平穏が戻る。しかし、断界で死神たちが消息を絶つ事件が発生し、護廷十三隊は調査を開始する。一方、現世ではコンが穿界門から落ちてきた少女・九条望実を保護するが、その正体は不明なままであった。時を同じくして出頭を命じられた一護は、断界内で起きた事件の首謀者として死神たちから襲撃される。死神たちは十二番隊第七席・因幡影狼佐の手により、尸魂界で魂魄の器として使われる「霊骸（れいがい）」にすり替えられていた。影狼佐は原種の死神に代わる護廷十三隊「侵軍」を組織し、尸魂界の乗っ取りを進める。望実は影狼佐から狙われる中、コンや一護たちとの交流を経て次第に心を開き、自ら戦うことを決意する。
原種の死神たちと霊骸たちの戦いが続く中、望実と影狼佐が改造魂魄であり、改造魂魄の開発者・由嶌欧許の魂から分たれて生まれた存在であることが明かされる。影狼佐は望実を捕らえて融合し、由嶌の姿となる。尸魂界に潜入した一護たちは望実と融合した影狼佐と交戦する。望実の意識が影狼佐の行動を妨げ、影狼佐は一護に敗北する。影狼佐は最期に真の目的である尸魂界の破壊を試みるが、死神と霊骸たちの共闘によって阻止される。望実と影狼佐は共に消滅する。

## アニメオリジナルキャラクター

### 隠密機動
西堂榮吉郎（）
声 - 桐本琢也
元隠密機動の死神。標準的な死神の風体をしている。ひょうきんな振る舞いが特徴。
現世での滞在日数を過ぎたルキアを連れ戻すため派遣された。調査の過程で、ルキアから一護に死神の力が譲渡されたことを確認する。グランドフィッシャーの出現後は一護たちに加勢する。
破面・空座決戦篇では、空座町から東方22kmに位置する鏡野市を担当する死神として登場する。

### バウント篇（登場人物）

#### 改造魂魄
浦原喜助によって作られた、3匹の改造魂魄。個々の能力に加え、バウントの霊子の波長を探知する機能が追加されている。バウントとの戦いのあとは浦原商店に身を寄せ、引き続き一護たちの手助けをしている。
阿部は改造魂魄の3匹について、「無茶やバカが許されるいいキャラ」であり気に入っていると述べている。
りりん
声 - かかずゆみ
改造魂魄のリーダーである少女。幻術を使用する。泣き虫な一面がある。
鳥のぬいぐるみの中に入り、バウントからの護衛もかねて一護の家に居候する。バウントとの戦いでは、主に一護のサポート役を担う。
蔵人（）
声 - 飛田展男
多弁な中年男性。変身能力を持ち、相手の姿や戦闘能力を模すことができる。
ウサギのぬいぐるみの中に入り、バウントからの護衛もかねて織姫の家に居候する。バウントとの戦いでは、主に織姫のサポート役を担う。
之芭（）
声 - 杉田智和
空間移動能力を持つ寡黙な男性。恥ずかしがり屋な性格で、「問題ない」が口癖。
亀のぬいぐるみの中に入り、バウントからの護衛もかねてチャドの家に居候する。バウントとの戦いでは、主にチャドのサポート役を担う。

#### バウント
滅却師と同様に特殊な能力を持った一族であり、西洋では吸血鬼と呼ばれている。技術開発局が創設されるはるか以前に行われていた不死の魂魄の研究における事故によって誕生した。「ドール」と呼ばれる個性的で変幻自在な力を使い、各々が固有の紋章を持つ。死んだ人間の魂を吸収し自らの糧とすることで、際限なく寿命を延ばすことができる。そのようなバウントが生きた人間を襲い始めたことにより、尸魂界から警戒される対象となった。のちに一族の内紛、一護たちや護廷十三隊の活躍により、蘭島に保護された古賀剛を除くバウントは消滅した。
狩矢神（）
声 - 大川透、生天目仁美（少年時代）
バウントのリーダー。かつてはユージン・カリアーと名乗っていた。
蘭島から与えられた紋章を自らの体に刻みこみ、ドールと融合している。生きた人間の魂魄を集めるドール「ビット」を作り出し、強大な力を手に入れた。
技術開発局の奥深くに眠るオリジナルのバウントの紋章「浄界章」で尸魂界を壊滅させることを目論み、流魂街のならず者を利用して瀞霊廷へ侵入する。浄界章を解放し、爆発させようと試みたが失敗に終わる。一護と戦い、敗北し、消滅した。
破面・出現篇では幻影として登場し、一護に「戦う決意と意味」を問いかける。
ドール「メッサー」
風を操るドール。大気の摩擦で電気を起こし、雷を放つこともできる。本来の姿は右手が剣に変化したもの。
キャラクター設定
阿部は、死神代行である一護と「人間でありながら人間としては生きられない狩矢」には似たところがあるとし、「ふたつの世界の間で揺れ動くふたり」と表現している。
相馬芳野（）
声 - 勝生真沙子
かつて狩矢の恋人であったが、その本性を目の当たりにして彼のもとを去った。狩矢の野望を知り、それを阻止するために行動する。
負傷した石田を保護し、バウントが受けた迫害の歴史を語った。このふれあいを通じてバウントとしての誇りを取り戻し、狩矢との戦いに挑むが、返り討ちに遭い、石田の腕の中で消滅する。芳野の死は、石田に狩矢への復讐という戦う目的を与えた。また、芳野の死とともに生まれたビットによって、バウントたちはさらなる力を手に入れることとなる。
バウントを作り出した研究者・蘭島の魂魄から複製されたため、容貌が蘭島に似ている。歌で人間を操る能力を持つ。
ドール「ゲーテ」
声 - 杉田智和
石と炎でできたドールであり、炎を自在に操る。普段は腕輪の姿をしている。芳野からの命令を「○○のか」と復唱し確認する。芳野が狩矢に挑んだ際には、芳野と融合してともに戦った。
宇田川稜（）
声 - 咲野俊介
自分を貴族と認識し、人間を食料と見なしている。一護の前で狩矢に反旗を翻すが、返り討ちに遭い、一之瀬によって葬られた。
ドール「フリード」
声 - 斉木美帆
普段は首飾りの姿をしているが、戦闘時にはヘビの姿になる。宇田川のイメージにより、ひも状のものをヘビの姿にして操ることができる。また、結界を張って敵の動きを封じ込めることもできる。
鵬（）、磐（）
声 - 阪口大助
双子の兄弟。鵬は野球帽を、磐はビーニー帽を被っている。外見は子供であるが、生命の限界を超えるほどの長い年月を生きており、人間を蔑視している。
ドールを操り石田が入院する病院を襲撃するが、岩鷲の花火によって敗れ去った。
ドール「グール」（鵬）、「ギュンター」（磐）
水のドールであり、水のある場所ならどこにでも現れることができる。敵を水でできた体内に取り込んで溺れさせるなど、水の特性を利用した攻撃を仕掛ける。双子の共鳴反応によって操られるため、ふたりの意識が揃っていないとうまくコントロールできない。
古賀剛（）
声 - 古澤徹
かつてはクラウド・ゴーガンと名乗り、人里を離れて静かに暮らしていた。狩矢から預かった若いバウント・ケインの死をきっかけとして、狩矢に付き従うようになる。平和に暮らせる世界を望んでいる。
瀞霊廷への侵入後、暴走する狩矢をいさめようとするが、返り討ちに遭う。狩矢を追う途上、日番谷と戦い敗れるものの、一命を取り留め、夜一と蘭島によって保護された。バウント唯一の生存者となる。
ドール「ダルク」
声 - 本田貴子
鉄のドールであり、普段は鉄球の姿をしている。戦闘時にはこの鉄球が分裂と再結合を繰り返し、人型の形態となる。
キャラクターデザイン
阿部は古賀について、「美形にしておけばよかった」と述べている。
馬橋（）
声 - 小野大輔
当初は保守的な態度を示し、狩矢のやり方にも反対していたが、無理矢理取り込まされた人間の魂魄に酔い、好戦的な性格に豹変する。瀞霊廷への侵入後、砕蜂と戦い敗北した。
ドール「リズ」
声 - 真田アサミ
小型のドール。普段は耳飾りの姿をしている。馬橋の命令に「かしこまりました」と応答する。
高速で飛行し、敵の体内に侵入し意識を乗っ取る。乗っ取った者の能力を極限まで引き出し、肉体がボロボロの状態になるまで下僕として使役する。
ヨシ
声 - 沢海陽子
戦いそのものを楽しんでおり、死神への復讐には興味がない。瀞霊廷への侵入後、交戦した石田にドールの弱点を見破られ敗北した。
ドール「ニーダー剣・ニーダー扇」
声 - 山口太郎（ニーダー剣）、國府田マリ子（ニーダー扇）
鉄扇と細身の剣を鎖で繋いだ形状のドールで、剣と扇それぞれに意志がある。普段は扇子の姿をしている。
宇柿（）
声 - 鈴木勝美
狩矢とともにドールを研究し、ビットを開発した。戦いにはあまり参加せず、主に情報収集や研究を中心とした活動を行う。
恋次との戦いのさなか、暴走した自身のドールに握り潰され消滅した。死の間際、狩矢から捨て駒にされていたことを知る。
ドール「ゲゼル」
カードを使用して遠隔で操作する。小型ドールの「ゲゼルの目」から放たれる光によって作られた影の中から、ゲゼルの本体を実体化させて攻撃する。
沢渡（）
声 - 藤本譲
バウントは不老の存在であるが、力を欲し、何万人もの生きた人間の魂魄を吸収し続けた結果、副作用によって老いた姿となった。バウントの長になる野望を抱いている。
瀞霊廷への侵入後、涅マユリと戦い、敗れ去った。
ドール「バウラ」
声 - 黒田崇矢
之芭の能力に似た異空間を発生させ、その中を自在に泳いで移動することができる。沢渡を「ボス」と呼ぶ。
ケイン
声 - 藤本隆行
故人。かつて狩矢が古賀のもとへ預けたバウント。当初は古賀に反抗的な態度を取っていたが、共に暮らしていくうちに打ち解けていく。古賀の了承を得ずにドールを召喚してしまい、その反動で灰となった。

#### バウント関係者
一之瀬真樹（）
声 - 千葉進歩
バウントと手を組む元十一番隊所属の死神。光を操る斬魄刀「虹霞（にじがすみ）」を所持する。やちるからは「マキちゃん」と呼ばれている。
敬愛する先代の十一番隊隊長を殺した更木剣八と相容れず、尸魂界から出奔し、狩矢を新たな忠誠の対象とした。
尸魂界では、一之瀬を気にかけていた剣八から、忠義と他者への依存を混同していたことを指摘される。流魂街で剣八と戦い、敗北した。
最期は狩矢の命令に背いたが、狩矢の暴走を止めることはできなかった。
蘭島（）
声 - 勝生真沙子
バウント研究の中心人物。見た目は若いが、実年齢はかなりの高齢。
バウントの子供（少年時代の狩矢）を逃がしたことが原因で瀞霊廷から追放され、死神としての力も封印された。その後の研究により、自身を守れる程度の能力を身につける。償いの人生を送っていたが、狩矢が尸魂界に復讐を企てていることを知り、一護たちに協力する。バウントを救いたいと願っている。

### メノスの森編（登場人物）
アシド / 狩能雅忘人（）
声 - 加瀬康之
メノスの森でルキアを救った死神。虚の仮面を被り、裸足で肩に毛皮を掛けている。素顔は表情の少ない大人の男。戦いが日常の一部となっているため、常に落ち着いた様子であり、ギリアンを一太刀で両断する実力を有する。また、背負った虚の仮面を盾として使い虚閃を弾くことができる。森を管理するアジューカスの力が変容したことから、尸魂界で異変が起きたことを感じ取っていた。
キャラクター設定
アシドのデザインを手掛けた久保は、設定資料に添えたコメントで「アシドは原作ではタイミングの問題で出せなかったキャラクターなので、出せて良かった」と述べている。また、阿部はアシドを「ちょっと一護や海燕と似たタイプ」と形容している。
成田良悟による小説『BLEACH Spirits Are Forever With You』では、かつて刳屋敷剣八率いる十一番隊に所属していたことが明らかにされている。
テレスホルカン、アロマゾン、ペキュネス、パラテラウル
声 - 黒田崇矢（テレスホルカン）、杉崎亮（アロマゾン）、矢部雅史（ペキュネス）、中村悠一（パラテラウル）
藍染からメノスの森を取り仕切るよう命じられているアジューカス。長年にわたりアシドと対立している。ギリアンを操ることができる。

### 新隊長天貝繍助篇（登場人物）

#### 三番隊
天貝繍助（）
声 - 堀内賢雄
三番隊隊長に任命され、隊の再建に尽力する。自由闊達で気取らず、周囲からの信頼が厚い。しかし、その真の目的は、父・如月秦戉を殺した山本元柳斎重國への復讐であった。霞大路家を巡る陰謀の黒幕でもあり、一護との戦いで敗北する。父の死の真相を知った後、自らの斬魄刀で自害する。
斬魄刀「雷火（らいか）」を所持する。解号は「断ち切れ」。卍解は「雷火・業炎殻（らいか・ごうえんかく）」。また、死神の力を無効化する獏爻刀も所持している。
貴船理（）
声 - 緑川光
剣の腕前を見込まれ、三番隊第三席に任命される。冷静沈着な性格で、隊士からの信望も厚いが、実際には実力の劣る者を見下している。真央霊術院時代から不満を抱え、強大な力を求めて霞大路家の獏爻刀に手を染めていた。
瑠璃千代の捜索にあたる吉良イヅルと対峙し、獏爻刀の力を駆使するも敗北。その反動で獏爻刀に力を喰われ、焼死する。
斬魄刀「烈風（れっぷう）」を所持する。解号は「荒れ狂え」。獏爻刀の力で、イヅルの斬魄刀「侘助」の能力を無効化した。

#### 霞大路家
霞大路瑠璃千代（）
声 - 高木礼子
霞大路家の正統後継者。わがままな性格であるが、優しさも持ち合わせている。先代当主である母は瑠璃千代を出産後に死亡し、父もその後に亡くなっている。天貝に命を狙われるが、一護に救われる。
犬龍（） / 犬崎劉聖（）
声 - 高橋広樹
瑠璃千代の侍従である死神。忠義心が強い。一護たちには高圧的な態度を見せる。
斬魄刀「紅枝垂（べにしだれ）」を所持する。解号は「咲き乱れよ」。
猿龍（） / 猿猴川 流三郎（）
声 - 置鮎龍太郎
瑠璃千代の侍従である死神。サングラスをかけた大柄な男性。寡黙で、自分の気持ちを身振りで表現する。
斬魄刀「大地丸（だいちまる）」を所持する。解号は「揺らせ」。
雲井尭覚（）
声 - 佐藤正治
霞大路家の実権を握り、瑠璃千代の暗殺を企てるが、天貝に切り捨てられる。
菅ノ木愁（）
声 - 代永翼
瑠璃千代の許嫁。家同士の取り決めによるものであるが、個人的にも瑠璃千代に好意を抱いている。瑠璃千代を救うため、一護たちに協力する。
貫井半左（）
声 - 永野善一
雲井に仕える暗殺部隊の隊長。獏爻刀「砕我（さいが）」を手にし、一護たちを襲撃する。一護を追い詰めるが、砕我に力を喰われた反動で命を落とす。
銅虎陣内（）
声 - 土門仁
貫井が編成した部隊の一員。獏爻刀「烈雷（れつらい）」を所持し、ルキアと交戦するが、烈雷の暴走によって消滅する。
厳牙（）
声 - 松岡大介
貫井が編成した部隊の一員。獏爻刀「角翼（かくよく）」を手に入れるため、貫井の下についた。チャドとの死闘の末に敗北する。
九頭竜四郎（）
声 - 花田光
貫井が編成した部隊の一員。獏爻刀「白霧（しらぎり）」を所持し、石田と戦うが敗北。その後、貴船によって斬り捨てられる。

#### 重要人物
如月秦戉（）
声 - 杉野博臣
元柳斎の部下であり、弟子でもあった死神。
霞大路家への潜入捜査を行い、獏爻刀の試作品を使った人体実験を暴こうとしたが、雲井によって獏爻刀の実験台にされた。元柳斎を殺すよう仕向けられ、やむなく元柳斎に斬られた。死の間際、息子である天貝に「獏爻刀に気をつけろ」と警告を残した。

### 護廷十三隊侵軍篇（登場人物）
九条望実（）
声 - 金元寿子
断界での事件と前後して現世に現れた少女。コンによって保護され、黒崎家に匿われる。素性を明かそうとせず他人と距離を取るが、コンや一護たちとの交流を通じて心を開いていく。その正体は、由嶌欧許の精神を移植し、由嶌の霊子から作られた霊骸に宿された改造魂魄。
斬魄刀は「退紅時雨（あらぞめしぐれ）」。解号は「降りしきれ」。相手の霊圧を吸収し衝撃波として放つ能力を有する。
因幡影狼佐（）
声 - 古川登志夫
護廷十三隊十二番隊第七席・技術開発局断界研究科課長。
霊骸による護廷十三隊「侵軍」を組織し、尸魂界の破壊を目論む。正体は、由嶌の精神を移植し、由嶌の霊子から作られた霊骸に宿された改造魂魄。望実とは由嶌の魂から分かたれた存在であり、由嶌の記憶を受け継いでいる。
斬魄刀「來空（らいくう）」を所持する。解号は「狂え」。空間そのものを記憶・復元して自在に操る能力を持つ。
由嶌欧許（）
声 - 三浦祥朗
元十番隊隊士→元十二番隊隊士・元技術開発局員。
改造魂魄の開発者であり、尖兵計画（スピアヘッド）を推し進めた人物。尖兵計画の廃止後、改造魂魄に関する情報を断界に封じ、復讐のために影狼佐と望実を創出した。その後は「蛆虫の巣」に収監され、意識を失ったままの状態となっている。
斬魄刀は「墨月暈（すみつきがさ）」。解号は「滾れ（たぎれ）」。退紅時雨と來空の能力を併せ持つ本来の形態だが、体が脆弱であったため使いこなせなかった。

## 主題歌

### BLEACH（主題歌）

#### オープニングテーマ
「*〜アスタリスク〜」
ORANGE RANGEによる第1話から第25話のオープニングテーマ。作詞・作曲はORANGE RANGE。
オープニングアニメーションはクレジットをイラストに組み込んだポップな仕上がりとなっている。
「D-tecnoLife」
UVERworldによる第26話から第51話のオープニングテーマ。作詞・作曲はTAKUYA∞、編曲はUVERworldと平出悟。
ボーカルのTAKUYA∞によれば、「オープニングテーマの話を頂く前から」同バンドのメンバーは全員が原作漫画を読んでいたという。TAKUYA∞は同楽曲について、「今回、曲を作る際楽しかったのは、BLEACHの世界観にどっぷり入って曲を考えていく事で、難しいのは、世界観に入り込みすぎて自分達の色が消えそうになってしまう事」と述べ、「最終的には『UVERworld』の色も出しつつ『BLEACHの世界観』をうまく表現できた」と振り返っている。
リアルサウンドのライター・流星さとるは同楽曲のオープニングアニメーションについて「音と絵のマッチングが完璧すぎ！」と称賛している。アニメ！アニメ！が2022年に実施したアンケート「『BLEACH』歴代OP・EDで好きな楽曲は？」の「OP編」では1位に選ばれた。
「一輪の花」
HIGH and MIGHTY COLORによる第52話から第74話のオープニングテーマ。作詞・作曲・編曲はHIGH and MIGHTY COLOR。
「TONIGHT,TONIGHT,TONIGHT」
BEAT CRUSADERSによる第75話から第97話のオープニングテーマ。作詞はヒダカトオル、作曲・編曲はBEAT CRUSADERS。
「Rolling star」
YUIによる第98話から第120話のオープニングテーマ。作詞・作曲はYUI、編曲はnortha+。
「ALONES」
Aqua Timezによる第121話から第143話のオープニングテーマ。作詞・作曲は太志、編曲はAqua Timez。
リアルサウンドのライター・ふじもとは、「爽やかなメロディとアグレッシブなバンドアンサンブル」が、モノクロ調のオープニングアニメーションに施された「スピード感のあるザラついた映像演出」に調和していると評している。また、楽曲の歌詞からは破面篇前半における井上織姫の姿が想起されると指摘している。
「アフターダーク」
ASIAN KUNG-FU GENERATIONによる第144話から第167話のオープニングテーマ。作詞は後藤正文、作曲は後藤正文と山田貴洋、編曲はASIAN KUNG-FU GENERATION。
「CHU-BURA」
KELUNによる第168話から第189話のオープニングテーマ。作詞・作曲・編曲はKELUN。
ボーカル・ギターの児嶋亮介はジャンプ作品の愛好家であり、本作とのタイアップを喜んでいる。
「Velonica」
Aqua Timezによる第190話から第214話のオープニングテーマ。作詞は太志、作曲・編曲はAqua Timez。
リアルサウンドのライター・ふじもとは、「唸るようなベースとシンセサイザーの音像」と「肉薄するようにまくしたてるラップ」が印象的な楽曲であり、破面篇終盤の展開にさらに熱を与えたと評している。また、歌詞全編にわたって本作を想起させるフレーズが盛り込まれており、「『BLEACH』の世界観を立体的に描いた楽曲」と形容している。
「少女S」
SCANDALによる第215話から第242話のオープニングテーマ。作詞はTOMOMI、作曲はYuichi Tajika、編曲はKen Iijima。
ねとらぼ調査隊は同楽曲について、「作中に登場する朽木ルキアや井上織姫など、たくましさと可憐さを併せ持つ女性をイメージさせるような楽曲でした」と評している。
「アニマロッサ」
ポルノグラフィティによる第243話から第265話のオープニングテーマ。作詞・作曲は岡野昭仁、編曲はak.hommaとPorno Graffitti。
「chAngE」
miwaによる第266話から第291話のオープニングテーマ。作詞・作曲はmiwa、編曲はNaoki-T。
「乱舞のメロディ」
シドによる第292話から第316話のオープニングテーマ。作詞はマオ、作曲は御恵明希、編曲はシド。
ねとらぼ調査隊が2021年に実施したアンケート「アニメ『BLEACH』のOPで好きな曲は？」では1位に選ばれた。同メディアはこの曲について、「作品の世界観にマッチした歌詞やスタイリッシュなOP映像は、まさに『BLEACH』にピッタリでした」と評している。
ベースの明希は原作漫画を愛読していたことを明かしており、同楽曲がアニメの視聴者から支持を集めた要因について、「ファンの方の目線と僕らが近いからこそ、共感していただけるのかなと思ってます」と語っている。ギターのShinjiはレコーディングについて、「作者さんの意向もあったんですけど、ドラムも含め音色もワイルドな方向性で、ギターも爪が当たるような激しい弾き方をしています。勢いを大事にして一発録りに近いレコーディングだったので印象深いですね。」と述べている。
「BLUE」
ViViDによる第317話から第342話のオープニングテーマ。作詞はシン、作曲はイヴ、編曲はViViDと宅見将典。
ボーカルのシンは連載開始以来原作漫画を愛読しており、本作とのタイアップが決まったことについて喜びを語っている。
「HARUKAZE」
SCANDALによる第343話から第366話のオープニングテーマ。作詞はSCANDALとNoriyasu Isshiki、作曲はNoriyasu Isshiki、編曲はAtsushi。
「少女S」に続く本作との2度目のタイアップとなった。

#### エンディングテーマ
「Life is Like a Boat」
Rie fuによる第1話から第13話のエンディングテーマ。作詞・作曲はRie fu。
ねとらぼ調査隊は同楽曲について、「戦いの傷を癒してくれるような、EDテーマにふさわしい楽曲です」と評している。
「サンキュー!!」
HOME MADE 家族による第14話から第25話のエンディングテーマ。作詞はKUROとMICROとU-ICHI、作曲はKUROとMICROとU-ICHIとTAKAHIRO WATANABE、編曲はHOME MADE 家族。
「ほうき星」
ユンナによる第26話から第38話のエンディングテーマ。作詞は佐藤永麻、作曲・編曲は田中直。
阿部によるエンディングアニメーションを護廷十三隊各隊のPVにするというコンセプトのもと、「ほうき星」に合わせた13種類のエンディングアニメーションが制作された。冒頭で描かれる一護たちのイラストは連続物となっている。
ねとらぼ調査隊は同楽曲について、「ユンナさんの伸びやかな歌声が響く歌で、どこか切なくも優しく愛情深い歌詞がEDにぴったり」と評している。
「happypeople」
Skoop On Somebodyによる第39話から第51話のエンディングテーマ。作詞はSOSと小林夏海、作曲はSOS、編曲はSOSとspamKASUGAI。
「LIFE」
YUIによる第52話から第63話のエンディングテーマ。作詞・作曲はYUI、編曲はnortha+。
YUIは同楽曲の歌詞について、「スポーツやTVゲームの世界でもそうなんですけれど相手が弱すぎたり、まったく困難がないとするならば それって実はつまらないと思うんです。だから『♪カンタンにいかないから生きてゆける』ってフレーズを最後に持ってきました。BLEACHの世界観と共通したテーマじゃないかなぁと思います。」と語っている。
第52話から第57話では「現世篇」、第58話から第63話では「尸魂界篇」の2種類のエンディングアニメーションが放送された。
「マイペース」
SunSet Swishによる第64話から第74話のエンディングテーマ。作詞・作曲は石田順三、編曲は坂本昌之とSunSet Swish。
ねとらぼ調査隊が2021年に実施したアンケート「あなたが一番好きなアニメ『BLEACH』のED曲はどれ？」では1位に選ばれた。
「HANABI」
いきものがかりによる第75話から第86話のエンディングテーマ。作詞・作曲は水野良樹、編曲は江口亮。
アニメ！アニメ！は同楽曲について、「せつなく、儚い曲調もまた『BLEACH』に垣間見える刹那を切り取っているかのような印象を与えます」と評している。
「MOVIN!!」
タカチャによる第87話から第97話のエンディングテーマ。作詞・作曲・編曲はタカチャ。
「Baby It's You」
JUNEによる第98話から第109話のエンディングテーマ。作詞は立田野純、作曲はオオヤギヒロオ、編曲はOCTOPUSSY。
「桜日和」
星村麻衣による第110話から第120話のエンディングテーマ。作詞・作曲は星村麻衣。編曲はFalsetto de Es。
「爪先」
オレスカバンドによる第121話から第131話のエンディングテーマ。作詞はたえさん、作曲はいかす、編曲はオレスカバンド。
「橙」
チャットモンチーによる第132話から第142話のエンディングテーマ。作詞・作曲は橋本絵莉子、編曲はチャットモンチー。
「種をまく日々」
中孝介による第143話から第154話のエンディングテーマ。作詞は鴨川義之、作曲は大坂孝之介、編曲は河野伸。
「感謝。」
RSPによる第155話から第167話のエンディングテーマ。作詞はRSPとAdamとAkira、作曲はDJ TAKI-SHITとAdamとAkira。
「オレンジ」
Lil'Bによる第168話から第179話のエンディングテーマ。作詞はMIEとAILA、作曲・編曲は黒光雄輝。
「ギャロップ」
pe'zmokuによる第180話から第189話のエンディングテーマ。作詞はsuzumoku、作曲はOhyama"B.M.W"Wataru、編曲はpe'zmoku。
「ヒトヒラのハナビラ」
ステレオポニーによる第190話から第201話のエンディングテーマ。作詞・作曲はAIMI、編曲はステレオポニー。
「Sky chord 〜大人になる君へ〜」
辻詩音による第202話から第214話のエンディングテーマ。作詞・作曲は辻詩音、編曲はmw。
「君を守って 君を愛して」
サンボマスターによる第215話から第229話のエンディングテーマ。作詞・作曲は山口隆、編曲はサンボマスター。
「Mad Surfer」
浅井健一による第230話から第242話のエンディングテーマ。作詞・作曲・編曲は浅井健一。
「さくらびと」
SunSet Swishによる第243話から第255話のエンディングテーマ。作詞・作曲は石田順三、編曲は坂本昌之とSunSet Swish。
「旅立つキミへ」
RSPによる第256話から第265話のエンディングテーマ。作詞はkanako katoとRSP、作曲・編曲はJeff Miyahara。
「STAY BEAUTIFUL」
Diggy-MO'による第266話から第278話のエンディングテーマ。作詞はDiggy-MO'、作曲・編曲はDiggy-MO'とJUNKOO。
「echoes」
universeによる第279話から第291話のエンディングテーマ。作詞はharu、作曲はharuと板垣祐介、編曲は板垣祐介とuniverse。
「Last Moment」
SPYAIRによる第292話から第303話のエンディングテーマ。作詞はMOMIKEN、作曲はUZ、編曲はSPYAIR。
デモ音源の時点では明るくポップな楽曲だったが、本作とのタイアップが決まったことを受け、MOMIKENが「もっと『BLEACH』の世界観とリンクさせたい」と考え、歌詞を書き直したとIKEは語っている。完成した歌詞の冒頭にある「激しい感情をぶつけてゆく言葉」に合わせ、曲調も「ヘヴィなスタイル」へとアレンジされたという。MOMIKENは「『BLEACH』の世界観も、SPYAIRの持つ良さもと、両方を作品の中へしっかり活かせた」と述べており、エンディング映像も楽曲に合わせて制作された。
「Song for...」
ROOKiEZ is PUNK'Dによる第304話から第316話のエンディングテーマ。作詞はSHiNNOSUKE、作曲はROOKiEZ is PUNK'D。
「アオイトリ」
fumikaによる第317話から第329話のエンディングテーマ。作詞は田中秀典と大西省吾、作曲は大西省吾、編曲は玉井健二と釣俊輔。
「ハルカカナタ」
UNLIMITSによる第330話から第342話のエンディングテーマ。作詞は郡島陽子、作曲は清水葉子、編曲はUNLIMITS。
「Re:pray」
Aimerによる第343話から第354話のエンディングテーマ。作詞はJane Suと玉井健二、作曲は矢田亨、編曲は田中隼人。
「MASK」
Aqua Timezによる第355話から第366話のエンディングテーマ。作詞・作曲は太志、編曲はAqua Timez。
劇場版を含めて4回目となる『BLEACH』とのタイアップ楽曲であり、死神代行消失篇に起用された最後のエンディングテーマ。リアルサウンドのライター・ふじもとは、同篇における一護の孤独を丁寧に描いた楽曲であり、死神の力を失った彼の空虚な心情を表現していると評している。アニメ！アニメ！が2022年に実施したアンケート「『BLEACH』歴代OP・EDで好きな楽曲は？」の「ED編」では1位に選ばれた。

### BLEACH 千年血戦篇（主題歌）
「スカー」
キタニタツヤによる第1クールオープニングテーマ。作詞・作曲・編曲はキタニタツヤ。
「最果て」
SennaRinによる第1クールエンディングテーマ。 作詞は茜雫凛、作曲・編曲・プロデュースは澤野弘之。
「Rapport」
キタニタツヤによる第1クール第1話のスペシャルエンディングテーマ。作詞・作曲・編曲はキタニタツヤ。
2021年12月18日より開催された原画展「BLEACH EX.」のテーマソング。
「STARS」
w.o.d.による第2クールオープニングテーマ。作詞・作曲はサイトウタクヤ、編曲はw.o.d.。
「Endroll」
神山羊による第2クールエンディングテーマ。作詞・作曲・編曲は神山羊。
「言葉にせずとも」
SIX LOUNGEによる第3クールオープニングテーマ。作詞はナガマツシンタロウ、作曲はヤマグチユウモリ、編曲はSIX LOUNGE。
「MONOCHROME」
水槽による第3クールエンディングテーマ。作詞・作曲・編曲は水槽。

## 各話リスト

### BLEACH（各話リスト）
サブタイトルは本編では表示されず、公式サイトや新聞の番組欄などに記載された。太字のサブタイトルはアニメ版オリジナルエピソードを示す。
|                         | 放送日         | 話数 | サブタイトル                                                 | 脚本                | 絵コンテ                              | 演出              | 作画監督                              | 補足     |
| ----------------------- | -------------- | ---- | ------------------------------------------------------------ | ------------------- | ------------------------------------- | ----------------- | ------------------------------------- | -------- |
| 死神代行篇              | 2004年 10月5日 | 1    | 死神になっちゃった日                                         | 十川誠志            | 阿部記之                              | 阿部記之          | 大西雅也                              |          |
| 死神代行篇              | 10月12日       | 2    | 死神のお仕事                                                 | 高橋ナツコ          | 小柴純弥                              | 小柴純弥          | 小森篤 窪詔之                         |          |
| 死神代行篇              | 10月19日       | 3    | 兄の想い、妹の想い                                           | 高橋ナツコ          | 阿部記之                              | 畠山茂樹          | 三好和也                              |          |
| 死神代行篇              | 10月26日       | 4    | 呪いのインコ                                                 | 吉村元希            | うえだひでひと                        | 木村卓司          | 鈴木奈都子                            |          |
| 死神代行篇              | 11月2日        | 5    | 見えない敵を殴れ！                                           | 吉村元希            | 斉藤哲人                              | 水野和則          | ふかざわまなぶ                        |          |
| 死神代行篇              | 11月9日        | 6    | 死闘！ 一護vsイチゴ                                          | 横手美智子          | 高橋資祐                              | 小柴純弥          | 高橋資祐                              |          |
| 死神代行篇              | 11月16日       | 7    | ぬいぐるみからコンにちは                                     | 横手美智子 十川誠志 | 高橋資祐 畠山茂樹                     | 清水明            | 桝井一平                              |          |
| 死神代行篇              | 11月23日       | 8    | 6月17日、雨の記憶                                            | 十川誠志            | 阿部記之                              | 畠山茂樹          | 芝跨野渡也                            |          |
| 死神代行篇              | 11月30日       | 9    | 倒せない敵                                                   | 十川誠志            | 津之田三蔵                            | 木村卓司          | 鈴木奈都子                            |          |
| 死神代行篇              | 12月7日        | 10   | ぶらり霊場突撃の旅！                                         | 大久保昌弘          | 水野和則                              | 水野和則          | 小木曽伸吾                            |          |
| 死神代行篇              | 12月14日       | 11   | 伝説のクインシー                                             | 横手美智子          | 小柴純弥                              | 小柴純弥          | 小森篤 窪詔之                         |          |
| 死神代行篇              | 12月21日       | 12   | やさしい右腕                                                 | 吉村元希            | 有冨興二                              | 有冨興二          | 大西雅也                              |          |
| 死神代行篇              | 12月28日       | 13   | 花とホロウ                                                   | 高橋ナツコ          | 津之田三蔵                            | 木村卓司          | 鈴木奈都子                            |          |
| 死神代行篇              | 2005年 1月11日 | 14   | 背中合わせの死闘！                                           | 十川誠志            | 斉藤哲人                              | 阿部記之          | 三好和也                              |          |
| 死神代行篇              | 1月18日        | 15   | コンのウハウハ大作戦                                         | 大久保昌弘          | 今千秋                                | 今千秋            | 砂川則博                              |          |
| 死神代行篇              | 1月25日        | 16   | 阿散井恋次、見参！                                           | 横手美智子          | 高橋資祐                              | 小柴純弥          | 高橋資祐                              |          |
| 死神代行篇              | 2月1日         | 17   | 一護、死す！                                                 | 中瀬理香            | フカザワマナブ                        | 水野和則          | ふかざわまなぶ                        |          |
| 死神代行篇              | 2月8日         | 18   | 取り戻せ！ 死神の力！                                        | 高橋ナツコ          | 小柴純弥                              | 清水明            | 桝井一平                              |          |
| 死神代行篇              | 2月15日        | 19   | 一護、ホロウに墜ちる！                                       | 吉村元希            | 斉藤哲人                              | 木村卓司          | 鈴木奈都子                            |          |
| 死神代行篇              | 2月22日        | 20   | 市丸ギンの影                                                 | 十川誠志            | 畠山茂樹                              | 畠山茂樹          | 杉藤さゆり                            |          |
| 尸魂界・潜入篇          | 3月1日         | 21   | 突入！ 死神の世界                                            | 中瀬理香            | 小柴純弥                              | 小柴純弥          | 砂川則博                              |          |
| 尸魂界・潜入篇          | 3月8日         | 22   | 死神を憎む男                                                 | 高橋ナツコ          | 有冨興二                              | 有冨興二          | 小木曽伸吾                            |          |
| 尸魂界・潜入篇          | 3月15日        | 23   | ルキア処刑、14日前                                           | 大久保昌弘          | 水野和則                              | 水野和則          | 大西雅也                              |          |
| 尸魂界・潜入篇          | 3月22日        | 24   | 結集！ 護廷13隊                                              | 横手美智子          | 津之田三蔵                            | 岩永彰            | 岸本誠司 山下善光                     |          |
| 尸魂界・潜入篇          | 3月29日        | 25   | 巨大砲弾で中央突破？                                         | 吉村元希            | 斉藤哲人                              | 清水明            | 桝井一平                              |          |
| 尸魂界・潜入篇          | 4月5日         | 26   | 結成！ 最悪のタッグ                                          | 十川誠志            | 阿部記之                              | 木村卓司          | 鈴木奈都子                            |          |
| 尸魂界・潜入篇          | 4月12日        | 27   | 必殺の一撃を放て！                                           | 十川誠志            | 小柴純弥                              | 小柴純弥          | 河村明夫                              |          |
| 尸魂界・潜入篇          | 4月19日        | 28   | 狙われた織姫                                                 | 中瀬理香            | 有冨興二                              | 草川啓造          | Yang Kwang seock 岸本誠司             |          |
| 尸魂界・潜入篇          | 4月26日        | 29   | 突破せよ！ 死神包囲網                                        | 横手美智子          | 畠山茂樹                              | 畠山茂樹          | 高木弘樹                              |          |
| 尸魂界・潜入篇          | 5月3日         | 30   | 立ちはだかる恋次                                             | 大久保昌弘          | 高橋資祐                              | 小柴純弥          | 高橋資祐                              |          |
| 尸魂界・潜入篇          | 5月10日        | 31   | 斬る為の覚悟                                                 | 高橋ナツコ          | 斉藤哲人                              | 水野和則          | 小木曽伸吾                            |          |
| 尸魂界・潜入篇          | 5月17日        | 32   | 星と野良犬                                                   | 吉村元希            | 阿部記之                              | 木村卓司          | 鈴木奈都子                            |          |
| 尸魂界・潜入篇          | 5月24日        | 33   | 奇跡！ 謎の新ヒーロー                                        | 大久保昌弘          | 今千秋                                | 今千秋            | 大西雅也                              |          |
| 尸魂界・潜入篇          | 5月31日        | 34   | 夜明けの惨劇                                                 | 高橋ナツコ          | 有冨興二                              | 有冨興二          | 砂川則博                              |          |
| 尸魂界・潜入篇          | 6月7日         | 35   | 藍染暗殺！ 忍び寄る闇                                        | 十川誠志            | 小柴純弥                              | 小柴純弥          | 三好和也                              |          |
| 尸魂界・潜入篇          | 6月14日        | 36   | 更木剣八、迫る！                                             | 中瀬理香            | 畠山茂樹                              | 畠山茂樹          | 河村明夫                              |          |
| 尸魂界・潜入篇          | 6月21日        | 37   | 拳の理由                                                     | 横手美智子          | 白川巨椋                              | 白川巨椋          | ふかざわまなぶ                        |          |
| 尸魂界・潜入篇          | 6月28日        | 38   | 絶体絶命！ 折られた斬月                                      | 吉村元希            | 斉藤哲人                              | 熨斗谷充孝        | 鈴木奈都子                            |          |
| 尸魂界・潜入篇          | 7月5日         | 39   | 不死身の男                                                   | 中瀬理香            | 斉藤哲人                              | 阿部記之          | 吉岡毅                                |          |
| 尸魂界・潜入篇          | 7月12日        | 40   | ガンジュの見た死神                                           | 十川誠志            | 津之田三蔵                            | 宮田亮            | 菊池聡延                              |          |
| 尸魂界・潜入篇          | 7月19日        | 41   | 再会、一護とルキア                                           | 高橋ナツコ          | 有冨興二                              | 有冨興二          | 砂川則博                              |          |
| 尸魂界・救出篇          | 7月26日        | 42   | 瞬神夜一、舞う！                                             | 横手美智子          | 小柴純弥                              | 岩永彰            | 岸本誠司                              |          |
| 尸魂界・救出篇          | 8月2日         | 43   | 卑劣な死神                                                   | 横手美智子          | 高橋資祐                              | 小柴純弥          | 高橋資祐                              |          |
| 尸魂界・救出篇          | 8月9日         | 44   | 石田、極限の力！                                             | 十川誠志            | 西村聡                                | 白川巨椋          | 大西雅也                              |          |
| 尸魂界・救出篇          | 8月16日        | 45   | 限界を超えろ！                                               | 吉村元希            | 斉藤哲人                              | 清水一伸          | 猪狩英憲                              |          |
| 尸魂界・救出篇          | 8月23日        | 46   | 実録！ 死神の学校                                            | 大久保昌弘          | 有冨興二                              | 有冨興二          | 三好和也                              |          |
| 尸魂界・救出篇          | 8月30日        | 47   | 仇討つ者たち                                                 | 高橋ナツコ          | 下田正美                              | 熨斗谷充孝        | 鈴木奈都子                            |          |
| 尸魂界・救出篇          | 9月6日         | 48   | 日番谷、吼える                                               | 中瀬理香            | 小柴純弥                              | 小柴純弥          | 石川智美                              |          |
| 尸魂界・救出篇          | 9月13日        | 49   | ルキアの悪夢                                                 | 大久保昌弘          | 斉藤哲人                              | 藏本穂高          | ふかざわまなぶ                        |          |
| 尸魂界・救出篇          | 9月20日        | 50   | よみがえる獅子                                               | 横手美智子          | ワタナベシンイチ                      | 畠山茂樹          | 高木弘樹                              |          |
| 尸魂界・救出篇          | 9月27日        | 51   | 処刑の朝                                                     | 吉村元希            | 小柴純弥                              | 小高義規          | Kim Seong beum 城島和也               |          |
| 尸魂界・救出篇          | 10月4日        | 52   | 恋次、魂の誓い！ 白哉との死闘                                | 十川誠志            | 有冨興二                              | 有冨興二          | 三好和也                              | [ † 1 ]  |
| 尸魂界・救出篇          | 10月4日        | 53   | 市丸ギンの誘惑、崩された覚悟                                 | 高橋ナツコ          | 河村明夫                              | 清水明            | 鈴木伸一                              | [ † 1 ]  |
| 尸魂界・救出篇          | 10月18日       | 54   | 果たされる誓い！ ルキア奪還なるか！                          | 中瀬理香            | 斉藤哲人                              | 一口久美          | 大西雅也                              | [ † 2 ]  |
| 尸魂界・救出篇          | 10月25日       | 55   | 最強の死神！ 究極の師弟対決                                  | 十川誠志            | 小柴純弥                              | 熨斗谷充孝        | 鈴木奈都子                            |          |
| 尸魂界・救出篇          | 11月1日        | 56   | 超速の戦い！ 武の女神、決す                                  | 吉村元希            | えんどうてつや                        | 藏本穂高          | 吉岡毅                                |          |
| 尸魂界・救出篇          | 11月8日        | 57   | 千本桜、粉砕！ 天を衝く斬月                                  | 中瀬理香            | 高橋資祐                              | 小柴純弥          | 高橋資祐                              |          |
| 尸魂界・救出篇          | 11月15日       | 58   | 開放！ 黒き刃、奇跡の力                                      | 十川誠志            | 深澤学                                | 阿部記之          | ふかざわまなぶ                        |          |
| 尸魂界・救出篇          | 11月22日       | 59   | 死闘決着！ 白き誇りと黒き想い                                | 十川誠志            | 小柴純弥                              | 小柴純弥          | 砂川則博                              |          |
| 尸魂界・救出篇          | 12月6日        | 60   | 絶望の真実、振り下ろされた凶刃                               | 吉村元希            | 河村明夫                              | 一口久美          | 石川智美                              |          |
| 尸魂界・救出篇          | 12月13日       | 61   | 藍染、立つ！ 恐るべき野望                                    | 大久保昌弘          | えんどうてつや                        | 清水明            | 鈴木伸一                              |          |
| 尸魂界・救出篇          | 12月20日       | 62   | 集結せよ！ 最強の死神軍団                                    | 十川誠志            | 斉藤哲人                              | 藏本穂高          | 三好和也                              |          |
| 尸魂界・救出篇          | 2006年 1月10日 | 63   | ルキアの決意、一護の想い                                     | 十川誠志            | 畠山茂樹                              | 畠山茂樹          | 高木弘樹                              | [ † 3 ]  |
| バウント篇              | 1月17日        | 64   | 新学期、現世に恋次がやって来た!?                             | 十川誠志            | 阿部記之                              | 熨斗谷充孝        | 鈴木奈都子                            |          |
| バウント篇              | 1月24日        | 65   | 忍び寄る恐怖、2番目の犠牲者                                  | 十川誠志            | 小柴純弥                              | 小柴純弥          | 大西雅也                              |          |
| バウント篇              | 1月31日        | 66   | 突破せよ！ 迷宮に潜む罠                                      | 大久保昌弘          | うえだしげる                          | うえだしげる      | 砂川則博                              |          |
| バウント篇              | 2月7日         | 67   | 死のゲーム！ 消えるクラスメイト                              | 中瀬理香            | 高橋資祐                              | 小柴純弥          | 高橋資祐                              |          |
| バウント篇              | 2月14日        | 68   | 悪魔の正体、明かされた秘密                                   | 十川誠志            | 阿部記之                              | 清水明            | 鈴木伸一                              | [ † 4 ]  |
| バウント篇              | 2月14日        | 69   | その名はバウント！ 魂を狩る者たち                            | 吉村元希            | 斉藤哲人                              | 一口久美          | ふかざわまなぶ                        | [ † 4 ]  |
| バウント篇              | 2月21日        | 70   | ルキアの帰還！ 代行チーム復活                                | 横手美智子          | 下田正美                              | 熨斗谷充孝        | 鈴木奈都子                            |          |
| バウント篇              | 3月7日         | 71   | 激突の時！ クインシーに迫る魔の手                            | 中瀬理香            | 斉藤哲人                              | 藏本穂高          | 大西雅也                              |          |
| バウント篇              | 3月14日        | 72   | 水の攻撃！ 閉ざされた病院からの脱出                          | 吉村元希            | 金子玲                                | 一口久美          | 高木弘樹                              |          |
| バウント篇              | 3月28日        | 73   | BLEACH 水と花火のイリュージョン壮絶！ 雨中の大決戦スペシャル | 十川誠志            | 小柴純弥                              | 小柴純弥          | 石川智美                              | [ † 5 ]  |
| バウント篇              | 3月28日        | 74   | BLEACH 水と花火のイリュージョン壮絶！ 雨中の大決戦スペシャル | 高橋ナツコ          | 斉藤哲人                              | 斉藤哲人          | 鈴木伸一                              | [ † 5 ]  |
| バウント篇              | 4月4日         | 75   | 十一番隊激震！ よみがえった死神                              | 横手美智子          | 小柴純弥                              | 白石武史          | 三好和也                              | [ † 6 ]  |
| バウント篇              | 4月4日         | 76   | 力の激突！ フリードVS斬月                                    | 大久保昌弘          | 砂川則博                              | 熨斗谷充孝        | 鈴木奈都子                            | [ † 6 ]  |
| バウント篇              | 4月11日        | 77   | 消えぬ怨念！ 剣八が斬った死神                                | 中瀬理香            | 藏本穂高 斉藤哲人                     | 藏本穂高          | 砂川則博                              |          |
| バウント篇              | 5月2日         | 78   | 護廷十三隊驚愕!! 歴史に埋もれた真実                          | 十川誠志            | 高橋資祐                              | 小柴純弥          | 高橋資祐                              |          |
| バウント篇              | 5月9日         | 79   | 芳野、死をかけた想い                                         | 吉村元希            | 深澤学                                | 白井武史          | ふかざわまなぶ                        |          |
| バウント篇              | 5月16日        | 80   | 強敵の急襲！ 小さな最終防衛戦!?                              | 大久保昌弘          | まついひとゆき                        | うえだしげる      | 高木弘樹                              |          |
| バウント篇              | 5月23日        | 81   | 日番谷動く！ 襲われた街                                      | 十川誠志            | 斉藤哲人                              | 野栄太郎          | 田中誠輝                              |          |
| バウント篇              | 5月30日        | 82   | 一護vsダルク！ 白き闇の出現                                  | 横手美智子          | 小柴純弥                              | 一口久美          | 石川智美                              |          |
| バウント篇              | 6月6日         | 83   | 灰色の影、ドールの秘密                                       | 高橋ナツコ          | 髙田淳                                | 清水明            | 佐藤友子                              |          |
| バウント篇              | 6月13日        | 84   | 代行チーム分裂？ 裏切ったルキア                              | 中瀬理香            | えんどうてつや                        | 白井武史          | 三好和也                              | [ † 8 ]  |
| バウント篇              | 6月13日        | 85   | 涙の死闘！ ルキアvs織姫                                      | 十川誠志            | 熨斗谷充孝                            | 熨斗谷充孝        | 鈴木奈都子                            | [ † 8 ]  |
| バウント篇              | 6月20日        | 86   | 乱菊舞う！ 見えない敵を斬れ                                  | 大久保昌弘          | 斉藤哲人                              | 藏本穂高          | 砂川則博                              |          |
| バウント篇              | 7月4日         | 87   | 白哉召集！ 動き出す護廷十三隊                                | 大久保昌弘 十川誠志 | 水野和則                              | 一口久美          | 大西雅也                              |          |
| バウント篇              | 7月11日        | 88   | 副隊長全滅!? 地下洞窟の罠                                    | 十川誠志            | 髙田淳                                | 野栄太郎          | 田中誠輝                              |          |
| バウント篇              | 7月18日        | 89   | 再戦!? 石田vsネム                                            | 十川誠志            | 斉藤哲人                              | 白井武史          | 石川智美                              |          |
| バウント篇              | 7月25日        | 90   | 阿散井恋次、魂の卍解                                         | 十川誠志            | 高橋資祐                              | 小柴純弥          | 高橋資祐                              |          |
| バウント篇              | 8月1日         | 91   | 死神とクインシー、よみがえる力                               | 十川誠志            | 深澤学                                | うえだしげる      | ふかざわまなぶ                        |          |
| バウント 尸魂界・強襲篇 | 8月8日         | 92   | 死神世界への突入、再び                                       | 十川誠志            | 小柴純弥                              | 清水明            | 佐藤友子                              |          |
| バウント 尸魂界・強襲篇 | 8月15日        | 93   | バウント強襲！ 激震の護廷十三隊                              | 中瀬理香            | 斉藤哲人                              | 藏本穂高          | 河村明夫                              |          |
| バウント 尸魂界・強襲篇 | 8月22日        | 94   | 日番谷の決意！ 激突の時迫る                                  | 横手美智子          | 熨斗谷充孝                            | 熨斗谷充孝        | 鈴木奈都子                            |          |
| バウント 尸魂界・強襲篇 | 9月5日         | 95   | 白哉出陣！ 風を裂く桜の舞                                    | 十川誠志            | 髙田淳                                | 白井武史          | 三好和也                              |          |
| バウント 尸魂界・強襲篇 | 9月12日        | 96   | 一護・白哉・狩矢、三極の戦い！                               | 十川誠志            | 斉藤哲人                              | 野栄太郎          | 田中誠輝                              |          |
| バウント 尸魂界・強襲篇 | 9月19日        | 97   | 日番谷出撃！ 森の中の敵を斬れ                                | 十川誠志            | 水野和則                              | 一口久美          | 石川智美                              |          |
| バウント 尸魂界・強襲篇 | 10月4日        | 98   | 激突！ 更木剣八VS一之瀬真樹                                  | 大久保昌弘          | 砂川則博                              | 藏本穂高          | 砂川則博                              | [ † 9 ]  |
| バウント 尸魂界・強襲篇 | 10月11日       | 99   | 死神VS死神！ 暴走する力                                      | 十川誠志            | 小柴純弥                              | 清水明            | 佐藤友子                              |          |
| バウント 尸魂界・強襲篇 | 10月18日       | 100  | 砕蜂死す？ 隠密機動の最後                                    | 十川誠志            | 高橋資祐                              | 小柴純弥          | 大西雅也                              |          |
| バウント 尸魂界・強襲篇 | 11月1日        | 101  | マユリ卍解!! 沢渡・悪魔の激突                                | 大久保昌弘          | 相羽憲介                              | 熨斗谷充孝        | 鈴木奈都子                            |          |
| バウント 尸魂界・強襲篇 | 11月8日        | 102  | 最後のクインシー！ 暴発する力                                | 十川誠志            | 斉藤哲人                              | 白井武史          | 河村明夫                              |          |
| バウント 尸魂界・強襲篇 | 11月15日       | 103  | 石田、限界を超えて撃て！                                     | 十川誠志            | 髙田淳                                | 西村博昭          | Moon Ju youn                          |          |
| バウント 尸魂界・強襲篇 | 11月22日       | 104  | 死闘十番隊！ 氷輪丸を放て                                    | 十川誠志            | 小柴純弥                              | 野栄太郎          | 児玉亮                                |          |
| バウント 尸魂界・強襲篇 | 11月29日       | 105  | 狩矢！ 爆発へのカウントダウン                                | 大久保昌弘          | 水野和則                              | 一口久美          | 三好和也                              |          |
| バウント 尸魂界・強襲篇 | 12月6日        | 106  | 命と復讐！ 石田、究極の選択                                  | 十川誠志            | 斉藤哲人                              | 清水明            | 佐藤友子                              |          |
| バウント 尸魂界・強襲篇 | 12月13日       | 107  | 振り下ろされた刃！ 破滅の瞬間                                | 十川誠志            | 高田淳                                | 藏本穂高          | 砂川則博                              |          |
| バウント 尸魂界・強襲篇 | 12月20日       | 108  | 慟哭のバウント！ 最後の激突                                  | 十川誠志            | 深澤学                                | 白井武史          | ふかざわまなぶ                        |          |
| バウント 尸魂界・強襲篇 | 2007年 1月4日  | 109  | 一護とルキア、廻天する想い                                   | 十川誠志            | 相羽憲介                              | 熨斗谷充孝        | 鈴木奈都子                            |          |
| 破面・出現篇            | 1月10日        | 110  | 代行業再開！ 恐怖の転校生                                    | 吉村元希            | 小柴純弥                              | 西村博昭          | Moon Ju youn                          |          |
| 破面・出現篇            | 1月17日        | 111  | 驚愕！ 親父達の正体                                          | 横手美智子          | 高橋資祐                              | 野栄太郎          | 児玉亮                                |          |
| 破面・出現篇            | 1月24日        | 112  | 戦いの始まり、仮面の軍勢と破面                               | 大久保昌弘          | 高橋資祐                              | 小柴純弥          | 河村明夫                              |          |
| 破面・出現篇            | 1月31日        | 113  | 世界崩壊への序曲、アランカル来襲！                           | 十川誠志            | 下田正美                              | 清水明            | 佐藤友子                              |          |
| 破面・出現篇            | 2月7日         | 114  | 再会、一護とルキアと死神たち                                 | 高橋ナツコ          | 水野和則                              | 一口久美          | 大西雅也                              |          |
| 破面・出現篇            | 2月14日        | 115  | 特命！ やってきた死神たち                                    | 十川誠志            | 高田淳                                | 藏本穂高          | 砂川則博                              |          |
| 破面・出現篇            | 2月21日        | 116  | 悪しき瞳、藍染再び                                           | 吉村元希            | 鈴木奈津子                            | 熨斗谷充孝        | 鈴木奈都子                            |          |
| 破面・出現篇            | 2月28日        | 117  | ルキア戦闘開始！ 凍りつく白き刃                              | 大久保昌弘          | 斉藤哲人                              | 西村博昭          | Moon Ju youn                          |          |
| 破面・出現篇            | 3月7日         | 118  | 一角卍解！ 全てを砕く力                                      | 中瀬理香            | 小柴純弥                              | 関本雄二          | 小木曽伸吾 砂川則博                   |          |
| 破面・出現篇            | 3月21日        | 119  | 更木隊秘話！ ツイている男たち                                | 横手美智子          | 斉藤哲人                              | 白井武史          | ふかざわまなぶ                        |          |
| 破面・出現篇            | 3月28日        | 120  | 日番谷散る！ 砕けた氷輪丸                                    | 吉村元希            | 高田淳                                | 岡崎幸男          | 佐藤友子                              |          |
| 破面・出現篇            | 4月11日        | 121  | 激突！ 護る者VS被る者                                        | 十川誠志            | 水野和則                              | 一口久美          | 小木曽伸吾                            |          |
| 破面・出現篇            | 4月18日        | 122  | ヴァイザード！ 目覚めし者たちの力                            | 高橋ナツコ          | 高橋資祐                              | 小柴純弥          | 大西雅也                              |          |
| 破面・出現篇            | 4月25日        | 123  | 一護、完全ホロウ化!?                                         | 横手美智子          | 斉藤哲人                              | 熨斗谷充孝        | 鈴木奈都子                            |          |
| 破面・出現篇            | 5月2日         | 124  | 激突！ 黒い卍解と白い卍解                                    | 十川誠志            | 深澤学                                | 白井武史          | ふかざわまなぶ                        |          |
| 破面・出現篇            | 5月9日         | 125  | 緊急報告！ 藍染の恐るべき計画                                | 大久保昌弘          | 高木弘樹                              | 阿部紀之          | 高木弘樹 石川智美                     |          |
| 破面・出現篇            | 5月16日        | 126  | 雨竜VS竜弦！ 激突クインシー親子                              | 高橋ナツコ          | 藏本穂高 白井武史                     | 藏本穂高 白井武史 | 砂川則博                              |          |
| 破面・出現篇            | 5月30日        | 127  | 浦原の決断、織姫の想い                                       | 大久保昌弘          | 小柴純弥                              | 西村博昭          | Moon Ju youn                          |          |
| 破面・出現篇            | 6月6日         | 128  | 悪夢のアランカル！ 日番谷隊出撃                              | 十川誠志            | 小柴純弥                              | 藏本穂高          | 大西雅也                              |          |
| 破面・出現篇            | 6月13日        | 129  | 舞い降りた闇の使者！ 増殖する悪意                            | 十川誠志            | 高橋資祐                              | 岡崎幸男          | 山本径子                              |          |
| 破面・出現篇            | 6月20日        | 130  | 見えない敵！ 日番谷、非情な決断                              | 十川誠志            | 小柴純弥                              | 熨斗谷充孝        | 鈴木奈都子                            |          |
| 破面・出現篇            | 6月27日        | 131  | 乱菊の涙、哀しき兄妹の別れ                                   | 十川誠志            | 伊藤誠                                | 浅見松雄          | 村上勉 熱田四盗                       |          |
| 破面・虚圏潜入篇        | 7月4日         | 132  | 日番谷と夏梨とサッカーボール                                 | 中瀬理香            | 斎藤哲人                              | 阿部記之 西片康人 | 石川智美                              |          |
| 破面・虚圏潜入篇        | 7月11日        | 133  | 一角、熱血剣道物語                                           | 高橋ナツコ          | 水野和則                              | 白川巨椋          | 小木曽伸吾                            |          |
| 破面・虚圏潜入篇        | 7月18日        | 134  | 美しきパティシエ、弓親！                                     | 十川誠志            | 効能あや子 白井武史 藏本穂高 西片康人 | 福田きよむ        | Moon Ju youn                          |          |
| 破面・虚圏潜入篇        | 7月25日        | 135  | はかられたコン！ 乱菊は見ていた…                             | 大久保昌弘          | 小柴純弥                              | 白井武史          | 河村明夫                              |          |
| 破面・虚圏潜入篇        | 8月8日         | 136  | ウェコムンドの内乱！ ウルキオラの死                          | 十川誠志            | 阿部記之 西片康人 効能あや子          | 岡崎幸男          | 山本径子 福井明博                     |          |
| 破面・虚圏潜入篇        | 8月22日        | 137  | 悪意の戦い、藍染の罠                                         | 十川誠志            | ふかざわまなぶ                        | 藏本穂高          | 砂川則博                              |          |
| 破面・虚圏潜入篇        | 8月29日        | 138  | ウェコムンド再動！ 日番谷VSヤミー                            | 横手美智子          | 高橋資祐                              | 小柴純弥          | 大西雅也                              |          |
| 破面・虚圏潜入篇        | 9月5日         | 139  | 一護VSグリムジョー、11秒の戦い！                             | 十川誠志            | 斎藤哲人 鈴木奈都子                   | 熨斗谷充孝        | 鈴木奈都子                            |          |
| 破面・虚圏潜入篇        | 9月12日        | 140  | 策謀のウルキオラ、太陽が沈む時                               | 十川誠志            | 小柴純弥                              | 西片康人          | 小木曽伸吾                            |          |
| 破面・虚圏潜入篇        | 9月19日        | 141  | さようなら…、黒崎くん                                        | 中瀬理香            | 高木弘樹                              | 平向智子          | 石川智美                              |          |
| 破面・虚圏潜入篇        | 9月26日        | 142  | 厳命！ 井上織姫ノ救出ヲ禁ズ                                  | 高橋ナツコ          | 下田正美                              | 西村博昭          | MANASITA                              |          |
| 破面・虚圏潜入篇        | 10月3日        | 143  | 復活のグリムジョー                                           | 吉村元希            | 白井武史                              | 白井武史          | 河村明夫                              |          |
| 破面・虚圏潜入篇        | 10月17日       | 144  | 石田・チャド、新しき力の胎動                                 | 中瀬理香            | 小柴純弥                              | 岡崎幸男          | 小林ゆかり 福井明博                   |          |
| 破面・虚圏潜入篇        | 10月24日       | 145  | エスパーダ集結！ 藍染の御前会議                              | 十川誠志            | 案納正美                              | いわもとやすお    | 田中正弥 三浦珠美                     |          |
| 破面・虚圏潜入篇        | 10月31日       | 146  | その名はネル！ 不思議なアランカル登場                        | 高橋ナツコ          | 鈴木奈都子                            | 熨斗谷充孝        | 鈴木奈都子                            |          |
| 破面・虚圏潜入篇        | 11月7日        | 147  | メノスの森！ 消えたルキアを探せ                              | 十川誠志            | 藏本穂高 白井武史                     | 藏本穂高          | 砂川則博                              |          |
| 破面・虚圏潜入篇        | 11月14日       | 148  | アシド、過去から来た死神                                     | 十川誠志            | 西片康人                              | 碇英雄            | JOO GIL SOO                           |          |
| 破面・虚圏潜入篇        | 11月21日       | 149  | 崩れ行く森、百万のメノス                                     | 十川誠志            | 小柴純弥                              | 西村博昭          | Lee Sung Jin MANASITA                 |          |
| 破面・虚圏潜入篇        | 11月28日       | 150  | 誓い！ 再び生きてこの場所へ                                  | 吉村元希            | 下田正美                              | 福田きよむ        | Park changhwan                        |          |
| 破面・虚圏潜入篇        | 12月5日        | 151  | 吹き荒れる暴風！ 踊るアランカルとの遭遇                      | 大久保昌弘          | 河村明夫                              | 岡崎幸男          | 山本径子                              |          |
| 破面・激闘篇            | 12月12日       | 152  | 一護反撃！ こいつが俺の卍解だ                                | 十川誠志            | 西片康人                              | 平向智子          | 石川智美                              |          |
| 破面・激闘篇            | 12月19日       | 153  | 悪魔の研究！ ザエルアポロの企み                              | 十川誠志            | 白井武史 鈴木奈都子                   | 熨斗谷充孝        | 鈴木奈都子                            |          |
| 破面・激闘篇            | 12月26日       | 154  | ルキアと海燕、哀しみの再会                                   | 中瀬理香            | まついひとゆき                        | いわもとやすお    | 田中正弥 三浦珠美 半田大貴            |          |
| 破面・激闘篇            | 2008年 1月9日  | 155  | ルキア反撃！ 決死の鬼道を放て                                | 大久保昌弘          | 案納正美                              | 山崎みつえ        | 菊池聡延                              |          |
| 破面・激闘篇            | 1月16日        | 156  | 石田&ペッシェ、友情の合体攻撃                                | 高橋ナツコ          | 下田正美                              | 藏本穂高          | JOO GIL SOO                           |          |
| 破面・激闘篇            | 1月23日        | 157  | 石田の切り札、魂を切り裂くもの                               | 十川誠志            | 影山楙倫                              | 西村博昭          | PARK CHANGHWAN                        |          |
| 破面・激闘篇            | 1月30日        | 158  | 巨人の右腕、悪魔の左腕                                       | 十川誠志            | 小柴純弥                              | 岡崎幸男          | 山本径子 古阪美津妃                   |          |
| 破面・激闘篇            | 2月6日         | 159  | 茶渡泰虎死す！ 織姫の涙                                      | 中瀬理香            | 影山楙倫                              | 福田きよむ        | MANASITA                              |          |
| 破面・激闘篇            | 2月13日        | 160  | 遺言、心は此処に…                                            | 吉村元希            | 案納正美                              | 熨斗谷充孝        | 鈴木奈都子                            |          |
| 破面・激闘篇            | 2月20日        | 161  | 残酷な破面、ウルキオラの挑発                                 | 大久保昌弘          | 下田正美                              | 平向智子          | 石川智美                              |          |
| 破面・激闘篇            | 2月27日        | 162  | 笑うザエルアポロ、恋次包囲網完成                             | 横手美智子          | 神谷純                                | 藏本穂高          | 砂川則博                              |          |
| 破面・激闘篇            | 3月5日         | 163  | 死神とクインシー、狂気との戦い                               | 大久保昌弘          | 影山楙倫                              | 福田きよむ        | Park Chung hwan                       |          |
| 破面・激闘篇            | 3月12日        | 164  | 石田の作戦！ 攻防の20秒                                      | 吉村元希            | 下田正美                              | 西片康人          | 大西雅也                              |          |
| 破面・激闘篇            | 3月19日        | 165  | 殺意沸騰！ 歓喜のグリムジョー                                | 横手美智子          | 下田正美                              | 清水明            | 古阪美津妃 山本径子                   |          |
| 破面・激闘篇            | 4月9日         | 166  | 死力VS死力！ ホロウ化した一護                                | 高橋ナツコ          | 斉藤哲人                              | 水野和則          | 小木曽伸吾                            |          |
| 破面・激闘篇            | 4月16日        | 167  | 決着の時、グリムジョーの最期                                 | 十川誠志            | 小柴純弥                              | 西村博昭          | MANASITA                              |          |
| 新隊長天貝繍助篇        | 4月23日        | 168  | 新隊長登場！ その名は天貝繍助                                | 十川誠志            | 鈴木奈都子                            | 熨斗谷充考        | 鈴木奈都子                            |          |
| 新隊長天貝繍助篇        | 5月7日         | 169  | 新展開、危険な転校生現る！                                   | 十川誠志            | 阿部記之 効能あや子                   | 西片康人          | 髙木弘樹                              |          |
| 新隊長天貝繍助篇        | 5月14日        | 170  | 月夜の死闘！ 謎の刺客と斬魄刀                                | 十川誠志            | 影山楙倫                              | 福田きよむ        | Park chung hwan                       |          |
| 新隊長天貝繍助篇        | 5月21日        | 171  | 犬龍、咲き乱れる紅の華                                       | 吉村元希            | 白井武史 西片康人                     | 平向智子          | 石川智美                              |          |
| 新隊長天貝繍助篇        | 5月28日        | 172  | 貴船出陣！ 吹き荒れる烈風                                    | 大久保昌弘          | 小柴純弥                              | 清水明            | 古阪美津妃 安斉佳恵                   |          |
| 新隊長天貝繍助篇        | 6月4日         | 173  | 巨悪の登場！ 霞大路家の闇                                    | 中瀬理香            | 藏本穂高                              | 藏本穂高          | 砂川則博                              |          |
| 新隊長天貝繍助篇        | 6月11日        | 174  | 囚われた一護、鏡の結界を破れ！                               | 十川誠志            | 西村博昭                              | 西村博昭          | MANASITA PARK MYOUNG HWAN             |          |
| 新隊長天貝繍助篇        | 6月18日        | 175  | 復讐の刺客、狙われた一護                                     | 吉村元希            | 小柴純弥                              | 熨斗谷充考        | 鈴木奈都子                            |          |
| 新隊長天貝繍助篇        | 6月25日        | 176  | 怪奇！ 刀を喰う暗殺者                                        | 大久保昌弘          | 斉藤哲人                              | 川西秦二          | Park chang hwan                       | [ † 10 ] |
| 新隊長天貝繍助篇        | 6月25日        | 177  | 逆転のルキア！ 暴走する刀                                    | 大久保昌弘 十川誠志 | 西片康人                              | 西片康人          | 大西雅也                              | [ † 10 ] |
| 新隊長天貝繍助篇        | 7月2日         | 178  | 見せられた悪夢！ 鏡の中の一護                                | 十川誠志            | ふかざわまなぶ                        | 藏本穂高          | 河村明夫                              |          |
| 新隊長天貝繍助篇        | 7月9日         | 179  | 対立!? 天貝VS護廷十三隊                                      | 下山健人            | 小柴純弥                              | 清水明            | 古阪美津妃                            |          |
| 新隊長天貝繍助篇        | 7月16日        | 180  | 姫の決意、哀しき花嫁                                         | 吉村元希            | 西村博昭                              | 西村博昭          | MANASITA                              |          |
| 新隊長天貝繍助篇        | 7月23日        | 181  | 二番隊出撃！ 包囲された一護                                  | 大久保昌弘          | 小柴純弥                              | 西片康人          | 砂川則博                              |          |
| 新隊長天貝繍助篇        | 7月30日        | 182  | 天貝の実力、斬魄刀解放！                                     | 吉村元希            | 西片康人 藏本穂高                     | 川西秦二          | Prak chang hwan                       |          |
| 新隊長天貝繍助篇        | 8月6日         | 183  | 動き出した闇！ 貴船の正体                                    | 下山健人            | ふかざわまなぶ                        | 富田剛司          | 武内啓 Choe Kyung Suk 鈴木奈都子      |          |
| 新隊長天貝繍助篇        | 8月20日        | 184  | 吉良と貴船、三番隊の攻防                                     | 大久保昌弘          | 小柴純弥                              | 平向智子          | 石川智美 河村明夫                     |          |
| 新隊長天貝繍助篇        | 8月27日        | 185  | 氷と炎！ 天貝VS日番谷の激闘                                  | 十川誠志            | 藏本穂高                              | 藏本穂高          | 大西雅也 小木曽伸吾                   |          |
| 新隊長天貝繍助篇        | 9月3日         | 186  | 出撃指令！ 霞大路家を制圧せよ                                | 吉村元希            | 小坂春女                              | 西片康人          | 古阪美津妃 山本径子 桝井一平          |          |
| 新隊長天貝繍助篇        | 9月10日        | 187  | 一護激怒！ 暗殺者の秘密                                      | 十川誠志            | 西村博昭                              | 西村博昭          | MANASITA                              |          |
| 新隊長天貝繍助篇        | 9月17日        | 188  | 決闘！ 天貝VS一護                                            | 下山健人            | 小柴純弥                              | 西片康人          | 大西雅也 高木弘樹 砂川則博            |          |
| 新隊長天貝繍助篇        | 10月7日        | 189  | 堕ちた死神の誇り                                             | 大久保昌弘          | 藏本穂高 西片康人                     | 藏本穂高          | 河村明夫                              | [ † 11 ] |
| 破面・VS.死神篇         | 10月14日       | 190  | ウェコムンド編、再開！                                       | 十川誠志            | 高木弘樹                              | 川西秦二          | Park chang hwan                       |          |
| 破面・VS.死神篇         | 10月21日       | 191  | 狂宴、ザエルアポロ劇場                                       | 大久保昌弘          | 案納正美                              | 熨斗谷充孝        | 鈴木奈都子                            |          |
| 破面・VS.死神篇         | 10月28日       | 192  | ネルの秘密、巨乳美女参戦!?                                   | 下山健人            | 福田きよむ                            | 荻原露光          | 古阪美津妃 山本径子                   |          |
| 破面・VS.死神篇         | 11月4日        | 193  | 抵抗不能、恐怖の人形劇                                       | 吉村元希            | 西村博昭                              | 荻原露光          | MANASITA Chang Bam Chul               |          |
| 破面・VS.死神篇         | 11月11日       | 194  | ネリエルの過去                                               | 横手美智子          | 藏本穂高                              | 西瑛仔            | 容洪 鈴木奈都子                       |          |
| 破面・VS.死神篇         | 11月18日       | 195  | 究極合体！ ペッシェの本気                                    | 中瀬理香            | 松村やすひろ                          | 松村やすひろ      | 栗原学 Kim myeong-geun                |          |
| 破面・VS.死神篇         | 11月25日       | 196  | 参戦！ 最強死神軍団登場                                      | 下山健人            | 影山楙倫                              | 福田皖            | Kim yoon joung                        |          |
| 破面・VS.死神篇         | 12月2日        | 197  | 白哉卍解、静かなる怒り                                       | 大久保昌弘          | 案納正美                              | 川西泰二          | MANASITA Chang Bam Chul               |          |
| 破面・VS.死神篇         | 12月9日        | 198  | 2人の科学者、マユリの罠                                      | 吉村元希            | 西片康人                              | 熨斗谷充孝        | 鈴木奈都子                            |          |
| 破面・VS.死神篇         | 12月16日       | 199  | 聖誕、蘇るザエルアポロ                                       | 十川誠志            | 藏本穂高                              | 荻原露光          | 古阪美津妃                            |          |
| 破面・VS.死神篇         | 12月23日       | 200  | 最硬の体!? ノイトラを斬れ                                    | 横手美智子          | 西村博昭                              | 西村博昭          | MANASITA Chang Bam Chul               |          |
| 破面・VS.死神篇         | 2009年 1月6日  | 201  | ノイトラ解放！ 増殖した腕                                    | 中瀬理香            | まついひとゆき                        | 西瑛子            | 石田慶一 容洪 鈴木奈都子              |          |
| 破面・VS.死神篇         | 1月13日        | 202  | 激闘決着！ 最強は誰だ                                        | 中瀬理香            | 松村やすひろ 西片康人                 | 松村やすひろ      | 栗原学                                |          |
| 破面・VS.死神篇         | 1月20日        | 203  | 空座町に集結！ 藍染対死神                                    | 吉村元希            | 案納正美                              | 井上茜            | 山内尚樹                              |          |
| 破面・VS.死神篇         | 1月27日        | 204  | 一護の切腹説得大作戦☆                                        | 下山健人            | 小柴純弥                              | 川西泰二          | Park chang hwan                       |          |
| 破面・VS.死神篇         | 2月3日         | 205  | ドキ！ 虚だらけの蹴鞠大会                                    | 大久保昌弘          | 藏本穂高                              | 熨斗谷充孝        | 鈴木奈都子                            |          |
| 過去篇                  | 2月10日        | 206  | 過去編開始！ 110年前の真実                                   | 横手美智子          | 案納正美                              | 荻原露光          | 古阪美津妃                            |          |
| 過去篇                  | 2月17日        | 207  | 十二番隊新隊長、浦原喜助                                     | 十川誠志            | 宮繁之                                | 西片康人          | 大西雅也                              |          |
| 過去篇                  | 2月24日        | 208  | 藍染と天才少年                                               | 中瀬理香            | 山本秀世                              | 平向智子          | 石川智美                              |          |
| 過去篇                  | 3月3日         | 209  | 六車九番隊、出動せよ                                         | 吉村元希            | まついひとゆき                        | 西瑛子            | 鈴木奈都子 容洪                       |          |
| 過去篇                  | 3月10日        | 210  | ひよ里死す？ 悲劇の始まり                                    | 大久保昌弘          | 西村博昭                              | 西村博昭          | MANASITA Chang Bum Chul               |          |
| 過去篇                  | 3月17日        | 211  | 裏切り！ 暗躍の藍染                                          | 下山健人            | 宮繁之                                | 山崎光恵          | 山内尚樹                              |          |
| 過去篇                  | 3月24日        | 212  | 平子を救え！ 藍染vs浦原                                      | 十川誠志            | 山本秀世                              | 白川巨椋          | 新里栄樹                              |          |
| 破面・空座決戦篇        | 3月31日        | 213  | 魂葬刑事カラクライザー誕生                                   | 大久保昌弘          | 藏本穂高                              | 藏本穂高          | 河村明夫                              |          |
| 破面・空座決戦篇        | 4月7日         | 214  | カラクライザー最後の日                                       | 大久保昌弘          | 松村やすひろ                          | 小柴純弥          | 栗原学                                |          |
| 破面・空座決戦篇        | 4月14日        | 215  | 空座町を護れ！ 死神総登場                                    | 下山健人            | 髙木弘樹                              | 熨斗谷充孝        | 鈴木奈都子                            |          |
| 破面・空座決戦篇        | 4月21日        | 216  | 精鋭！ 四人の死神!!                                          | 吉村元希            | 山本秀世                              | 小柴純弥          | 石川智美                              |          |
| 破面・空座決戦篇        | 4月28日        | 217  | 美しき小悪魔シャルロッテ                                     | 下山健人            | 西村博昭                              | 川西泰二          | Park ChangHwan                        |          |
| 破面・空座決戦篇        | 5月5日         | 218  | 吉良、絶望の中での戦い                                       | 大久保昌弘          | 藏本穂高                              | 荻原露光          | 竹内由香里                            |          |
| 破面・空座決戦篇        | 5月12日        | 219  | 檜佐木始解！ その名は…                                       | 吉村元希            | 水野和則                              | 水野和則          | 鈴木陽子                              |          |
| 破面・空座決戦篇        | 5月19日        | 220  | 一角倒れる!? 死神の危機                                      | 下山健人            | 西片康人                              | 西片康人          | 河村明夫                              |          |
| 破面・空座決戦篇        | 5月26日        | 221  | 全面対決！ 死神vs十刃                                        | 大久保昌弘          | 西村博昭                              | 西村博昭          | MANASITA                              |          |
| 破面・空座決戦篇        | 6月2日         | 222  | 最凶タッグ!? 砕蜂大前田                                      | 下山健人            | 藏本穂高                              | 藏本穂高          | 大西雅也                              |          |
| 破面・空座決戦篇        | 6月9日         | 223  | 驚異の肉体！ ジオ解放                                        | 下山健人            | 小柴純弥                              | 山口武志          | 栗原学 服部憲知                       |          |
| 破面・空座決戦篇        | 6月16日        | 224  | 3vs1の戦闘！ ピンチの乱菊                                    | 下山健人            | 藏本穂高                              | 平向智子          | ふかざわまなぶ                        |          |
| 破面・空座決戦篇        | 6月23日        | 225  | 副隊長全滅！ 恐怖の妖獣                                      | 大久保昌弘          | 西村博昭                              | 川西泰二          | Chang Bum Chul                        |          |
| 破面・空座決戦篇        | 6月30日        | 226  | 激闘終結？ 新たなる戦いへ！                                  | 大久保昌弘          | 水野和則                              | 水野和則          | 小木曽伸吾                            |          |
| 破面・空座決戦篇        | 7月7日         | 227  | ワンダフル・エラー                                           | 吉村元希            | 髙木弘樹                              | 荻原露光          | 竹内由香里                            |          |
| 破面・空座決戦篇        | 7月14日        | 228  | 夏だ！ 海だ！ 水着祭!!                                       | 大久保昌弘          | 小柴純弥                              | 熨斗谷充孝        | 鈴木奈都子                            |          |
| 破面・空座決戦篇        | 7月21日        | 229  | 魂の叫び？ ヅラ死神誕生！                                    | 下山健人            | 西村博昭                              | 西村博昭          | MANASITA                              |          |
| 斬魄刀異聞篇            | 7月28日        | 230  | 新たなる敵！ 斬魄刀実体化                                    | 大久保昌弘          | 阿部記之                              | 阿部記之          | 工藤昌史                              |          |
| 斬魄刀異聞篇            | 8月4日         | 231  | 白哉、桜と共に消ゆ                                           | 大久保昌弘          | 橘秀樹                                | 山口武志          | 栗原学                                |          |
| 斬魄刀異聞篇            | 8月11日        | 232  | 袖白雪vsルキア！ 心の惑い                                    | 吉村元希            | 斉藤哲人                              | 西瑛子            | 鈴木奈都子                            |          |
| 斬魄刀異聞篇            | 8月18日        | 233  | 敵となった斬月                                               | 大久保昌弘          | 小柴純弥                              | 小柴純弥          | ふかざわまなぶ                        |          |
| 斬魄刀異聞篇            | 8月25日        | 234  | 恋次驚愕!? 2人の蛇尾丸                                       | 下山健人            | 髙木弘樹                              | 荻原露光          | 竹内由香里                            |          |
| 斬魄刀異聞篇            | 9月1日         | 235  | 激突！ 檜佐木vs風死                                          | 下山健人            | 藏本穂高                              | 藏本穂高          | 新里栄樹                              |          |
| 斬魄刀異聞篇            | 9月8日         | 236  | 放て！ 新たなる月牙天衝                                      | 下山健人            | 橘秀樹                                | 水野和則          | 鈴木陽子                              |          |
| 斬魄刀異聞篇            | 9月15日        | 237  | 砕蜂、斬魄刀を包囲せよ！                                     | 大久保昌弘          | 西村博昭                              | 西村博昭          | Moon Ju Youn Chang Bum Chul           |          |
| 斬魄刀異聞篇            | 9月22日        | 238  | 友情？ 嫌悪？ 灰猫&飛梅                                      | 吉村元希            | 藏本穂高                              | 松村やすひろ      | 栗原学                                |          |
| 斬魄刀異聞篇            | 9月29日        | 239  | 目覚めよ氷輪丸！ 日番谷激闘                                  | 吉村元希            | 斉藤哲人                              | 平向智子          | 石川智美                              |          |
| 斬魄刀異聞篇            | 10月6日        | 240  | 裏切りの白哉                                                 | 下山健人            | 藏本穂高                              | 西瑛子            | 鈴木奈都子                            |          |
| 斬魄刀異聞篇            | 10月13日       | 241  | 誇りのために！ 白哉vs恋次                                    | 大久保昌弘          | 西片康人                              | 西片康人          | 河村明夫                              |          |
| 斬魄刀異聞篇            | 10月20日       | 242  | 死神&斬魄刀、総出撃                                          | 大久保昌弘          | 小柴純弥                              | 荻原露光          | 竹内由香里 古阪美津妃                 |          |
| 斬魄刀異聞篇            | 10月27日       | 243  | 一騎打ち！ 一護vs千本桜                                      | 大久保昌弘          | 水野和則                              | 水野和則          | 大西雅也 河村明夫                     |          |
| 斬魄刀異聞篇            | 11月3日        | 244  | 満を持して…剣八登場！                                        | 下山健人            | 藏本穂高                              | 藏本穂高          | 砂川則博 新里栄樹                     |          |
| 斬魄刀異聞篇            | 11月10日       | 245  | 白哉を追え！ 混乱の護廷隊                                    | 大久保昌弘          | 西村博昭                              | 西村博昭          | 竹内啓 Park Jong Jun Park In Hee      |          |
| 斬魄刀異聞篇            | 11月17日       | 246  | 特務！ 山本総隊長を救出せよ！                                | 吉村元希            | 髙木弘樹                              | 松村やすひろ      | 栗原学                                |          |
| 斬魄刀異聞篇            | 11月24日       | 247  | 騙された死神！ 世界崩壊の危機                                | 下山健人            | 三井譲                                | 三井譲            | 鈴木陽子                              |          |
| 斬魄刀異聞篇            | 12月1日        | 248  | 氷の龍と炎の龍！ 最強対決！                                  | 大久保昌弘          | 西片康人                              | 西瑛子            | 鈴木奈都子                            |          |
| 斬魄刀異聞篇            | 12月8日        | 249  | 千本桜卍解！ 現世の攻防                                      | 大久保昌弘          | 小柴純弥                              | 小柴純弥          | ふかざわまなぶ                        |          |
| 斬魄刀異聞篇            | 12月15日       | 250  | その男・朽木家ゆえに…                                        | 下山健人            | 斉藤哲人                              | 荻原露光          | 竹内由香里                            |          |
| 斬魄刀異聞篇            | 12月22日       | 251  | 闇の歴史！ 最凶の死神、誕生                                  | 吉村元希            | 藏本穂高                              | 藏本穂高          | 河村明夫                              |          |
| 斬魄刀異聞篇            | 2010年 1月5日  | 252  | 白哉、裏切りに隠された真実                                   | 大久保昌弘          | 西片康人                              | 西片康人          | 新里栄樹                              |          |
| 斬魄刀異聞篇            | 1月12日        | 253  | 虚閃!? 明かされた村正の正体                                  | 大久保昌弘          | 西村博昭                              | 西村博昭          | 岩井伸之 Lee Boo Hee                  |          |
| 斬魄刀異聞篇            | 1月19日        | 254  | 白哉と恋次、六番隊再び！                                     | 下山健人            | 小柴純弥                              | 山口武士          | Kim Hyun Ok 栗原学                    |          |
| 斬魄刀異聞篇            | 1月26日        | 255  | 終章・斬魄刀異聞編                                           | 吉村元希            | 阿部記之                              | 水野和則          | 大西雅也                              |          |
| 斬魄刀異聞篇            | 2月2日         | 256  | 怒りの白哉！ 朽木家崩壊！                                    | 大久保昌弘          | 水野和則                              | 熨斗谷充孝        | 鈴木奈都子                            |          |
| 斬魄刀異聞篇            | 2月9日         | 257  | 新たな敵！ 刀獣の正体                                        | 吉村元希            | 本多康之                              | 小柴純弥          | 鈴木陽子                              |          |
| 斬魄刀異聞篇            | 2月16日        | 258  | 迷子の蛇、受難の猿                                           | 下山健人            | 藏本穂高                              | 荻原露光          | 竹内由香里                            |          |
| 斬魄刀異聞篇            | 2月23日        | 259  | 恐怖！ 地下に潜む怪物                                        | 大久保昌弘          | 髙木弘樹                              | 藏本穂高          | 河村明夫 森山雄治                     |          |
| 斬魄刀異聞篇            | 3月2日         | 260  | 決着!? 檜佐木vs風死                                          | 下山健人            | うえだしげる                          | 山﨑光恵          | 馬場絵理 古賀誠                       |          |
| 斬魄刀異聞篇            | 3月9日         | 261  | 未知なる能力者！ 狙われた織姫                                | 吉村元希            | 斉藤哲人                              | 西村博昭          | 岩井伸之 MANASITA Park Hye Ran        |          |
| 斬魄刀異聞篇            | 3月16日        | 262  | 悲劇の刀獣！ 灰猫、号泣！                                    | 下山健人            | 小美野雅彦                            | 清水一伸          | 栗原学 漢英勲                         |          |
| 斬魄刀異聞篇            | 3月23日        | 263  | 幽閉!? 千本桜&蛇尾丸                                         | 大久保昌弘          | 西片康人                              | 西片康人          | 小美野雅彦                            |          |
| 斬魄刀異聞篇            | 3月30日        | 264  | 女の戦い？ 花天狂骨vs七緒！                                  | 下山健人            | 藏本穂高                              | 熨斗谷充孝        | 鈴木奈都子                            |          |
| 斬魄刀異聞篇            | 4月6日         | 265  | 進化!? 最後の刀獣の脅威！                                    | 大久保昌弘          | 小柴純弥                              | 小柴純弥          | 下島誠                                |          |
| 破面・滅亡篇            | 4月13日        | 266  | 一護vsウルキオラ、再開！                                     | —                   | —                                     | 阿部記之          | —                                     |          |
| 破面・滅亡篇            | 4月20日        | 267  | 繋がる心！ 決死の左拳！                                      | 下山健人            | 斉藤哲人                              | 荻原露光          | 竹内由香里 古阪美津妃                 |          |
| 破面・滅亡篇            | 4月27日        | 268  | 嫉妬と憎悪…窮地の織姫！                                      | 下山健人            | 西片康人                              | 西片康人          | 河村明夫                              |          |
| 破面・滅亡篇            | 5月4日         | 269  | 一護と雨竜、背中合わせの絆！                                 | 下山健人            | 山本英世                              | 山﨑光恵          | 山本修 宮崎修治                       |          |
| 破面・滅亡篇            | 5月11日        | 270  | 絶望の始まり…一護、届かぬ刃                                  | 大久保昌弘          | 白川巨椋                              | 末田宣史          | 今木宏明                              |          |
| 破面・滅亡篇            | 5月18日        | 271  | 一護死す！ 織姫、悲痛の叫び！                                | 大久保昌弘          | 立川譲                                | 西片康人          | 下島誠                                |          |
| 破面・滅亡篇            | 5月25日        | 272  | 一護vsウルキオラ、決着！                                     | 下山健人            | 髙木弘樹                              | 清水一伸          | 栗原学                                |          |
| 破面・滅亡篇            | 6月1日         | 273  | 鮫の猛威！ ハリベル解放                                      | 大久保昌弘          | うえだしげる                          | 市村徹夫          | 小林亮 光田史亮                       |          |
| 破面・滅亡篇            | 6月8日         | 274  | 日番谷、捨て身の氷天百華葬！                                 | 下山健人            | 山本秀世                              | 藏本穂高          | 森山雄治                              |          |
| 破面・滅亡篇            | 6月15日        | 275  | 迫る死の息吹…死を司る王！                                    | 下山健人            | うえだしげる                          | 熨斗谷充孝        | 鈴木奈都子                            |          |
| 破面・滅亡篇            | 6月22日        | 276  | 一撃決殺！ 砕蜂、卍解！                                      | 下山健人            | 小美野雅彦                            | 荻原露光          | 竹内由香里                            |          |
| 破面・滅亡篇            | 6月29日        | 277  | 白熱！ 京楽vsスターク！                                      | 大久保昌弘          | 小柴純弥                              | 小柴純弥          | 梅村朋未                              |          |
| 破面・滅亡篇            | 7月6日         | 278  | 悪夢再び…復活の十刃                                          | 大久保昌弘          | 山本秀世                              | 井上茜            | 森田実 山崎輝彦 山口飛鳥 KIM YONG-SIK |          |
| 破面・滅亡篇            | 7月13日        | 279  | 平子と藍染…因縁の再会！                                      | 大久保昌弘          | 小美野雅彦                            | 西片康人          | 下島誠                                |          |
| 破面・滅亡篇            | 7月20日        | 280  | 檜佐木と東仙…訣別の時！                                      | ふでやすかずゆき    | 山本秀世                              | 西村博昭          | 大沢茂経 Sin jea ik                   |          |
| 破面・滅亡篇            | 7月27日        | 281  | 偽りの王冠…バラガンの怨恨！                                  | ふでやすかずゆき    | 小柴純弥                              | 清水一伸          | 栗原学                                |          |
| 破面・滅亡篇            | 8月3日         | 282  | 魂の力！ 群狼、襲来！                                        | 下山健人            | 小柴純弥                              | 小柴純弥          | 河村明夫                              |          |
| 破面・滅亡篇            | 8月10日        | 283  | スターク、たった独りの戦い                                   | 下山健人            | うえだしげる                          | 佐藤和磨          | 鈴木奈都子                            |          |
| 破面・滅亡篇            | 8月17日        | 284  | 犠牲の連鎖…ハリベルの過去                                    | 下山健人            | 斉藤哲人                              | のがみかずお      | 竹内由香里 古阪美津妃                 |          |
| 破面・滅亡篇            | 8月24日        | 285  | 百年の怨恨…ひよ里の復讐！                                    | ふでやすかずゆき    | 末田宜史                              | 西片康人          | 梅村朋未                              |          |
| 破面・滅亡篇            | 8月31日        | 286  | 空座町を護れ！ 一護、現世へ！                                | ふでやすかずゆき    | 髙木弘樹                              | 上田繁            | 森田実                                |          |
| 破面・滅亡篇            | 9月7日         | 287  | 外伝！ 一護と魔法のランプ！                                  | 下山健人            | 髙木弘樹 西片康人                     | 小柴純弥          | 下島誠                                |          |
| 破面・滅亡篇            | 9月14日        | 288  | 最後の切り札！ 一護、決戦へ！                                | ふでやすかずゆき    | まついひとゆき                        | 西村博昭          | Sin jea ik Park chang hwan            |          |
| 破面・滅亡篇            | 9月21日        | 289  | 白哉vs剣八!? 乱戦開始！                                      | ふでやすかずゆき    | 西片康人                              | 西片康人          | 河村明夫                              |          |
| 破面・滅亡篇            | 9月28日        | 290  | 正義の為に!? 死神を捨てた男                                  | 下山健人            | 山本秀世                              | 清水一伸          | 栗原学                                |          |
| 破面・滅亡篇            | 10月5日        | 291  | 藍染との死闘！ 平子、始解！                                  | 下山健人            | 山本秀世                              | 熨斗谷充孝        | 鈴木奈都子                            |          |
| 破面・滅亡篇            | 10月12日       | 292  | 全面戦争！ 藍染vs死神！                                      | 大久保昌弘          | まついひとゆき                        | 井上茜            | 中野圭哉 内田孝                       |          |
| 破面・滅亡篇            | 10月19日       | 293  | 日番谷、激昂！ 憎しみの刃！                                  | ふでやすかずゆき    | 下田正美                              | のがみかずお      | 竹内由香里                            |          |
| 破面・滅亡篇            | 10月26日       | 294  | 攻撃不能!? 封じられた元柳斎！                                | 大久保昌弘          | 斉藤哲人                              | 山﨑光恵          | 森田実                                |          |
| 破面・滅亡篇            | 11月2日        | 295  | 全ては罠…仕組まれた絆！                                      | 大久保昌弘          | 末田宜史                              | 西片康人          | 梅村朋未                              |          |
| 破面・滅亡篇            | 11月9日        | 296  | 衝撃の真実…一護に秘められた力！                              | 大久保昌弘          | まついひとゆき                        | 西村博昭          | Sin jea ik Park chang hwan            |          |
| 破面・滅亡篇            | 11月16日       | 297  | 伸びる刃!? 一護vsギン！                                      | 大久保昌弘          | 下田正美                              | 清水一伸          | 栗原学                                |          |
| 破面・滅亡篇            | 11月23日       | 298  | 映画だ！ 祭だ！ 死神映画祭！                                 | 大久保昌弘          | 小柴純弥                              | 熨斗谷充孝        | 鈴木奈都子                            |          |
| 破面・滅亡篇            | 11月30日       | 299  | 劇場公開記念！ 地獄篇・序章                                  | 大久保昌弘          | 西片康人                              | 西片康人          | 河村明夫                              |          |
| 破面・滅亡篇            | 12月7日        | 300  | 浦原登場！ 藍染を阻止せよ！                                  | ふでやすかずゆき    | うえだしげる                          | のがみかずお      | 竹内由香里 古阪美津妃                 |          |
| 破面・滅亡篇            | 12月14日       | 301  | 一護、戦意喪失!? ギンの思惑！                                | 下山健人            | まついひとゆき                        | 井上茜            | 森田実                                |          |
| 破面・滅亡篇            | 12月21日       | 302  | 最後の月牙天衝!? 一護の修行！                                | 大久保昌弘          | 下田正美                              | 小柴純弥          | 下島誠                                |          |
| 破面・滅亡篇            | 2011年 1月4日  | 303  | 現世も死神も！ お正月スペシャル！                            | 下山健人            | 山本英世                              | 清水一伸          | 栗原学                                |          |
| 破面・滅亡篇            | 1月11日        | 304  | 外伝再び！ 今度の敵はモンスター!?                            | ふでやすかずゆき    | 髙木弘樹                              | 荻原露光          | 鈴木陽子                              |          |
| 破面・滅亡篇            | 1月18日        | 305  | 妄想爆走！ 檜佐木、温泉旅館へ！                              | 大久保昌弘          | 小柴純弥                              | 熨斗谷充孝        | 鈴木奈都子                            |          |
| 破面・滅亡篇            | 1月25日        | 306  | 護るために！ 一護vs天鎖斬月！                                | 下山健人            | 下田正美                              | 小柴純弥          | 梅村朋未                              |          |
| 破面・滅亡篇            | 2月1日         | 307  | 緊急事態！ 藍染、更なる進化！                                | 下山健人            | 山本秀世                              | 井上茜            | 森田実                                |          |
| 破面・滅亡篇            | 2月8日         | 308  | さよなら…乱菊                                                | 下山健人            | 小柴純弥                              | 小柴純弥          | 下島誠                                |          |
| 破面・滅亡篇            | 2月15日        | 309  | 激闘決着！ 放て、最後の月牙天衝！                            | ふでやすかずゆき    | 末田宜史                              | 末田宜史          | 今木宏明                              |          |
| 破面・滅亡篇            | 2月22日        | 310  | 一護の覚悟！ 激闘の代償                                      | 大久保昌弘          | ムラオミノル                          | 清水一伸          | 栗原学 Kim Il Bae                     |          |
| 破面・滅亡篇            | 3月1日         | 311  | 魂葬刑事・カラクライザー再発進！                             | 今村美緒            | まついひとゆき                        | のがみかずお      | 竹内由香里                            |          |
| 破面・滅亡篇            | 3月8日         | 312  | 就任！ 新たなる二番隊隊長！                                  | 大久保昌弘          | 山本秀世                              | 西村博昭          | Park Chang hwan                       |          |
| 破面・滅亡篇            | 3月15日        | 313  | 十一番隊に命を賭けた男！                                     | 下山健人            | うえだしげる                          | 熨斗谷充孝        | 鈴木奈都子                            |          |
| 破面・滅亡篇            | 3月22日        | 314  | コンは見た！ 美人OLの秘密                                    | ふでやすかずゆき    | 高木弘樹                              | 高木弘樹          | 石川智美                              |          |
| 破面・滅亡篇            | 3月29日        | 315  | やちるの友！ 正義の死神登場！                                | ふでやすかずゆき    | 山本秀世                              | 井上茜            | 森田実                                |          |
| 破面・滅亡篇            | 4月5日         | 316  | 日番谷冬獅郎の休日！                                         | 大久保昌弘          | 立川譲                                | 清水一伸          | 栗原学 Kim Sang yeop                  |          |
| 護廷十三隊侵軍篇        | 4月12日        | 317  | 瀞霊廷に異変！ 護廷十三隊侵軍篇                              | 下山健人            | 阿部記之                              | 阿部記之          | 工藤昌史                              |          |
| 護廷十三隊侵軍篇        | 4月19日        | 318  | 恋次vsルキア!? 仲間との戦い！                                | 下山健人            | 水野和則                              | 水野和則          | 小美野雅彦                            |          |
| 護廷十三隊侵軍篇        | 4月26日        | 319  | 一護捕縛網！ 尸魂界を脱出せよ！                              | 下山健人            | 立川護                                | 立川護            | 栗田新一                              |          |
| 護廷十三隊侵軍篇        | 5月3日         | 320  | 護廷十三隊、現世に集結！                                     | 大久保昌弘          | ムラオミノル                          | のがみかずお      | 竹内由香里                            |          |
| 護廷十三隊侵軍篇        | 5月10日        | 321  | 一角vs一角！ 自分同士の戦い！                                | 大久保昌弘          | 小美野雅彦                            | 熨斗谷充孝        | 鈴木奈都子                            |          |
| 護廷十三隊侵軍篇        | 5月17日        | 322  | 激突！ ルキアvsルキア！                                      | ふでやすかずゆき    | 西片康人 小柴純弥                     | 井上茜            | 森田実                                |          |
| 護廷十三隊侵軍篇        | 5月24日        | 323  | 護れ一護！ 望実の決意！                                      | ふでやすかずゆき    | 増田敏彦                              | 清水一伸          | 栗原学                                |          |
| 護廷十三隊侵軍篇        | 5月31日        | 324  | 瀞霊廷奪還へ！ 隊長たち、動く！                              | 下山健人            | 若林あつし                            | 西片康人          | 大西雅也                              |          |
| 護廷十三隊侵軍篇        | 6月7日         | 325  | 信ずるものの為に！ 白哉vs日番谷！                            | 下山健人            | 小柴純弥                              | 小柴純弥          | 石川智美                              |          |
| 護廷十三隊侵軍篇        | 6月14日        | 326  | ふたりの雛森、日番谷の覚悟                                   | ふでやすかずゆき    | ムラオミノル                          | のがみかずお      | 竹内由香里 古阪美津妃 一ノ瀬結梨      |          |
| 護廷十三隊侵軍篇        | 6月20日        | 327  | 朽木家の誇り！ 白哉vs白哉！                                  | 大久保昌弘          | 山岡実                                | 山岡実            | 栗田新一                              |          |
| 護廷十三隊侵軍篇        | 6月27日        | 328  | 影狼佐を倒せ！ 死神、総力戦！                                | 下山健人            | 高木弘樹 西片康人                     | 水野和則          | 小美野雅彦                            |          |
| 護廷十三隊侵軍篇        | 7月5日         | 329  | 禁断の研究…望実に隠された秘密！                              | 下山健人            | 阿部記之 西片康人 高木弘樹            | 西片康人          | 梅村朋未                              |          |
| 護廷十三隊侵軍篇        | 7月12日        | 330  | 生きたい…！ 望実の斬魄刀                                     | 下山健人            | 斉藤哲人                              | 熨斗谷充孝        | 鈴木奈都子 下島誠                     |          |
| 護廷十三隊侵軍篇        | 7月19日        | 331  | 戦うために！ 目覚めよ望実！                                  | 大久保昌弘          | 小柴純弥                              | 井上茜            | 森田実 丸山修二                       |          |
| 護廷十三隊侵軍篇        | 7月26日        | 332  | 最凶の霊骸、現世に現る！                                     | 大久保昌弘          | 山本秀世                              | 清水一伸          | 栗原学                                |          |
| 護廷十三隊侵軍篇        | 8月2日         | 333  | 望実を消す!? 元柳斎の決断！                                  | ふでやすかずゆき    | 斉藤哲人                              | のがみかずお      | 竹内由香里                            |          |
| 護廷十三隊侵軍篇        | 8月9日         | 334  | 失われる霊圧！ 一護、魂の死闘！                              | ふでやすかずゆき    | 水野和則                              | 水野和則          | 大西雅也 梅村朋未                     |          |
| 護廷十三隊侵軍篇        | 8月16日        | 335  | 断界に潜伏？ もう一人の一護!?                                | 下山健人            | 立川譲                                | 立川譲            | 栗田新一                              |          |
| 護廷十三隊侵軍篇        | 8月23日        | 336  | 影狼佐を追え！ 技術開発局、潜入！                            | 下山健人            | 阿部記之 末田宜史                     | 末田宜史          | 小美野雅彦                            |          |
| 護廷十三隊侵軍篇        | 8月30日        | 337  | 改造魂魄の開発者                                             | ふでやすかずゆき    | 高木弘樹                              | 熨斗谷充孝        | 鈴木奈都子 Kim Gi nam                 |          |
| 護廷十三隊侵軍篇        | 9月6日         | 338  | コンの想い、望実の想い                                       | ふでやすかずゆき    | 小柴純弥                              | 井上茜            | 古賀誠 丸山修二 小林明美              |          |
| 護廷十三隊侵軍篇        | 9月13日        | 339  | 一護を護れ！ 仲間たちの絆！                                  | 大久保昌弘          | 斉藤哲人                              | 佐々木真哉        | 栗原学 服部憲知                       |          |
| 護廷十三隊侵軍篇        | 9月20日        | 340  | 霊骸vs原種、誇りを賭けた激闘！                               | 下山健人            | 西片康人                              | のがみかずお      | 竹内由香里 古阪美津妃 阿部千秋        |          |
| 護廷十三隊侵軍篇        | 9月27日        | 341  | 侵軍篇、最終決着！                                           | 下山健人            | 立川譲                                | 立川譲            | 今木宏明                              |          |
| 護廷十三隊侵軍篇        | 10月4日        | 342  | ありがとう                                                   | 大久保昌弘          | 小柴純弥                              | 白川巨椋          | 工藤昌史                              | [ † 12 ] |
| 死神代行消失篇          | 10月11日       | 343  | 高校3年生！ 装い新たに新章開始！                             | 大久保昌弘          | ユキヒロマツシタ                      | 西片康人          | 梅村朋未                              |          |
| 死神代行消失篇          | 10月18日       | 344  | 学校間抗争!? 一護と雨竜、共闘！                              | ふでやすかずゆき    | 松林唯人                              | 熨斗谷充孝        | 鈴木奈都子                            |          |
| 死神代行消失篇          | 10月25日       | 345  | 襲われた雨竜、仲間達に迫る脅威！                             | 下山健人            | 斉藤哲人                              | 小柴純弥          | 大西雅也                              |          |
| 死神代行消失篇          | 11月1日        | 346  | 完現術の能力者・銀城空吾                                     | 大久保昌弘          | 高見沢孝弘                            | 松林唯人          | 嶋田真恵                              |          |
| 死神代行消失篇          | 11月8日        | 347  | 黒崎家に忍び寄る危機!? 一護の迷い！                          | 下山健人            | 阿部記之                              | 熨斗谷充孝        | 竹内由香里                            |          |
| 死神代行消失篇          | 11月15日       | 348  | 代行証の力、一護の"誇り"！                                   | ふでやすかずゆき    | 小柴純弥                              | 一口久美          | 鈴木陽子                              |          |
| 死神代行消失篇          | 11月22日       | 349  | 次の標的、織姫を襲う魔の手！                                 | 今村美緒            | 中山岳洋                              | 守田芸成          | 丸山修二 古賀誠                       |          |
| 死神代行消失篇          | 11月29日       | 350  | 死神代行を殺した男!? 動き出す月島                            | 大久保昌弘          | ユキヒロマツシタ                      | 西片康人          | 梅村朋未                              |          |
| 死神代行消失篇          | 12月6日        | 351  | フルブリング、忌み嫌われた力！                               | 下山健人            | 水野和則                              | 水野和則          | 下島誠 河村明夫                       |          |
| 死神代行消失篇          | 12月13日       | 352  | 月島、急襲！ 妨害された修業！                                | ふでやすかずゆき    | 斉藤哲人                              | 黒田泰弘          | 鈴木奈都子 Kim Gi nam 青柳重美        |          |
| 死神代行消失篇          | 12月20日       | 353  | 激闘へ！ 一護、完現術を使いこなせ！                          | 大久保昌弘          | 小柴純弥                              | 小柴純弥          | 大西雅也                              |          |
| 死神代行消失篇          | 12月27日       | 354  | 一護vs銀城、ゲームの空間へ！                                 | ふでやすかずゆき    | 西片康人                              | 熨斗谷充孝        | 竹内由香里                            |          |
| 死神代行消失篇          | 2012年 1月10日 | 355  | 死神参戦！ 瀞霊廷もお正月SP！                                | 今村美緒            | 髙木弘樹                              | 髙木弘樹          | 鈴木陽子                              |          |
| 死神代行消失篇          | 1月17日        | 356  | 敵か味方か!? 銀城の見えない心！                              | 下山健人            | 中山岳洋                              | 守田芸成          | 丸山修二 古賀誠 山田勝                |          |
| 死神代行消失篇          | 1月24日        | 357  | 忍び寄る脅威…月島の能力！                                    | 下山健人            | 阿部記之                              | 松林唯人          | 嶋田真恵                              |          |
| 死神代行消失篇          | 1月31日        | 358  | 激突!? 銀城を襲うXCUTION！                                   | ふでやすかずゆき    | 立川譲                                | 西片康人          | 梅村朋未                              |          |
| 死神代行消失篇          | 2月7日         | 359  | 哀しみの戦い！ 一護vs茶渡&織姫！                             | 大久保昌弘          | 斉藤哲人                              | 荻原露光          | 鈴木奈都子 Kim Gi nam                 |          |
| 死神代行消失篇          | 2月14日        | 360  | 一護vs雨竜!? 裏切り者は誰だ！                                | 大久保昌弘          | 小柴純弥                              | 白川巨椋          | 大西雅也                              |          |
| 死神代行消失篇          | 2月21日        | 361  | 新たな姿！ 護廷十三隊、見参！                                | 下山健人            | 松林唯人                              | 松林唯人          | 工藤昌史                              |          |
| 死神代行消失篇          | 2月28日        | 362  | 復活！ 死神代行・黒崎一護                                    | ふでやすかずゆき    | 西片康人                              | 熨斗谷充孝        | 竹内由香里                            |          |
| 死神代行消失篇          | 3月6日         | 363  | 激闘！ 死神vsXCUTION！                                       | 今村美緒            | 小柴純弥                              | 白川巨椋          | 下島誠                                |          |
| 死神代行消失篇          | 3月13日        | 364  | 絶体絶命!? 過去を挟まれた白哉                                | 今村美緒            | 松林唯人                              | 荻原露光          | 鈴木奈都子 竹内由香里                 |          |
| 死神代行消失篇          | 3月20日        | 365  | 一護vs銀城！ 代行証の秘密                                    | 下山健人            | 小柴純弥 斉藤哲人                     | 水野和則          | 嶋田真恵 大西雅也                     |          |
| 死神代行消失篇          | 3月27日        | 366  | 変わりゆく歴史、変わらぬ心                                   | 下山健人            | 西片康人 阿部記之                     | 西片康人 阿部記之 | 鈴木陽子 梅村朋未                     |          |

補足事項

1. ↑  BLEACHゴールデンにドカーンと進出最強の死神ぞくぞく登場！ 限界ギリギリ血わき肉おどる大決戦スペシャル[218]
2. ↑  以降は火曜19時30分 - 20時00分放送[219]。
3. ↑  BLEACH祝！ ルキア奪還！ 輝け！ 死神十番勝負！ 見たい死神ドーンと見せますスペシャルさらに極秘の新展開映像を大公開[220]
4. ↑  BLEACH死神代行の事件ファイルSP空座町で起きた連続神隠し！ 消えた女子高生が語る驚きの真実！ 闇の力とは！[221]
5. ↑  BLEACH・水と花火のイリュージョン壮絶！ 雨中の大決戦スペシャル[222]
6. ↑  火曜いージャン！ 銀魂・BLEACH・夢の共演スペシャル / BLEACH「あたり前だBLEACHンなって見せてやる！」[223]
7. 1 2 3 4 5  「」は文字コードになく表示できない漢字のため、代替画像を使用しています。[224]
8. ↑  火曜いージャン！ もうがんばるジャンSP / BLEACH「BLEACHを見てないのはドイツだ！ バトルに吉良が檜佐木が続々参戦」[225]
9. ↑  以降は水曜19時26分 - 19時55分放送[226]。
10. ↑  BLEACH「劇場版第三弾公開決定記念スペシャル冬まで待てない死神大激闘！ 逆転のルキア！」[227]
11. ↑  以降は火曜18時00分 - 18時30分放送[228]、ハイビジョン放送に移行。
12. ↑  一部のネット局がこの回で放送終了。

### BLEACH 千年血戦篇（各話リスト）
| 話数                  | サブタイトル                                   | 脚本              | 絵コンテ                 | 演出                                | 作画監督                                                                                               | アクション・エフェクト作画監督 | 総作画監督                     | 初放送日        |           |           |           |           |           |           |           |           |           |           |           |           |           |           |           |           |
| 第1クール             | 第1クール                                      | 第1クール         | 第1クール                | 第1クール                           | 第1クール                                                                                              | 第1クール                      | 第1クール                      | 第1クール       | 第1クール | 第1クール | 第1クール | 第1クール | 第1クール | 第1クール | 第1クール | 第1クール | 第1クール | 第1クール | 第1クール | 第1クール | 第1クール | 第1クール | 第1クール | 第1クール |
| --------------------- | ---------------------------------------------- | ----------------- | ------------------------ | ----------------------------------- | --- | ------------------------------ | ------------------------------ | --------------- | --------- | --------- | --------- | --------- | --------- | --------- | --------- | --------- | --------- | --------- | --------- | --------- | --------- | --------- | --------- | --------- |
| #01                   | THE BLOOD WARFARE                              | 田口智久          | 田口智久                 | 村田光                              | Cindy H.Yamauchi                                                                                       | 鄭泳勲                         | 工藤昌史                       | 2022年 10月11日 |           |           |           |           |           |           |           |           |           |           |           |           |           |           |           |           |
| #02                   | Foundation Stones                              | 田口智久          | 田口智久                 | サトウ光敏                          | 石井珠樹 上條舞子                                                                                      | 菅野芳弘                       | 長谷川享雄                     | 10月18日        |           |           |           |           |           |           |           |           |           |           |           |           |           |           |           |           |
| #03                   | March of the StarCross                         | 田口智久          | 山口ひかる               | 藏本穂高                            | 鈴木奈都子 河野真貴                                                                                    | 鄭泳勲                         | 高柳久美子                     | 10月25日        |           |           |           |           |           |           |           |           |           |           |           |           |           |           |           |           |
| #04                   | Kill The Shadow                                | 田口智久          | 村田光                   | 村田光                              | 滝川和男 川﨑玲奈                                                                                      | 酒井智史                       | 小松原聖                       | 11月1日         |           |           |           |           |           |           |           |           |           |           |           |           |           |           |           |           |
| #05                   | Wrath as a Lightning                           | 平松正樹          | サトウ光敏               | サトウ光敏                          | とみながまり 小澤早依子                                                                                | 鄭泳勲                         | 長谷川享雄                     | 11月8日         |           |           |           |           |           |           |           |           |           |           |           |           |           |           |           |           |
| #06                   | The Fire                                       | 平松正樹          | 田口智久                 | 斉藤えま                            | - | -                              | -                              | 11月15日        |           |           |           |           |           |           |           |           |           |           |           |           |           |           |           |           |
| #07                   | BORN IN THE DARK                               | 平松正樹          | 都留稔幸                 | 上田慎一郎                          | Cindy H.Yamauchi                                                                                       | 菅野芳弘                       | 高柳久美子                     | 11月22日        |           |           |           |           |           |           |           |           |           |           |           |           |           |           |           |           |
| #08                   | The Shooting Star Project〔ZERO MIX〕          | 平松正樹          | 頂真司                   | 鄭泳勲                              | 上條舞子 石井珠樹                                                                                      | -                              | 小松原聖                       | 11月29日        |           |           |           |           |           |           |           |           |           |           |           |           |           |           |           |           |
| #09                   | THE DROP                                       | 平松正樹          | 朝倉カイト               | 朝倉カイト                          | 河本零王 小澤早依子 滝川和夫                                                                           | 酒井智史                       | 長谷川享雄                     | 12月6日         |           |           |           |           |           |           |           |           |           |           |           |           |           |           |           |           |
| #10                   | The Battle                                     | 平松正樹          | 村田光                   | 村田光                              | 鈴木里奈 柴美波 川﨑玲奈                                                                               | 菅野芳弘                       | 高柳久美子                     | 12月13日        |           |           |           |           |           |           |           |           |           |           |           |           |           |           |           |           |
| #11                   | Everything But the Rain                        | 平松正樹          | サトウ光敏               | 菊池優作                            | 大久保美香 柴美波 上條舞子 窪田翔太 滝口弘喜 山本航 滝川和男                                           | 酒井智史                       | 小松原聖                       | 12月20日        |           |           |           |           |           |           |           |           |           |           |           |           |           |           |           |           |
| #12                   | EVERYTHING BUT THE RAIN “June Truth”           | 平松正樹          | 頂真司 常盤健太郎        | 鄭泳勲                              | 小澤早依子 とみながまり                                                                                | -                              | 長谷川享雄                     | 12月27日        |           |           |           |           |           |           |           |           |           |           |           |           |           |           |           |           |
| #13                   | THE BLADE IS ME                                | 平松正樹          | 田口智久                 | 田口智久 サトウ光敏 小髙義規        | Cindy H.Yamauchi 堀越久美子 山本航 竹島照子 滝川和男 夏木洋 河本零王                                   | 菅野芳弘                       | 高柳久美子                     | 12月27日        |           |           |           |           |           |           |           |           |           |           |           |           |           |           |           |           |
| 第2クール『-訣別譚-』 |                                                |                   |                          |                                     | |                                |                                |                 |           |           |           |           |           |           |           |           |           |           |           |           |           |           |           |           |
| #14                   | THE LAST 9DAYS                                 | 平松正樹          | 田口智久 村田光 菊池優作 | 村田光                              | 小澤早依子                                                                                             | 酒井智史 橋本敬史 若林厚史     | 小松原聖                       | 2023年 7月8日   |           |           |           |           |           |           |           |           |           |           |           |           |           |           |           |           |
| #15                   | Peace from Shadows                             | 平松正樹          | 頂真司                   | 菊池優作                            | 鈴木里奈 夏目洋 滝口弘喜                                                                               | 橋本敬史                       | 長谷川享雄                     | 7月15日         |           |           |           |           |           |           |           |           |           |           |           |           |           |           |           |           |
| #16                   | The Fundamental Virulence                      | 平松正樹          | 藤田陽一                 | 安川央里                            | 堀越久美子                                                                                             | 酒井智史                       | 高柳久美子                     | 7月22日         |           |           |           |           |           |           |           |           |           |           |           |           |           |           |           |           |
| #17                   | HEART of WOLF                                  | 平松正樹          | 上田慎一郎               | 上田慎一郎                          | 河本零王 鈴木奈都子 滝川和夫 朝井聖子                                                                  | 橋本敬史                       | 小松原聖                       | 7月29日         |           |           |           |           |           |           |           |           |           |           |           |           |           |           |           |           |
| #18                   | Rages at Ringside                              | 平松正樹          | 若林厚史                 | 長井惟杜子                          | 上條舞子 とみながまり 鈴木奈都子 齊藤崇了                                                              | 若林厚史                       | 高柳久美子                     | 8月5日          |           |           |           |           |           |           |           |           |           |           |           |           |           |           |           |           |
| #19                   | The White Haze                                 | 平松正樹          | 田口智久 頂真司          | 陳達理                              | 柴美波 陳達理                                                                                          | 橋本敬史                       | 長谷川享雄                     | 8月12日         |           |           |           |           |           |           |           |           |           |           |           |           |           |           |           |           |
| #20                   | I AM THE EDGE                                  | 平松正樹          | 山本航                   | 菊池優作                            | 夏木洋 鈴木奈都子 ともながまり Studio BUS                                                              | 橋本敬史                       | 小松原聖                       | 8月19日         |           |           |           |           |           |           |           |           |           |           |           |           |           |           |           |           |
| #21                   | The Headless Star                              | 平松正樹          | サトウ光敏               | サトウ光敏                          | 小澤早依子 河本零王 滝口弘喜 Park myoung hun                                                           | 酒井智史                       | 長谷川享雄                     | 8月26日         |           |           |           |           |           |           |           |           |           |           |           |           |           |           |           |           |
| #22                   | Marching Out the ZOMBIES                       | 平松正樹          | 藤田陽一                 | 鄭泳勲                              | 大久保美香 滝川和男 柳昇希 金慶鎬                                                                      | 酒井智史                       | 小松原聖                       | 9月9日          |           |           |           |           |           |           |           |           |           |           |           |           |           |           |           |           |
| #23                   | Marching Out the ZOMBIES 2                     | 平松正樹          | 若林厚史                 | 榎田敬宏                            | 鈴木里奈 堀越久美子 Park myoung hun 安彦英二 柴美波                                                    | -                              | 高柳久美子                     | 9月16日         |           |           |           |           |           |           |           |           |           |           |           |           |           |           |           |           |
| #24                   | Too Early to Win Too Late to Know              | 平松正樹          | 藤田陽一                 | 大塚隆寛                            | 高橋恒星 渡辺伸弘                                                                                      | -                              | 高柳久美子                     | 9月23日         |           |           |           |           |           |           |           |           |           |           |           |           |           |           |           |           |
| #25                   | THE MASTER                                     | 平松正樹          | 上田慎一郎               | 上田慎一郎                          | 小澤早依子 齊藤崇了 大久保美香 滝川和男 渡辺浩二 中熊太一 大野勉 モリタユーシ 赤津佳織 Park myoung hun | 橋本敬史                       | 小松原聖                       | 9月30日         |           |           |           |           |           |           |           |           |           |           |           |           |           |           |           |           |
| #26                   | BLACK                                          | 平松正樹          | 村田光                   | 村田光 陳達理 榎田敬宏 長井惟杜子   | 鈴木里奈 柴美波 陳達理 明石兵悟 堀越久美子 Cindy H.Yamauchi 林智子 鈴木奈都子 川﨑玲奈                 | 酒井智史 陳達理 佐藤由紀       | 長谷川享雄 小松原聖 高柳久美子 | 9月30日         |           |           |           |           |           |           |           |           |           |           |           |           |           |           |           |           |
| 第3クール『-相剋譚-』 |                                                |                   |                          |                                     | |                                |                                |                 |           |           |           |           |           |           |           |           |           |           |           |           |           |           |           |           |
| #27                   | A                                              | 平松正樹 田口智久 | 村田光                   | 村田光                              | 小澤早依子 林智子 Cindy H.Yamauchi                                                                     | 酒井智史                       | 長谷川享雄                     | 2024年 10月5日  |           |           |           |           |           |           |           |           |           |           |           |           |           |           |           |           |
| #28                   | KILL THE KING                                  | 平松正樹          | 田口智久                 | 小高義規 村田光                     | 夘野一郎 加藤久美子 河本零王                                                                           | 若林厚史                       | 高柳久美子                     | 10月12日        |           |           |           |           |           |           |           |           |           |           |           |           |           |           |           |           |
| #29                   | The Dark Arm                                   | 平松正樹          | 鄭泳勲                   | 鄭泳勲                              | 柴美波 渡邊葉瑠                                                                                        | 橋本敬史                       | 長谷川亨雄                     | 10月19日        |           |           |           |           |           |           |           |           |           |           |           |           |           |           |           |           |
| #30                   | The Betrayer                                   | 平松正樹          | 藤田陽一                 | 長井惟杜子                          | 大久保美香 鈴木奈都子 黄成希 Cindy H.Yamauchi 若山恵                                                   | 酒井智史 堀内博之 橋本敬史     | 小松原聖                       | 10月26日        |           |           |           |           |           |           |           |           |           |           |           |           |           |           |           |           |
| #31                   | AGAINST THE JUDGEMENT                          | 平松正樹          | 市川拓海                 | 市川拓海                            | 鈴木里奈 夏木洋                                                                                        | 橋本敬史                       | 長谷川亨雄                     | 11月2日         |           |           |           |           |           |           |           |           |           |           |           |           |           |           |           |           |
| #32                   | THE HOLY NEWBORN                               | 平松正樹          | 上田慎一郎               | 上田慎一郎                          | 堀越久美子 林智子 とみながまり 黄成希                                                                  | 橋本敬史                       | 高柳久美子                     | 11月9日         |           |           |           |           |           |           |           |           |           |           |           |           |           |           |           |           |
| #33                   | GATE OF THE SUN                                | 平松正樹          | 陳達理                   | 陳達理                              | 小澤早依子 滝川和男                                                                                    | -                              | 小松原聖                       | 11月16日        |           |           |           |           |           |           |           |           |           |           |           |           |           |           |           |           |
| #34                   | BABY, HOLD YOUR HAND                           | 平松正樹          | 若林厚史                 | 大塚隆寛                            | 佐藤綾子 鈴木里奈 渡邊葉瑠                                                                             | 若林厚史                       | 長谷川亨雄                     | 11月23日        |           |           |           |           |           |           |           |           |           |           |           |           |           |           |           |           |
| #35                   | DON’T CHASE A SHADOW                           | 平松正樹          | 齊藤えま                 | 齊藤えま 田口智久 松井信太郎 村田光 | 高橋恒星 夘野一郎 加藤久美子                                                                           | 酒井智史                       | 高柳久美子                     | 11月30日        |           |           |           |           |           |           |           |           |           |           |           |           |           |           |           |           |
| #36                   | BABY, HOLD YOUR HAND 2 [Never Ending My Dream] | 平松正樹          | 西澤晋                   | 鄭泳勲                              | 大久保美香 河本零王 鈴木奈都子                                                                         | 遠藤正明 堀内博之              | 小松原聖                       | 12月7日         |           |           |           |           |           |           |           |           |           |           |           |           |           |           |           |           |
| #37                   | SHADOWS GONE                                   | 平松正樹          | 上田慎一郎               | 上田慎一郎                          | 佐藤綾子 柴美波 夏木洋 渡邊葉瑠 長谷川亨雄                                                             | 橋本敬史                       | 長谷川亨雄                     | 12月14日        |           |           |           |           |           |           |           |           |           |           |           |           |           |           |           |           |
| #38                   | friend                                         | 平松正樹          | 黒津安明                 | 陳達理                              | 小澤早依子 林智子 Cindy H.Yamauchi 滝川和男                                                            | 酒井智史                       | 小松原聖                       | 12月21日        |           |           |           |           |           |           |           |           |           |           |           |           |           |           |           |           |
| #39                   | The Visible Answer                             | 平松正樹          | 長井惟杜子               | 長井惟杜子                          | 鈴木里奈 佐藤綾子 とみながまり Cindy H.Yamauchi 竹島照子 夏木洋 加藤久美子 黄成希 鄭泳勲               | 若林厚史                       | 長谷川享雄                     | 12月28日        |           |           |           |           |           |           |           |           |           |           |           |           |           |           |           |           |
| #40                   | MY LAST WORDS                                  | 平松正樹          | 村田光                   | 村田光 田口智久                     | 堀越久美子 夘野一郎 柴美波 大久保美香                                                                  | 橋本敬史                       | 高柳久美子                     | 12月28日        |           |           |           |           |           |           |           |           |           |           |           |           |           |           |           |           |

## 放送局

### BLEACH（放送局）

#### 死神代行消失篇終了時点でのネット局
字幕放送はテレビ東京系列6局とキッズステーションのみで実施。
| 放送地域       | 放送局             | 放送期間 | 放送時間 | 放送系列       | ネット状況 | 備考    |
| -------------- | ------------------ | --- | --- | -------------- | ---------- | ------- |
| 関東広域圏     | テレビ東京         | 2004年10月5日 - 2005年9月27日 2005年10月4日 - 2006年9月19日 2006年10月4日 - 2008年9月17日 2008年10月7日 - 2012年3月27日                                                                                         | 火曜 18:30 - 19:00 火曜 19:30 - 20:00 水曜 19:26 - 19:55 火曜 18:00 - 18:30 | テレビ東京系列 | 製作局     |         |
| 北海道         | テレビ北海道       | 2004年10月5日 - 2005年9月27日 2005年10月4日 - 2006年9月19日 2006年10月4日 - 2008年9月17日 2008年10月7日 - 2012年3月27日                                                                                         | 火曜 18:30 - 19:00 火曜 19:30 - 20:00 水曜 19:26 - 19:55 火曜 18:00 - 18:30 | テレビ東京系列 | 同時ネット |         |
| 愛知県         | テレビ愛知         | 2004年10月5日 - 2005年9月27日 2005年10月4日 - 2006年9月19日 2006年10月4日 - 2008年9月17日 2008年10月7日 - 2012年3月27日                                                                                         | 火曜 18:30 - 19:00 火曜 19:30 - 20:00 水曜 19:26 - 19:55 火曜 18:00 - 18:30 | テレビ東京系列 | 同時ネット |         |
| 大阪府         | テレビ大阪         | 2004年10月5日 - 2005年9月27日 2005年10月4日 - 2006年9月19日 2006年10月4日 - 2008年9月17日 2008年10月7日 - 2012年3月27日                                                                                         | 火曜 18:30 - 19:00 火曜 19:30 - 20:00 水曜 19:26 - 19:55 火曜 18:00 - 18:30 | テレビ東京系列 | 同時ネット |         |
| 岡山県・香川県 | テレビせとうち     | 2004年10月5日 - 2005年9月27日 2005年10月4日 - 2006年9月19日 2006年10月4日 - 2008年9月17日 2008年10月7日 - 2012年3月27日                                                                                         | 火曜 18:30 - 19:00 火曜 19:30 - 20:00 水曜 19:26 - 19:55 火曜 18:00 - 18:30 | テレビ東京系列 | 同時ネット |         |
| 福岡県         | TVQ九州放送        | 2004年10月5日 - 2005年9月27日 2005年10月8日 - 2006年9月23日 2006年10月4日 - 2008年9月17日 2008年10月7日 - 2012年3月27日                                                                                         | 火曜 18:30 - 19:00 土曜 6:00 - 6:30 水曜 19:26 - 19:55 火曜 18:00 - 18:30 | テレビ東京系列 | 同時ネット | [ ※ 1 ] |
| 日本全域       | BSジャパン         | 2004年10月12日 - 2005年10月4日 2005年10月10日 - 2006年9月25日 2006年10月7日 - 2008年3月22日 2008年4月12日 - 9月27日 2008年10月14日 - 2010年9月28日 2010年10月3日 - 2011年10月9日 2011年10月15日 - 2012年3月31日 | 火曜 19:25 - 19:55 月曜 18:00 - 18:30 土曜 19:26 - 19:55 土曜 19:00 - 19:30 火曜 19:30 - 20:00 日曜 18:30 - 20:00 土曜 12:30 - 13:00                                                   | BS放送         | 遅れネット |         |
| 日本全域       | AT-X               | 不明 - 2012年4月9日 | 月曜 8:00 - 8:30ほか | CS放送         | 遅れネット |         |
| 山形県         | テレビユー山形     | 2004年12月 - 2005年3月 2005年4月 - 2006年3月 2006年4月 - 2012年5月13日 | 金曜 16:50 - 17:20 土曜 9:30 - 10:00 日曜 6:15 - 6:45 | TBS系列        | 遅れネット |         |
| 青森県         | 青森朝日放送       | 不明 - 2012年5月19日 | 土曜 6:30 - 7:00 | テレビ朝日系列 | 遅れネット |         |
| 滋賀県         | びわ湖放送         | 2010年4月8日 - 10月1日 2010年10月7日 - 12月30日 2011年1月16日 - 4月17日 2011年4月21日 - 9月29日 2011年10月6日 - 2012年4月12日 2012年4月21日 - 9月29日 2012年10月6日 - 2013年5月11日                             | 木曜・金曜 2:50 - 3:20（水曜・木曜深夜） 木曜 2:50 - 3:20（水曜深夜） 日曜 7:15 - 7:45 木曜 17:20 - 17:50 木曜 17:15 - 17:45 土曜 2:15 - 2:45（金曜深夜） 土曜 2:10 - 2:40（金曜深夜） | 独立局         | 遅れネット | [ ※ 2 ] |
| 石川県         | 石川テレビ         | 2005年9月14日 - 2013年8月29日 | 水曜 15:26 - 16:56 →木曜 2:40 - 3:10（水曜深夜） | フジテレビ系列 | 遅れネット |         |
| 奈良県         | 奈良テレビ         | 2010年3月9日 - 10月19日 2010年10月26日 - 2011年6月21日 2011年7月5日 - 2013年10月8日 | 火曜 19:00 - 19:30 火曜 18:30 - 19:00 火曜 17:30 - 18:00 | 独立局         | 遅れネット | [ ※ 3 ] |
| 日本全域       | キッズステーション | 不明 - 2014年6月19日 | 土曜 22:00 - 23:00ほか | CS放送         | 遅れネット |         |

#### 途中打ち切りのネット局
終了順に掲載。いずれの局も遅れネット・字幕放送なし。なお、放送日時は終了時点のものとする。
| 放送対象地域 | 放送局       | 放送日時           | 放送終了      | 系列           | 備考                 |
| ------------ | ------------ | ------------------ | ------------- | -------------- | -------------------- |
| 沖縄県       | 琉球放送     | 月曜 15:29 - 15:58 | 2008年3月31日 | TBS系列        | 琉球朝日放送に移行。 |
| 熊本県       | 熊本朝日放送 | 土曜 6:45 - 7:15   | 2010年7月17日 | テレビ朝日系列 | [ ※ 4 ]              |
| 岐阜県       | 岐阜放送     | 火曜 17:30 - 18:00 | 2011年3月29日 | 独立局         | [ ※ 5 ]              |

| 放送対象地域   | 放送局             | 放送日時           | 放送終了       | 系列           | 備考               |
| -------------- | ------------------ | ------------------ | -------------- | -------------- | ------------------ |
| 島根県・鳥取県 | 山陰中央テレビ     | 月曜 16:23 - 16:53 | 2011年10月31日 | フジテレビ系列 |                    |
| 愛媛県         | テレビ愛媛         | 火曜 15:30 - 16:00 | 2011年11月1日  | フジテレビ系列 | [ ※ 6 ]            |
| 長崎県         | テレビ長崎         | 火曜 15:29 - 15:58 | 2011年11月15日 | フジテレビ系列 |                    |
| 大分県         | 大分朝日放送       | 金曜 16:24 - 16:54 | 2011年11月18日 | テレビ朝日系列 | [ ※ 7 ]            |
| 広島県         | 広島テレビ         | 日曜 5:00 - 5:30   | 2011年11月20日 | 日本テレビ系列 |                    |
| 宮城県         | 東北放送           | 日曜 5:30 - 6:00   | 2011年11月20日 | TBS系列        |                    |
| 沖縄県         | 琉球朝日放送       | 土曜 9:30 - 10:00  | 2011年11月26日 | テレビ朝日系列 | 琉球放送より移行。 |
| 長野県         | 信越放送           | 日曜 5:45 - 6:15   | 2011年11月27日 | TBS系列        |                    |
| 福島県         | 福島テレビ         | 水曜 15:30 - 16:00 | 2011年11月30日 | フジテレビ系列 |                    |
| 鹿児島県       | 鹿児島放送         | 土曜 7:00 - 7:29   | 2011年12月10日 | テレビ朝日系列 | [ ※ 8 ]            |
| 富山県         | チューリップテレビ | 月曜 15:48 - 16:16 | 2011年12月12日 | TBS系列        |                    |
| 静岡県         | テレビ静岡         | 金曜 16:53 - 17:24 | 2011年12月16日 | フジテレビ系列 |                    |
| 岩手県         | IBC岩手放送        | 土曜 17:00 - 17:30 | 2011年12月17日 | TBS系列        | [ ※ 9 ]            |

補足事項

1. ↑  2005年10月8日から2006年9月23日までは遅れネット。
2. ↑  第189話から放送。
3. ↑  第190話から放送。
4. ↑  2008年11月1日より第110話から放送。
5. ↑  第98話から放送。2008年9月17日までは同時ネット。2008年10月15日から2010年3月31日までは水曜 19時26分 - 19時54分。
6. ↑  2004年10月の放送開始から2009年3月28日までは土曜 5時30分 - 6時00分。2009年4月7日から9月29日までは火曜 15時30分 - 16時00分。2009年10月1日から2011年3月31日までは木曜 15時30分 - 16時00分。その後同年4月に再び火曜 15時30分 - 16時00分へ移動。
7. ↑  放送開始から2007年3月までは木曜 16時30分 - 17時00分。2007年4月から2010年3月25日までは木曜 16時24分 - 16時54分。2010年4月以降は金曜日に放送。
8. ↑  以前は金曜 15時54分 - 16時24分。
9. ↑  以前は土曜 17時30分 - 18時00分。

### BLEACH 千年血戦篇（放送局）
| 放送期間                                                  | 放送時間                     | 放送局                             | 対象地域                                                    | 備考                                 |
| --------------------------------------------------------- | ---------------------------- | ---------------------------------- | ----------------------------------------------------------- | ------------------------------------ |
| 2022年10月11日 - 12月27日                                 | 火曜 0:00 - 0:30（月曜深夜） | テレビ東京（製作局） ほか系列全6局 | 北海道・関東広域圏・愛知県・ 大阪府・岡山県・香川県・福岡県 | 字幕放送                             |
|                                                           |                              | BSテレ東                           | 日本全域                                                    | BS/BS4K放送 / 字幕放送               |
|                                                           | 火曜 1:30 - 2:00（月曜深夜） | 仙台放送                           | 宮城県                                                      |                                      |
| 2022年10月12日 - 12月28日                                 | 水曜 1:29 - 1:59（火曜深夜） | 広島テレビ                         | 広島県                                                      |                                      |
|                                                           | 水曜 1:30 - 2:00（火曜深夜） | 新潟放送                           | 新潟県                                                      |                                      |
| 2022年10月16日 - 2023年1月15日                            | 日曜 8:30 - 9:00             | テレビ静岡                         | 静岡県                                                      |                                      |
| 2022年10月17日 - 2023年1月2日                             | 月曜 23:00 - 23:30           | AT-X                               | 日本全域                                                    | CS放送 / 字幕放送 / リピート放送あり |
| 2022年11月12日 - 2023年2月11日                            | 土曜 1:55 - 2:25（金曜深夜） | 熊本放送                           | 熊本県                                                      | [ 235 ]                              |
| テレビ静岡、熊本放送を除く放送局では最終回は2話連続放送。 |                              |                                    |                                                             |                                      |

| 配信開始日     | 配信時間                                                    | 配信サイト |
| -------------- | ----------------------------------------------------------- | --- |
| 2022年10月11日 | 火曜 12:00 更新                                             | dTV アニメタイムズ Disney+ アニメ放題 U-NEXT dアニメストア バンダイチャンネル TELASA J:COMオンデマンド メガパック milplus見放題パックプライム auスマートパスプレミアム Amazon Prime Video Hulu Paravi FOD ABEMAビデオ ひかりTV Rakuten TV Google Play HAPPY!動画 ムービーフルPlus |
| 2022年10月16日 | 日曜 0:00（土曜深夜） 更新                                  | GYAO! TVer ネットもテレ東 ニコニコチャンネル [ 240 ] |
|                | 日曜 1:00 - 1:30（土曜深夜）                                | ABEMA [ 241 ] ニコニコ生放送 [ 240 ] |
| 2022年10月24日 | 月曜 配信開始（第1・2話） 火曜 12:00 更新（第3話以降）      | Netflix |
| 2022年12月1日  | 木曜 配信開始（第1話 - 第8話） 火曜 12:00 更新（第9話以降） | DMM TV |

| 放送期間 | 放送時間                     | 放送局                             | 対象地域                                                    | 備考                                 |
| --- | ---------------------------- | ---------------------------------- | ----------------------------------------------------------- | ------------------------------------ |
| 2023年7月8日 - 9月30日 | 土曜 23:00 - 23:30           | テレビ東京（製作局） ほか系列全6局 | 北海道・関東広域圏・愛知県・ 大阪府・岡山県・香川県・福岡県 | 字幕放送                             |
| 2023年7月9日 - 10月15日 | 日曜 5:30 - 6:00             | テレビ静岡                         | 静岡県                                                      |                                      |
| 2023年7月12日 - 10月4日 | 水曜 1:29 - 1:59（火曜深夜） | 広島テレビ                         | 広島県                                                      |                                      |
| | 水曜 1:30 - 2:00（火曜深夜） | 新潟放送                           | 新潟県                                                      |                                      |
| | 水曜 21:30 - 22:00           | AT-X                               | 日本全域                                                    | CS放送 / 字幕放送 / リピート放送あり |
| 2023年7月18日 - 10月10日 | 火曜 1:30 - 2:00（月曜深夜） | 仙台放送                           | 宮城県                                                      |                                      |
| 2023年8月10日 - 11月2日 | 木曜 19:00 - 19:30           | アニマックス                       | 日本全域                                                    | BS/CS放送 / リピート放送あり         |
| #21放送の翌週には第2クール前半の総集篇「THE BLOOD WARFARE, SEPARATION [INTERLUDE]」を放送。 テレビ静岡、アニマックスを除く放送局では最終回は2話連続放送。 |                              |                                    |                                                             |                                      |

| 配信開始日    | 配信時間                     | 配信サイト |
| ------------- | ---------------------------- | --- |
| 2023年7月9日  | 日曜 12:00 更新              | Lemino アニメタイムズ Disney+ アニメ放題 U-NEXT dアニメストア バンダイチャンネル TELASA J:COMオンデマンドメガパック milplus見放題パックプライム auスマートパスプレミアム Amazon Prime Video Hulu Paravi FOD ABEMAビデオ Netflix DMM TV ひかりTV Rakuten TV Google Play HAPPY!動画 ムービーフルPlus |
| 2023年7月14日 | 金曜 0:00（木曜深夜） 更新   | TVer ネットもテレ東 ニコニコチャンネル [ 253 ] |
|               | 金曜 0:00 - 0:30（木曜深夜） | ABEMA [ 254 ] ニコニコ生放送 [ 253 ] |

| 放送期間                                                          | 放送時間                     | 放送局                             | 対象地域                                                     | 備考                                    |
| ----------------------------------------------------------------- | ---------------------------- | ---------------------------------- | ------------------------------------------------------------ | --------------------------------------- |
| 2024年10月5日 - 12月28日                                          | 土曜 23:00 - 23:30           | テレビ東京（製作局） ほか系列全6局 | 北海道・関東広域圏・ 愛知県・大阪府・岡山県・ 香川県・福岡県 | 字幕放送                                |
| 2024年10月6日 - 2025年1月12日                                     | 日曜 5:30 - 6:00             | テレビ静岡                         | 静岡県                                                       |                                         |
| 2024年10月8日 - 2025年1月14日                                     | 火曜 1:30 - 2:00（月曜深夜） | 仙台放送                           | 宮城県                                                       |                                         |
| 2024年10月8日 - 12月31日                                          | 火曜 20:00 - 20:30           | AT-X                               | 日本全域                                                     | CS放送 / 字幕放送 / リピート放送あり    |
| 2024年10月9日 - 2025年1月15日                                     | 水曜 1:29 - 1:59（火曜深夜） | 広島テレビ                         | 広島県                                                       |                                         |
|                                                                   | 水曜 1:30 - 2:00（火曜深夜） | 新潟放送                           | 新潟県                                                       |                                         |
| 2024年10月12日 - 2025年1月4日                                     | 土曜 0:30 - 0:59（金曜深夜） | BSテレ東                           | 日本全域                                                     | BS/BS4K放送 / 字幕放送                  |
| 2024年10月12日 - 2025年1月11日                                    | 土曜 1:53 - 2:23（金曜深夜） | 熊本放送                           | 熊本県                                                       |                                         |
| 2024年10月17日 - 2025年1月30日                                    | 木曜 1:00 - 1:30（水曜深夜） | 奈良テレビ                         | 奈良県                                                       |                                         |
| 2024年11月5日 - 2025年2月11日                                     | 火曜 19:00 - 19:30           | アニマックス                       | 日本全域                                                     | BS/CS放送 / 字幕放送 / リピート放送あり |
| テレビ東京系列、AT-X、BSテレ東、熊本放送では最終回は2話連続放送。 |                              |                                    |                                                              |                                         |

| 配信開始日    | 配信時間                | 配信サイト |
| ------------- | ----------------------- | --- |
| 2024年10月6日 | 日曜 12:00 以降順次更新 | Lemino アニメタイムズ Disney+ アニメ放題 U-NEXT dアニメストア バンダイチャンネル TELASA J:COM STREAM milplus Pontaパス Netflix Amazon Prime Video Hulu FOD ABEMA DMM TV Rakuten TV Google Play HAPPY!動画 TVer ネットもテレ東 ニコニコチャンネル ニコニコ生放送 |

## 映像ソフト

### BLEACH（映像ソフト）
死神代行篇のみ、携帯型ゲーム機・PlayStation Portable専用メディアであるUMDの発売も行われた。ジャケット画にはキャラクターデザイン・工藤昌史による描き下ろしイラストが使用された。
|                         | 巻 | 発売日         | 収録話            | 特典 | 規格品番       | 規格品番     |
| 通常版                  | 巻 | 発売日         | 収録話            | 特典 | 完全生産限定版 |              |
| ----------------------- | -- | -------------- | ----------------- | --- | -------------- | ------------ |
| 死神代行篇              | 1  | 2005年2月2日   | 第1話 - 第4話     | 完全生産限定 - ドラマCD「処刑前夜」                                                                                               | ANSB-1001      | ANZB-1001/2  |
| 死神代行篇              | 2  | 2005年3月2日   | 第5話 - 第8話     | 初回仕様限定 - 「死神代行篇」全巻収納 PREMIUM BOX                                                                                 | ANSB-1002      |              |
| 死神代行篇              | 3  | 2005年4月13日  | 第9話 - 第12話    | 初回仕様限定 - 死神代行篇 特製設定資料集                                                                                          | ANSB-1003      |              |
| 死神代行篇              | 4  | 2005年5月11日  | 第13話 - 第16話   | 初回仕様限定 - 死神代行篇 特製設定資料集                                                                                          | ANSB-1004      |              |
| 死神代行篇              | 5  | 2005年6月1日   | 第17話 - 第20話   | 初回仕様限定 - 死神代行篇 特製設定資料集                                                                                          | ANSB-1005      |              |
| 尸魂界・潜入篇          | 1  | 2005年7月27日  | 第21話 - 第24話   | 完全生産限定 - ドラマCD「花太郎の探し物」                                                                                         | ANSB-1006      | ANZB-1006/7  |
| 尸魂界・潜入篇          | 2  | 2005年8月24日  | 第25話 - 第28話   | 初回仕様限定 - 「尸魂界・潜入篇」全巻収納 BOX                                                                                     | ANSB-1007      |              |
| 尸魂界・潜入篇          | 3  | 2005年9月28日  | 第29話 - 第32話   | 初回仕様限定 - 尸魂界・潜入篇 特製設定資料集                                                                                      | ANSB-1008      |              |
| 尸魂界・潜入篇          | 4  | 2005年10月26日 | 第33話 - 第36話   | 初回仕様限定 - 尸魂界・潜入篇 特製設定資料集                                                                                      | ANSB-1009      |              |
| 尸魂界・潜入篇          | 5  | 2005年11月23日 | 第37話 - 第41話   | 初回仕様限定 - 尸魂界・潜入篇 特製設定資料集                                                                                      | ANSB-1010      |              |
| 尸魂界・救出篇          | 1  | 2005年12月21日 | 第42話 - 第45話   | 完全生産限定 - ドラマCD「騒乱前夜」                                                                                               | ANSB-1011      | ANZB-1011/2  |
| 尸魂界・救出篇          | 2  | 2006年1月25日  | 第46話 - 第49話   | 初回仕様限定 - 「尸魂界・救出篇」全巻収納 BOX                                                                                     | ANSB-1012      |              |
| 尸魂界・救出篇          | 3  | 2006年2月22日  | 第50話 - 第53話   | 完全生産限定 - DVD「護廷十三隊別 ノンクレジットエンディング」                                                                     | ANSB-1013      | ANZB-1013/4  |
| 尸魂界・救出篇          | 4  | 2006年3月29日  | 第54話 - 第58話   | 初回仕様限定 - 尸魂界・救出篇 特製設定資料集                                                                                      | ANSB-1014      |              |
| 尸魂界・救出篇          | 5  | 2006年4月26日  | 第59話 - 第63話   | 完全生産限定 - DVD 第63話「祝！ルキア奪還！輝け！死神十番勝負！見たい死神ドーンと見せますスペシャル」                             | ANSB-1015      | ANZB-1015/6  |
| バウント篇              | 1  | 2006年5月24日  | 第64話 - 第67話   | 完全生産限定 - ドラマCD「尸魂界の休日」                                                                                           | ANSB-1021      | ANZB-1021/2  |
| バウント篇              | 2  | 2006年6月28日  | 第68話 - 第71話   | 完全生産限定 - DVD「死神図鑑スペシャル」                                                                                          | ANSB-1023      | ANZB-1023/4  |
| バウント篇              | 3  | 2006年7月26日  | 第72話 - 第75話   | 初回仕様限定 - バウント篇 特製設定資料集                                                                                          | ANSB-1024      |              |
| バウント篇              | 4  | 2006年8月23日  | 第76話 - 第79話   | 初回仕様限定 - 「バウント篇」全巻収納 BOX                                                                                         | ANSB-1025      |              |
| バウント篇              | 5  | 2006年10月25日 | 第80話 - 第83話   | 完全生産限定 - DVD「TVシリーズ特別編集映像〈前編〉」                                                                              | ANSB-1026      | ANZB-1026/7  |
| バウント篇              | 6  | 2006年11月22日 | 第84話 - 第87話   | 初回仕様限定 - バウント篇 特製設定資料集                                                                                          | ANSB-1027      |              |
| バウント篇              | 7  | 2006年12月20日 | 第88話 - 第91話   | 完全生産限定 - DVD「TVシリーズ特別編集映像〈後編〉」                                                                              | ANSB-1028      | ANZB-1028/9  |
| バウント 尸魂界・強襲篇 | 1  | 2007年1月27日  | 第92話 - 第95話   | 完全生産限定 - DVD「バウント総集篇」                                                                                              | ANSB-2501      | ANZB-2501/2  |
| バウント 尸魂界・強襲篇 | 2  | 2007年2月28日  | 第96話 - 第99話   | 初回仕様限定 - バウント篇 特製設定資料集                                                                                          | ANSB-2502      |              |
| バウント 尸魂界・強襲篇 | 3  | 2007年3月28日  | 第100話 - 第104話 | 初回仕様限定 - 「バウント 尸魂界・強襲篇」全巻収納プレミアムボックス                                                              | ANSB-2503      |              |
| バウント 尸魂界・強襲篇 | 4  | 2007年4月25日  | 第105話 - 第109話 | 完全生産限定 - ドラマCD「瀞霊廷・大演芸大会」                                                                                     | ANSB-2504      | ANZB-2504/5  |
| 破面・出現篇            | 1  | 2007年6月27日  | 第110話 - 第113話 | 完全生産限定 - ドラマCD「戦いの後…」                                                                                              | ANSB-2511      | ANZB-2511/2  |
| 破面・出現篇            | 2  | 2007年7月25日  | 第114話 - 第117話 | 初回仕様限定 - 破面・出現篇 完全収納プレミアムボックス                                                                            | ANSB-2512      |              |
| 破面・出現篇            | 3  | 2007年8月22日  | 第118話 - 第121話 | 初回仕様限定 - 破面・出現篇 特製設定資料集                                                                                        | ANSB-2513      |              |
| 破面・出現篇            | 4  | 2007年9月26日  | 第122話 - 第126話 | 初回仕様限定 - 破面・出現篇 特製設定資料集                                                                                        | ANSB-2514      |              |
| 破面・出現篇            | 5  | 2007年10月24日 | 第127話 - 第131話 | 完全生産限定 - DVD「破面vs死神 七番勝負!!」                                                                                       | ANSB-2515      | ANZB-2515/6  |
| 破面・虚圏潜入篇        | 1  | 2007年12月19日 | 第132話 - 第135話 | 完全生産限定 - ドラマCD「死神、海へ行く」                                                                                         | ANSB-2521      | ANZB-2521/2  |
| 破面・虚圏潜入篇        | 2  | 2008年1月23日  | 第136話 - 第139話 | 初回仕様限定 - 破面・虚圏潜入篇 プレミアムボックス                                                                                | ANSB-2522      |              |
| 破面・虚圏潜入篇        | 3  | 2008年2月27日  | 第140話 - 第143話 | 初回仕様限定 - 破面・虚圏潜入篇 特製設定資料集                                                                                    | ANSB-2523      |              |
| 破面・虚圏潜入篇        | 4  | 2008年3月26日  | 第144話 - 第147話 | 初回仕様限定 - 破面・虚圏潜入篇 特製設定資料集                                                                                    | ANSB-2524      |              |
| 破面・虚圏潜入篇        | 5  | 2008年4月23日  | 第148話 - 第151話 | 完全生産限定 - DVD「破面・虚圏潜入篇 総集編」                                                                                     | ANSB-2525      | ANZB-2525/6  |
| 破面・激闘篇            | 1  | 2008年5月28日  | 第152話 - 第155話 | 完全生産限定 - ドラマCD「日番谷先遣隊の日常」                                                                                     | ANSB-2931      | ANZB-2931/2  |
| 破面・激闘篇            | 2  | 2008年6月25日  | 第156話 - 第159話 | 初回仕様限定 - 破面・激闘篇 プレミアムボックス                                                                                    | ANSB-2932      |              |
| 破面・激闘篇            | 3  | 2008年7月23日  | 第160話 - 第163話 | 初回仕様限定 - 破面・激闘篇 特製設定資料集                                                                                        | ANSB-2933      |              |
| 破面・激闘篇            | 4  | 2008年8月27日  | 第164話 - 第167話 | 完全生産限定 - DVD「破面・激闘篇 総集編」                                                                                         | ANSB-2934      | ANZB-2934/5  |
| 新隊長天貝繍助篇        | 1  | 2008年11月26日 | 第168話 - 第171話 | 完全生産限定 - ドラマCD「はじめてのおつかい」                                                                                     | ANSB-2941      | ANZB-2941/2  |
| 新隊長天貝繍助篇        | 2  | 2008年12月17日 | 第172話 - 第175話 | 初回仕様限定 - 新隊長天貝繍助篇 プレミアムボックス                                                                                | ANSB-2942      |              |
| 新隊長天貝繍助篇        | 3  | 2009年1月28日  | 第176話 - 第179話 | 初回仕様限定 - 新隊長天貝繍助篇 特製設定資料集                                                                                    | ANSB-2943      |              |
| 新隊長天貝繍助篇        | 4  | 2009年2月25日  | 第180話 - 第184話 | 初回仕様限定 - 新隊長天貝繍助篇 特製設定資料集                                                                                    | ANSB-2944      |              |
| 新隊長天貝繍助篇        | 5  | 2009年3月25日  | 第185話 - 第189話 | 完全生産限定 - DVD「新隊長天貝繍助篇 総集編」                                                                                     | ANSB-2945      | ANZB-2945/6  |
| 破面・VS.死神篇         | 1  | 2009年5月27日  | 第190話 - 第193話 | 完全生産限定 - ドラマCD「戦いが終わって…」                                                                                        | ANSB-2951      | ANZB-2951/2  |
| 破面・VS.死神篇         | 2  | 2009年6月24日  | 第194話 - 第197話 | 初回仕様限定 - 破面・VS.死神篇 特製設定資料集                                                                                     | ANSB-2952      |              |
| 破面・VS.死神篇         | 3  | 2009年7月22日  | 第198話 - 第201話 | 初回仕様限定 - 破面・VS.死神篇 プレミアムボックス                                                                                 | ANSB-2953      |              |
| 破面・VS.死神篇         | 4  | 2009年8月26日  | 第202話 - 第205話 | 完全生産限定 - DVD「破面・VS.死神篇 総集編」                                                                                      | ANSB-2954      | ANZB-2954/5  |
| 過去篇                  | 上 | 2009年11月25日 | 第206話 - 第208話 | 初回仕様限定 - 特製三方背BOX - 過去篇 特製設定資料集                                                                              | ANSB-2955      |              |
| 過去篇                  | 下 | 2009年12月16日 | 第209話 - 第212話 | 初回仕様限定 - 特製三方背BOX - 過去篇 特製設定資料集                                                                              | ANSB-2956      |              |
| 破面・空座決戦篇        | 1  | 2010年1月27日  | 第213話 - 第216話 | 完全生産限定 - ドラマCD「燃えよ！ヒーローショー 〜空座デパートで俺と握手！〜」                                                    | ANSB-2961      | ANZB-2961/2  |
| 破面・空座決戦篇        | 2  | 2010年2月24日  | 第217話 - 第220話 | 初回仕様限定 - 破面・空座決戦篇 プレミアムボックス                                                                                | ANSB-2962      |              |
| 破面・空座決戦篇        | 3  | 2010年3月24日  | 第221話 - 第224話 | 初回仕様限定 - 破面・空座決戦篇 特製設定資料集                                                                                    | ANSB-2963      |              |
| 破面・空座決戦篇        | 4  | 2010年4月21日  | 第225話 - 第229話 | 完全生産限定 - DVD「破面・空座決戦篇 総集編」                                                                                     | ANSB-2964      | ANZB-2964/5  |
| 斬魄刀異聞篇            | 1  | 2010年5月26日  | 第230話 - 第233話 | 完全生産限定 - 工藤昌史描き下ろし三方背BOX - 着せかえWジャケットカード - 豪華ブックレット - ドラマCD「ディスノミア」              | ANSB-2971      | ANZB-2971/2  |
| 斬魄刀異聞篇            | 2  | 2010年6月23日  | 第234話 - 第237話 | 初回仕様限定 - 工藤昌史描き下ろし三方背BOX - 着せかえWジャケットカード - 豪華ブックレット                                         | ANSB-2972      |              |
| 斬魄刀異聞篇            | 3  | 2010年7月21日  | 第238話 - 第241話 | 初回仕様限定 - 工藤昌史描き下ろし三方背BOX - 着せかえWジャケットカード - 豪華ブックレット                                         | ANSB-2973      |              |
| 斬魄刀異聞篇            | 4  | 2010年8月25日  | 第242話 - 第245話 | 初回仕様限定 - 工藤昌史描き下ろし三方背BOX - 着せかえWジャケットカード - 豪華ブックレット                                         | ANSB-2974      |              |
| 斬魄刀異聞篇            | 5  | 2010年9月22日  | 第246話 - 第249話 | 初回仕様限定 - 工藤昌史描き下ろし三方背BOX - 着せかえWジャケットカード - 豪華ブックレット                                         | ANSB-2975      |              |
| 斬魄刀異聞篇            | 6  | 2010年10月27日 | 第250話 - 第253話 | 初回仕様限定 - 工藤昌史描き下ろし三方背BOX - 着せかえWジャケットカード - 豪華ブックレット                                         | ANSB-2976      |              |
| 斬魄刀異聞篇            | 7  | 2010年11月24日 | 第254話 - 第257話 | 初回仕様限定 - 工藤昌史描き下ろし三方背BOX - 着せかえWジャケットカード - 豪華ブックレット                                         | ANSB-2977      |              |
| 斬魄刀異聞篇            | 8  | 2010年12月15日 | 第258話 - 第261話 | 初回仕様限定 - 工藤昌史描き下ろし三方背BOX - 着せかえWジャケットカード - 豪華ブックレット - ペーパークラフト “瓠丸（ひさごまる）” | ANSB-2978      |              |
| 斬魄刀異聞篇            | 9  | 2011年1月26日  | 第262話 - 第265話 | 完全生産限定 - 工藤昌史描き下ろし三方背BOX - 着せかえWジャケットカード - 豪華ブックレット - ドラマCD「斬魄刀のいる生活。」        | ANSB-2979      | ANZB-2979/80 |
| 破面・滅亡篇            | 1  | 2011年2月23日  | 第266話 - 第270話 | 完全生産限定 - DJCD「ブリラジ！」 - 特製ピンナップカード                                                                          | ANSB-2981      | ANZB-2981/2  |
| 破面・滅亡篇            | 2  | 2011年4月6日   | 第271話 - 第274話 | 初回仕様限定 - 特製ピンナップカード                                                                                               | ANSB-2982      |              |
| 破面・滅亡篇            | 3  | 2011年4月27日  | 第275話 - 第278話 | 初回仕様限定 - 破面・滅亡篇 前半（1 - 6巻）収納プレミアムボックス - 特製ピンナップカード                                          | ANSB-2983      |              |
| 破面・滅亡篇            | 4  | 2011年5月25日  | 第279話 - 第282話 | 完全生産限定 - DJCD「ブリラジ！〜仮面の軍勢篇〜」 - 特製ピンナップカード                                                          | ANSB-2984      | ANZB-2984/5  |
| 破面・滅亡篇            | 5  | 2011年6月22日  | 第283話 - 第286話 | 初回仕様限定 - 特製ピンナップカード                                                                                               | ANSB-2945      |              |
| 破面・滅亡篇            | 6  | 2011年7月27日  | 第287話 - 第291話 | 初回仕様限定 - 特製ピンナップカード                                                                                               | ANSB-2986      |              |
| 破面・滅亡篇            | 7  | 2011年8月24日  | 第292話 - 第295話 | 初回仕様限定 - 特製ピンナップカード                                                                                               | ANSB-2987      |              |
| 破面・滅亡篇            | 8  | 2011年9月21日  | 第296話 - 第299話 | 初回仕様限定 - 特製ピンナップカード                                                                                               | ANSB-2988      |              |
| 破面・滅亡篇            | 9  | 2011年10月24日 | 第300話 - 第303話 | 初回仕様限定 - 破面・滅亡篇 後半（7 - 12巻）収納プレミアムボックス - 特製ピンナップカード                                         | ANSB-2989      |              |
| 破面・滅亡篇            | 10 | 2011年11月23日 | 第304話 - 第307話 | 初回仕様限定 - 特製ピンナップカード                                                                                               | ANSB-2990      |              |
| 破面・滅亡篇            | 11 | 2011年12月14日 | 第308話 - 第311話 | 初回仕様限定 - 特製ピンナップカード                                                                                               | ANSB-2991      |              |
| 破面・滅亡篇            | 12 | 2012年1月25日  | 第312話 - 第316話 | 初回仕様限定 - 特製ピンナップカード                                                                                               | ANSB-2992      |              |
| 護廷十三隊侵軍篇        | 1  | 2012年2月22日  | 第317話 - 第321話 | 初回仕様限定 - 描き下ろし三方背ケース - Wジャケットカード                                                                         | ANSB-3501      |              |
| 護廷十三隊侵軍篇        | 2  | 2012年3月21日  | 第322話 - 第325話 | 初回仕様限定 - 描き下ろし三方背ケース - Wジャケットカード                                                                         | ANSB-3502      |              |
| 護廷十三隊侵軍篇        | 3  | 2012年4月25日  | 第326話 - 第329話 | 初回仕様限定 - 描き下ろし三方背ケース - Wジャケットカード                                                                         | ANSB-3503      |              |
| 護廷十三隊侵軍篇        | 4  | 2012年5月23日  | 第330話 - 第333話 | 初回仕様限定 - 描き下ろし三方背ケース - Wジャケットカード                                                                         | ANSB-3504      |              |
| 護廷十三隊侵軍篇        | 5  | 2012年6月27日  | 第334話 - 第337話 | 初回仕様限定 - 描き下ろし三方背ケース - Wジャケットカード                                                                         | ANSB-3505      |              |
| 護廷十三隊侵軍篇        | 6  | 2012年7月25日  | 第338話 - 第342話 | 初回仕様限定 - 描き下ろし三方背ケース - Wジャケットカード                                                                         | ANSB-3506      |              |
| 死神代行消失篇          | 1  | 2012年8月22日  | 第343話 - 346話   | 初回仕様限定 - 描き下ろし三方背ケース                                                                                             | ANSB-3511      |              |
| 死神代行消失篇          | 2  | 2012年9月26日  | 第347話 - 第350話 | 初回仕様限定 - 描き下ろし三方背ケース                                                                                             | ANSB-3512      |              |
| 死神代行消失篇          | 3  | 2012年10月24日 | 第351話 - 第354話 | 初回仕様限定 - 消失篇全巻収納BOX - 描き下ろし三方背ケース                                                                         | ANSB-3513      |              |
| 死神代行消失篇          | 4  | 2012年11月21日 | 第355話 - 第358話 | 初回仕様限定 - 描き下ろし三方背ケース                                                                                             | ANSB-3514      |              |
| 死神代行消失篇          | 5  | 2012年12月19日 | 第359話 - 第362話 | 初回仕様限定 - 描き下ろし三方背ケース                                                                                             | ANSB-3515      |              |
| 死神代行消失篇          | 6  | 2013年1月23日  | 第363話 - 第366話 | 初回仕様限定 - 描き下ろし三方背ケース                                                                                             | ANSB-3516      |              |

| 巻 | 発売日        | 収録話          | 規格品番  |
| -- | ------------- | --------------- | --------- |
| 1  | 2005年12月7日 | 第1話 - 第4話   | ANSU-2161 |
| 2  | 2005年12月7日 | 第5話 - 第8話   | ANSU-2162 |
| 3  | 2005年12月7日 | 第9話 - 第12話  | ANSU-2163 |
| 4  | 2005年12月7日 | 第13話 - 第16話 | ANSU-2164 |
| 5  | 2005年12月7日 | 第17話 - 第20話 | ANSU-2165 |

TV Animation BLEACH 5th Anniversary BOX
テレビアニメ放送5周年を記念し、2009年7月29日に1万5,000セット限定で発売されたDVD-BOX。「死神代行篇」「尸魂界・潜入篇」「尸魂界・救出篇」の3シリーズを収録した本編DVD15枚は、工藤による描き下ろしデジパックに収められた。特典として、鷺巣詩郎によるサウンドトラック未収録音源集「BLEACH Extra Soundtrack」を収録したBonus CD 1、Special Drama CD「ルキア」を収録したBonus CD 2、イベント上映作品『BLEACH カラブリ！護廷十三屋台大作戦！』を収録したBonus DVDが付属。また、5th Anniversaryブックレットやジャケットイラストピンナップ集が特装三方背収納BOXに同梱された。
| 発売日        | 収録話         | 規格品番        |
| ------------- | -------------- | --------------- |
| 2009年7月29日 | 第1話 - 第63話 | ANZB-3901〜3918 |

BLEACH Blu-ray Disc BOX
2022年11月から2023年4月にかけて全3巻が発売された。本来は2022年9月28日より順次発売予定であったが、映像変換の不具合により発売が延期された。各巻には特典として特製冊子が付属された。
| 発売日         | 商品名                                                     | 収録話                                                                              | 規格品番          |
| -------------- | ---------------------------------------------------------- | ----------------------------------------------------------------------------------- | ----------------- |
| 2022年11月23日 | BLEACH Blu-ray Disc BOX 死神代行篇+尸魂界篇                | #1 - #63                                                                            | ANSX-15701～15706 |
| 2023年2月22日  | BLEACH Blu-ray Disc BOX 破面篇セレクション1+過去篇         | #110 - #127 #138 - #146 #150 - #167 #190 - #203 #206 - #212                         | ANSX-15711～15716 |
| 2023年4月26日  | BLEACH Blu-ray Disc BOX 破面篇セレクション2+死神代行消失篇 | #215 - #226 #267 - #286 #288 - #297 #300 - #302 #306 - #310 #342 - #354 #356 - #366 | ANSX-15721～15726 |

### BLEACH 千年血戦篇（映像ソフト）
第1クールのBlu-ray&DVD BOXは2023年4月26日に発売された。完全生産限定版特典として三方背ケース+描き下ろしデジジャケット、特製ブックレット、リバーシブルアイキャッチカードが付属されたほか、映像特典として原作・総監修の久保帯人が新規の台詞を執筆した「#05 ベレニケ・ガブリエリ “Q” フルVer.」などが収録された。
第2クールのBlu-ray&DVD BOXは2024年2月28日発売予定であったが、制作上の都合により発売が延期され、同年3月27日に発売された。完全生産限定版特典として三方背ケース+描き下ろしデジジャケット、特製ブックレット、リバーシブルアイキャッチカードが付属されたほか、映像特典として「キタニタツヤ「永遠」×TVアニメ『BLEACH 千年血戦篇』ANIMATION MV」などが収録された。
第3クールのBlu-ray&DVD BOXは2025年5月28日に発売された。完全生産限定版特典として三方背ケース+描き下ろしデジジャケット、特製ブックレット、リバーシブルアイキャッチカードが付属されたほか、映像特典として「SennaRin「Reaper」×TVアニメ『BLEACH 千年血戦篇』ANIMATION MV」などが収録された。
| BOX | 発売日        | 収録話    | 規格品番         | 規格品番          |
| BOX | 発売日        | 収録話    | BD完全生産限定版 | DVD完全生産限定版 |
| --- | ------------- | --------- | ---------------- | ----------------- |
| I   | 2023年4月26日 | #01 - #13 | ANZX-15961       | ANZB-15961        |
| II  | 2024年3月27日 | #14 - #26 | ANZX-15963       | ANZB-15963        |
| III | 2025年5月28日 | #27 - #40 | ANZX-15965       | ANZB-15965        |

## ディスコグラフィ

### サウンドトラック

#### BLEACH（サウンドトラック）
本作のオリジナル・サウンドトラック (OST) は鷺巣詩郎が一貫して手掛けている。各OSTには、初回特典としてキャラクターデザインの工藤昌史による「描き下ろしオリジナル・ステッカー」が封入された。
また、2022年10月8日にはテレビアニメ『BLEACH』と劇場版のOST全8タイトルが各サブスクリプション・ダウンロードサービスにて配信された。
| 出典： |                                           |                     |                                        |                |                          |
| #      | タイトル                                  | 作詞                | 作曲                                   | 編曲           | 歌                       |
| 1.     | 「on the precipice of defeat」            |                     | 鷺巣詩郎                               | 鷺巣詩郎       |                          |
| 2.     | 「* ～アスタリスク～（OST ver.）」        | ORANGE RANGE        | ORANGE RANGE                           |                | ORANGE RANGE             |
| 3.     | 「comical world」                         |                     | 鷺巣詩郎                               | 鷺巣詩郎       |                          |
| 4.     | 「oh so tired」                           |                     | 鷺巣詩郎                               | 鷺巣詩郎       |                          |
| 5.     | 「head in the clouds」                    |                     | 鷺巣詩郎                               | 鷺巣詩郎       |                          |
| 6.     | 「ditty for daddy」                       |                     | 鷺巣詩郎                               | 鷺巣詩郎       |                          |
| 7.     | 「creeping shadows」                      |                     | 鷺巣詩郎                               | 鷺巣詩郎       |                          |
| 8.     | 「raw breath of danger」                  |                     | 鷺巣詩郎                               | 鷺巣詩郎       |                          |
| 9.     | 「enemy unseen」                          |                     | 鷺巣詩郎                               | 鷺巣詩郎       |                          |
| 10.    | 「will of the heart」                     |                     | 鷺巣詩郎                               | 鷺巣詩郎       |                          |
| 11.    | 「will of the heart」                     |                     | 鷺巣詩郎                               | 鷺巣詩郎       |                          |
| 12.    | 「Nothing Can Be Explained (vocal ver.)」 | MASH                | 鷺巣詩郎                               | 鷺巣詩郎       | マイク・ウィズゴウスキ   |
| 13.    | 「burden of the past」                    |                     | 鷺巣詩郎                               | 鷺巣詩郎       |                          |
| 14.    | 「destiny awaits」                        |                     | 鷺巣詩郎                               | 鷺巣詩郎       |                          |
| 15.    | 「catch-22」                              |                     | 鷺巣詩郎                               | 鷺巣詩郎       |                          |
| 16.    | 「heat of the battle」                    |                     | 鷺巣詩郎                               | 鷺巣詩郎       |                          |
| 17.    | 「blaze of the soul reaper」              |                     | 鷺巣詩郎                               | 鷺巣詩郎       |                          |
| 18.    | 「battle ignition」                       |                     | 鷺巣詩郎                               | 鷺巣詩郎       |                          |
| 19.    | 「never meant to belong」                 |                     | 鷺巣詩郎                               | 鷺巣詩郎       |                          |
| 20.    | 「storm center」                          |                     | 鷺巣詩郎                               | 鷺巣詩郎       |                          |
| 21.    | 「Number One (vocal ver.)」               | MASH                | 鷺巣詩郎                               | 鷺巣詩郎       | ヘイゼル・フェルナンデス |
| 22.    | 「going home」                            |                     | 鷺巣詩郎                               | 鷺巣詩郎       |                          |
| 23.    | 「Life is Like a Boat (TV size ver.)」    | Rie fu              | Rie fu                                 | SNORKEL        | Rie fu                   |
| 24.    | 「peaceful afternoon」                    |                     | 鷺巣詩郎                               | 鷺巣詩郎       |                          |
| 25.    | 「サンキュー!!（TV size ver.）」          | KURO、MICRO、U-ICHI | KURO、MICRO、U-ICHI、TAKAHIRO WATANABE | HOME MADE 家族 | HOME MADE 家族           |

| 出典：全作曲・編曲: 鷺巣詩郎。 |                               |      |            |                          |
| #                              | タイトル                      | 作詞 | 作曲・編曲 | 歌                       |
| 1.                             | 「choked」                    |      | 鷺巣詩郎   |                          |
| 2.                             | 「emergence of the haunted」  |      | 鷺巣詩郎   |                          |
| 3.                             | 「on the verge of insanity」  |      | 鷺巣詩郎   |                          |
| 4.                             | 「confrontation」             |      | 鷺巣詩郎   |                          |
| 5.                             | 「diago 45° tango」           |      | 鷺巣詩郎   |                          |
| 6.                             | 「dodo dance」                |      | 鷺巣詩郎   |                          |
| 7.                             | 「splaaash boogie」           |      | 鷺巣詩郎   |                          |
| 8.                             | 「ominous premonition」       |      | 鷺巣詩郎   |                          |
| 9.                             | 「phenomena」                 |      | 鷺巣詩郎   |                          |
| 10.                            | 「demolition drive」          |      | 鷺巣詩郎   |                          |
| 11.                            | 「here to stay」              |      | 鷺巣詩郎   |                          |
| 12.                            | 「a requiem」                 |      | 鷺巣詩郎   |                          |
| 13.                            | 「compassion」                |      | 鷺巣詩郎   |                          |
| 14.                            | 「citadel of the bount」      |      | 鷺巣詩郎   |                          |
| 15.                            | 「The Calling」               |      | 鷺巣詩郎   |                          |
| 16.                            | 「shadow's masquerade」       |      | 鷺巣詩郎   |                          |
| 17.                            | 「whisper of the apocalypse」 |      | 鷺巣詩郎   |                          |
| 18.                            | 「back to the wall」          |      | 鷺巣詩郎   |                          |
| 19.                            | 「rage of lunacy」            |      | 鷺巣詩郎   |                          |
| 20.                            | 「torn apart」                |      | 鷺巣詩郎   |                          |
| 21.                            | 「swan song」                 |      | 鷺巣詩郎   |                          |
| 22.                            | 「999」                       |      | 鷺巣詩郎   |                          |
| 23.                            | 「Number One (Nas-T Mix)」    | MASH | 鷺巣詩郎   | ヘイゼル・フェルナンデス |

| 出典：全作曲・編曲: 鷺巣詩郎。 |                                |      |            |
| #                              | タイトル                       | 作詞 | 作曲・編曲 |
| 1.                             | 「La distancia para un duelo」 |      | 鷺巣詩郎   |
| 2.                             | 「Principio de lucha」         |      | 鷺巣詩郎   |
| 3.                             | 「Nube negra」                 |      | 鷺巣詩郎   |
| 4.                             | 「clavar la espada」           |      | 鷺巣詩郎   |
| 5.                             | 「no regresar」                |      | 鷺巣詩郎   |
| 6.                             | 「Fiesta de guerra.」          |      | 鷺巣詩郎   |
| 7.                             | 「Batalla, Batalla」           |      | 鷺巣詩郎   |
| 8.                             | 「Andar errante.」             |      | 鷺巣詩郎   |
| 9.                             | 「Get Smart!」                 |      | 鷺巣詩郎   |
| 10.                            | 「escalon」                    |      | 鷺巣詩郎   |
| 11.                            | 「shady charade」              |      | 鷺巣詩郎   |
| 12.                            | 「quincy's craft」             |      | 鷺巣詩郎   |
| 13.                            | 「dominio del chad」           |      | 鷺巣詩郎   |
| 14.                            | 「KO」                         |      | 鷺巣詩郎   |
| 15.                            | 「magot's dance」              |      | 鷺巣詩郎   |
| 16.                            | 「orihime's line」             |      | 鷺巣詩郎   |
| 17.                            | 「soundscape to ardor」        |      | 鷺巣詩郎   |
| 18.                            | 「HOLLOWED」                   |      | 鷺巣詩郎   |
| 19.                            | 「anguish」                    |      | 鷺巣詩郎   |
| 20.                            | 「princess in captivity」      |      | 鷺巣詩郎   |
| 21.                            | 「cops'n robbers」             |      | 鷺巣詩郎   |
| 22.                            | 「dancin' in the dunes」       |      | 鷺巣詩郎   |
| 23.                            | 「can't back down」            |      | 鷺巣詩郎   |
| 24.                            | 「scoudrels」                  |      | 鷺巣詩郎   |
| 25.                            | 「yours truly」                |      | 鷺巣詩郎   |
| 26.                            | 「turkish delight」            |      | 鷺巣詩郎   |
| 27.                            | 「ola! Arrancar Remix!!」      |      | 鷺巣詩郎   |

| 出典：全作曲・編曲: 鷺巣詩郎。 |                                          |      |            |
| #                              | タイトル                                 | 作詞 | 作曲・編曲 |
| 1.                             | 「MURAMASA」                             |      | 鷺巣詩郎   |
| 2.                             | 「THE OTHER TALES OF ZANPAKUTO」         |      | 鷺巣詩郎   |
| 3.                             | 「NOTHING BUT HAPPINESS」                |      | 鷺巣詩郎   |
| 4.                             | 「POWER TO STRIVE」                      |      | 鷺巣詩郎   |
| 5.                             | 「DAYS FOR THE PAST」                    |      | 鷺巣詩郎   |
| 6.                             | 「BATTLE FOR JUSTICE」                   |      | 鷺巣詩郎   |
| 7.                             | 「CAN'T LOSE」                           |      | 鷺巣詩郎   |
| 8.                             | 「HIDDEN SITUATION」                     |      | 鷺巣詩郎   |
| 9.                             | 「BEAMING SPIRIT」                       |      | 鷺巣詩郎   |
| 10.                            | 「LINGERING ANXIETY」                    |      | 鷺巣詩郎   |
| 11.                            | 「DOOMFUL PRESENCE」                     |      | 鷺巣詩郎   |
| 12.                            | 「UTOPIA」                               |      | 鷺巣詩郎   |
| 13.                            | 「SWINGING THE SWORD」                   |      | 鷺巣詩郎   |
| 14.                            | 「PLEASURES OF COMBAT」                  |      | 鷺巣詩郎   |
| 15.                            | 「THE ONE PATH TO TAKE」                 |      | 鷺巣詩郎   |
| 16.                            | 「UNSTOPPABLE BATTLE」                   |      | 鷺巣詩郎   |
| 17.                            | 「BATTLE FOR BOND」                      |      | 鷺巣詩郎   |
| 18.                            | 「MYSTERIOUS」                           |      | 鷺巣詩郎   |
| 19.                            | 「VANISHING SOUL」                       |      | 鷺巣詩郎   |
| 20.                            | 「Number One's One Else」                |      | 鷺巣詩郎   |
| 21.                            | 「Nothing Can Be Explained (inst ver.)」 |      | 鷺巣詩郎   |
| 22.                            | 「DRIVEN INTO FEAR」                     |      | 鷺巣詩郎   |
| 23.                            | 「WRAPPED IN KINDNESS」                  |      | 鷺巣詩郎   |
| 24.                            | 「JAPOMULA 01」                          |      | 鷺巣詩郎   |
| 25.                            | 「JAPOMULA 02」                          |      | 鷺巣詩郎   |
| 26.                            | 「BLEACH JINGLE 452」                    |      | 鷺巣詩郎   |
| 27.                            | 「BLEACH JINGLE 451」                    |      | 鷺巣詩郎   |
| 28.                            | 「OMINOUS PRESENCE」                     |      | 鷺巣詩郎   |
| 29.                            | 「KARAKURIZER」                          |      | 鷺巣詩郎   |
| 30.                            | 「Number One (inst ver.)」               |      | 鷺巣詩郎   |

2022年12月14日には既発アルバムの2枚組アナログ盤が発売。テレビアニメ『BLEACH』のOST第1弾・第2弾からセレクトした31曲が収録された。また、同日には鷺巣によるセルフカバー・アルバムも発売された。
| 出典：全作曲・編曲: 鷺巣詩郎。 |                                |      |            |
| #                              | タイトル                       | 作詞 | 作曲・編曲 |
| 1.                             | 「on the precipice of defeat」 |      | 鷺巣詩郎   |
| 2.                             | 「raw breath of danger」       |      | 鷺巣詩郎   |
| 3.                             | 「enemy unseen」               |      | 鷺巣詩郎   |
| 4.                             | 「will of the heart」          |      | 鷺巣詩郎   |
| 5.                             | 「heat of the battle」         |      | 鷺巣詩郎   |
| 6.                             | 「blaze of the soul reaper」   |      | 鷺巣詩郎   |
| 7.                             | 「never meant to belong」      |      | 鷺巣詩郎   |

| 出典：全作曲・編曲: 鷺巣詩郎。 |                                           |      |            |                          |
| #                              | タイトル                                  | 作詞 | 作曲・編曲 | 歌                       |
| 1.                             | 「Number One (vocal ver.)」               | MASH | 鷺巣詩郎   | ヘイゼル・フェルナンデス |
| 2.                             | 「Nothing Can Be Explained (vocal ver.)」 | MASH | 鷺巣詩郎   | マイク・ウィズゴウスキ   |
| 3.                             | 「burden of the past」                    |      | 鷺巣詩郎   |                          |
| 4.                             | 「catch-22」                              |      | 鷺巣詩郎   |                          |
| 5.                             | 「storm center」                          |      | 鷺巣詩郎   |                          |
| 6.                             | 「requiem for the lost ones」             |      | 鷺巣詩郎   |                          |
| 7.                             | 「going home」                            |      | 鷺巣詩郎   |                          |

| 出典：全作曲・編曲: 鷺巣詩郎。 |                              |      |            |
| #                              | タイトル                     | 作詞 | 作曲・編曲 |
| 1.                             | 「choked」                   |      | 鷺巣詩郎   |
| 2.                             | 「on the verge of insanity」 |      | 鷺巣詩郎   |
| 3.                             | 「confrontation」            |      | 鷺巣詩郎   |
| 4.                             | 「a requiem」                |      | 鷺巣詩郎   |
| 5.                             | 「citadel of the bount」     |      | 鷺巣詩郎   |
| 6.                             | 「diago 45° tango」          |      | 鷺巣詩郎   |
| 7.                             | 「ominous premonition」      |      | 鷺巣詩郎   |
| 8.                             | 「phenomena」                |      | 鷺巣詩郎   |
| 9.                             | 「here to stay」             |      | 鷺巣詩郎   |

| 出典：全作曲・編曲: 鷺巣詩郎。 |                               |      |            |
| #                              | タイトル                      | 作詞 | 作曲・編曲 |
| 1.                             | 「The Calling」               |      | 鷺巣詩郎   |
| 2.                             | 「shadow's masquerade」       |      | 鷺巣詩郎   |
| 3.                             | 「whisper of the apocalypse」 |      | 鷺巣詩郎   |
| 4.                             | 「back to the wall」          |      | 鷺巣詩郎   |
| 5.                             | 「rage of lunacy」            |      | 鷺巣詩郎   |
| 6.                             | 「torn apart」                |      | 鷺巣詩郎   |
| 7.                             | 「swan song」                 |      | 鷺巣詩郎   |
| 8.                             | 「999」                       |      | 鷺巣詩郎   |

| 発売日         | タイトル                      | 規格品番   |
| -------------- | ----------------------------- | ---------- |
| 2022年12月14日 | SHIRO’S SONGBOOK BLEACH盤解！ | SVWC-70600 |

#### BLEACH 千年血戦篇（サウンドトラック）
本作のオリジナル・サウンドトラックは、前シリーズに引き続き鷺巣詩郎が手掛けている。
2022年12月14日には、本作のティザーPVで使用された楽曲"Number One - Bankai"が各サブスクリプション・ダウンロードサービスにてリリースされた。
2023年9月27日には第1クールの劇伴を収録したOSTが発売された。同OSTのジャケットはキャラクターデザインの工藤による描き下ろしで、初回限定盤には"Blaze of soul - orchestra 2022"のフルスコアを収録した特製ブックレットのほか、ジャケットイラストのオリジナル・ステッカーが封入された。
2024年12月18日にはOST第2弾が発売された。同OSTのジャケットは工藤による描き下ろしで、初回限定盤にはOSTを手掛けた鷺巣、総監督の田口智久、音響監督の長崎行男による鼎談が収録された特製ブックレットのほか、ジャケットイラストのオリジナル・ステッカーが封入された。
| 出典：全作曲: 鷺巣詩郎。 |                                                        |      |            |
| #                        | タイトル                                               | 作詞 | 作曲・編曲 |
| 1.                       | 「On the precipice - orchestra 2022」                  |      | 鷺巣詩郎   |
| 2.                       | 「1142 TYBW piano synth suspense」                     |      | 鷺巣詩郎   |
| 3.                       | 「Hollow zombie TYBW」                                 |      | 鷺巣詩郎   |
| 4.                       | 「1130 TYBW full of guitars」                          |      | 鷺巣詩郎   |
| 5.                       | 「1130 TYBW full orchestra choir」                     |      | 鷺巣詩郎   |
| 6.                       | 「1142 TYBW full orchestra choir」                     |      | 鷺巣詩郎   |
| 7.                       | 「34 to 74 TYBW full orchestra choir」                 |      | 鷺巣詩郎   |
| 8.                       | 「Cello solo by Martin Loveday」                       |      | 鷺巣詩郎   |
| 9.                       | 「Blaze of soul - orchestra 2022」                     |      | 鷺巣詩郎   |
| 10.                      | 「Hollowed 2022 B type」                               |      | 鷺巣詩郎   |
| 11.                      | 「1151 TYBW intro fanfare」                            |      | 鷺巣詩郎   |
| 12.                      | 「On the precipice - post grunge 2022」                |      | 鷺巣詩郎   |
| 13.                      | 「Dark 2211 TYBW full orchestra」                      |      | 鷺巣詩郎   |
| 14.                      | 「1133 TYBW CH united」                                |      | 鷺巣詩郎   |
| 15.                      | 「2202 TYBW suspense」                                 |      | 鷺巣詩郎   |
| 16.                      | 「1130 TYBW violin viola duo」                         |      | 鷺巣詩郎   |
| 17.                      | 「Soundscape to ardor - harp 2022」                    |      | 鷺巣詩郎   |
| 18.                      | 「2219 TYBW racy orchestra」                           |      | 鷺巣詩郎   |
| 19.                      | 「1130 TYBW piano solitude」                           |      | 鷺巣詩郎   |
| 20.                      | 「1106 TYBW CH united」                                |      | 鷺巣詩郎   |
| 21.                      | 「2211 TYBW racy orchestra」                           |      | 鷺巣詩郎   |
| 22.                      | 「Raw breath - orchestra 2022」                        |      | 鷺巣詩郎   |
| 23.                      | 「BLEACH TYBW theme」                                  |      | 鷺巣詩郎   |
| 24.                      | 「2215 TYBW strings」                                  |      | 鷺巣詩郎   |
| 25.                      | 「Number One - Bankai」                                |      | 鷺巣詩郎   |
| 26.                      | 「Nothing can be explained - bis 2022 (Bonus Tracks)」 |      | 鷺巣詩郎   |
| 27.                      | 「Cometh the hour - avant garde 2023 (Bonus Tracks)」  |      | 鷺巣詩郎   |

| 出典： |                                                  |      |            |
| #      | タイトル                                         | 作詞 | 作曲・編曲 |
| 1.     | 「One True Messiah」                             |      |            |
| 2.     | 「Last Judgement - strings version」             |      |            |
| 3.     | 「What can you see In their eyes - version 2nd」 |      |            |
| 4.     | 「The Rest of Your Life」                        |      |            |
| 5.     | 「Nothing can be explained - deliverable」       |      |            |
| 6.     | 「He'll die for our sins」                       |      |            |
| 7.     | 「Their Gaps」                                   |      |            |
| 8.     | 「GINORMOUS」                                    |      |            |
| 9.     | 「The Precipice of Defeat - choir overture」     |      |            |
| 10.    | 「Everything I Lost - 2024 mix」                 |      |            |
| 11.    | 「Nothing is Won, Nothing is Lost」              |      |            |
| 12.    | 「Fiddles and Pipes」                            |      |            |
| 13.    | 「Bloody Rhapsody」                              |      |            |
| 14.    | 「STICKY SITUATIONS」                            |      |            |
| 15.    | 「Torn Apart - heavy metal」                     |      |            |
| 16.    | 「FIGHT THE FIGHT - version 3rd」                |      |            |
| 17.    | 「兵主部一兵衛「不転太殺陵」の唄」               |      |            |

### 主題歌（ディスコグラフィ）
|   | 発売日         | タイトル          | 形態   | 規格品番     |
| - | -------------- | ----------------- | ------ | ------------ |
| 1 | 2006年12月13日 | BLEACH THE BEST   | CD+DVD | SVWC-7421/2  |
| 1 | 2008年12月17日 | BLEACH THE BEST   | CD     | SVWC-7481    |
| 2 | 2008年12月17日 | BLEACH BEST TUNES | CD+DVD | SVWC-7600/1  |
| 3 | 2010年12月1日  | BLEACH BERRY BEST | CD+DVD | SVWC-7729/30 |
| 4 | 2012年4月25日  | BLEACH BEST TRAX  | CD+DVD | SVWC-7838/9  |

| 発売日         | タイトル                                    | 規格品番  |
| -------------- | ------------------------------------------- | --------- |
| 2007年12月19日 | BLEACH THE BEST INSTRUMENTAL/JAM SET GROOVE | SVWC-7511 |

| 発売日         | タイトル                      | 規格品番   | 収録曲 |
| -------------- | ----------------------------- | ---------- | ------ |
| 2024年12月18日 | BLEACH OP&ED Remix Collection | SVWC-70682 |        |

### キャラクターソング

#### BLEACH BEAT COLLECTION 1st SESSION
ヘヴィメタルバンド・聖飢魔IIのデーモン小暮閣下がサウンドプロデュースを務めた
。シリーズの各CDには初回生産特典として「ジャケット絵柄オリジナルステッカー」が封入された。
| 出典： |                                          |      |            |                                                |
| #      | タイトル                                 | 作詞 | 作曲・編曲 | 歌                                             |
| 1.     | 「MY BLADE, AS MY PRIDE」                |      |            | 黒崎一護（森田成一）                           |
| 2.     | 「TATTOOS ON THE SKY」                   |      |            | 黒崎一護（森田成一）                           |
| 3.     | 「MEMORIES IN THE RAIN」                 |      |            | 黒崎一護（森田成一）、朽木ルキア（折笠富美子） |
| 4.     | 「MY BLADE, AS MY PRIDE (INSTRUMENTAL)」 |      |            |                                                |

| #  | タイトル                                             | 作詞 | 作曲・編曲       | 歌                                                 |
| -- | ---------------------------------------------------- | ---- | ---------------- | -------------------------------------------------- |
| 1. | 「Rosa Rubicundior, Lilio Candidior」                |      |                  | 阿散井恋次（伊藤健太郎）                           |
| 2. | 「Standing to defend you」                           |      |                  | 阿散井恋次（伊藤健太郎）                           |
| 3. | 「ゴミ溜めみたいな街で俺達は出会った」               |      | H.E.DEMON KOGURE | 阿散井恋次（伊藤健太郎）、朽木ルキア（折笠富美子） |
| 4. | 「Rosa Rubicundior, Lilio Candidior (INSTRUMENTAL)」 |      |                  |                                                    |

| 出典： |                                         |      |            |                                            |
| #      | タイトル                                | 作詞 | 作曲・編曲 | 歌                                         |
| 1.     | 「滅却師の誇りにかけて」                |      |            | 石田雨竜（杉山紀彰）                       |
| 2.     | 「Aesthetics and Identity」             |      |            | 石田雨竜（杉山紀彰）、黒崎一護（森田成一） |
| 3.     | 「水銀燈の夜」                          |      |            | 石田雨竜（杉山紀彰）                       |
| 4.     | 「滅却師の誇りにかけて (INSTRUMENTAL)」 |      |            |                                            |

| 出典： |                                        |      |            |                                          |
| #      | タイトル                               | 作詞 | 作曲・編曲 | 歌                                       |
| 1.     | 「心配ナイ おネェさん」                |      |            | 山田花太郎（宮田幸季）、コン（真殿光昭） |
| 2.     | 「花太郎です」                         |      |            | 山田花太郎（宮田幸季）                   |
| 3.     | 「LIONS NEVER SURRENDER」              |      |            | コン（真殿光昭）                         |
| 4.     | 「心配ナイ おネェさん (INSTRUMENTAL)」 |      |            |                                          |

| 出典： |                                         |      |            |                                            |
| #      | タイトル                                | 作詞 | 作曲・編曲 | 歌                                         |
| 1.     | 「世界は既に欺きの上に」                |      |            | 市丸ギン（遊佐浩二）                       |
| 2.     | 「冬の花火 feat.RANGIKU」               |      |            | 市丸ギン（遊佐浩二）、松本乱菊（松谷彼哉） |
| 3.     | 「表裏 "Hyo-ri"」                       |      |            | 市丸ギン（遊佐浩二）                       |
| 4.     | 「世界は既に欺きの上に (INSTRUMENTAL)」 |      |            |                                            |

#### BLEACH BEAT COLLECTION 2nd SESSION
音楽プロデューサーのpal@popがサウンドプロデュースを務めた。シリーズの各CDにはキャラクターソングのオフヴォーカルバージョンがもれなく収録されたほか、初回生産特典として「オリジナルCDサイズステッカー」が封入された。
| 出典： |                              |      |            |                                        |
| #      | タイトル                     | 作詞 | 作曲・編曲 | 歌                                     |
| 1.     | 「Sky High」                 |      |            | 黒崎一護（森田成一）                   |
| 2.     | 「Rain」                     |      |            | 斬月（菅生隆之）                       |
| 3.     | 「斬」                       |      |            | 黒崎一護（森田成一）、斬月（菅生隆之） |
| 4.     | 「Sky High (INSTRUMENTAL）」 |      |            |                                        |
| 5.     | 「Rain (INSTRUMENTAL）」     |      |            |                                        |
| 6.     | 「斬 (INSTRUMENTAL）」       |      |            |                                        |

| 出典： |                                     |      |            |                        |
| #      | タイトル                            | 作詞 | 作曲・編曲 | 歌                     |
| 1.     | 「This Light I see」                |      |            | 日番谷冬獅郎（朴璐美） |
| 2.     | 「桃色の花」                        |      |            | 雛森桃（佐久間紅美）   |
| 3.     | 「乱華〜RANKA〜」                   |      |            | 松本乱菊（松谷彼哉）   |
| 4.     | 「This Light I see (INSTRUMENTAL)」 |      |            |                        |
| 5.     | 「桃色の花 (INSTRUMENTAL)」         |      |            |                        |
| 6.     | 「乱華〜RANKA〜 (INSTRUMENTAL)」    |      |            |                        |

| 出典： |                                                     |      |            |                                                                                          |
| #      | タイトル                                            | 作詞 | 作曲・編曲 | 歌                                                                                       |
| 1.     | 「We」                                              |      |            | 更木剣八（立木文彦）、草鹿やちる（望月久代）、斑目一角（檜山修之）、綾瀬川弓親（福山潤） |
| 2.     | 「COME to LIKE it. This FIGHT Now.」                |      |            | 更木剣八（立木文彦）                                                                     |
| 3.     | 「Funny days」                                      |      |            | 草鹿やちる（望月久代）                                                                   |
| 4.     | 「We (INSTRUMENTAL)」                               |      |            |                                                                                          |
| 5.     | 「COME to LIKE it. This FIGHT Now. (INSTRUMENTAL)」 |      |            |                                                                                          |
| 6.     | 「Funny days (INSTRUMENTAL)」                       |      |            |                                                                                          |

| 出典： |                                         |      |            |                                                          |
| #      | タイトル                                | 作詞 | 作曲・編曲 | 歌                                                       |
| 1.     | 「Looking for...」                      |      |            | 狩矢神（大川透）                                         |
| 2.     | 「GAME! GAME! GAME!」                   |      |            | りりん（かかずゆみ）、蔵人（飛田展男）、之芭（杉田智和） |
| 3.     | 「ファイティングソウル」                |      |            | りりん（かかずゆみ）、蔵人（飛田展男）、之芭（杉田智和） |
| 4.     | 「Looking for... (INSTRUMENTAL)」       |      |            |                                                          |
| 5.     | 「GAME! GAME! GAME! (INSTRUMENTAL)」    |      |            |                                                          |
| 6.     | 「ファイティングソウル (INSTRUMENTAL}」 |      |            |                                                          |

| 出典： |                               |      |            |                                                |
| #      | タイトル                      | 作詞 | 作曲・編曲 | 歌                                             |
| 1.     | 「風」                        |      |            | 朽木ルキア（折笠富美子）                       |
| 2.     | 「la la la ♪」                |      |            | 井上織姫（松岡由貴）                           |
| 3.     | 「Holy Fight」                |      |            | 朽木ルキア（折笠富美子）、井上織姫（松岡由貴） |
| 4.     | 「風 (INSTRUMENTAL)」         |      |            |                                                |
| 5.     | 「la la la ♪ (INSTRUMENTAL)」 |      |            |                                                |
| 6.     | 「Holy Fight (INSTRUMENTAL)」 |      |            |                                                |

#### BLEACH BEAT COLLECTION -SPECIAL EDITION-
『劇場版BLEACH MEMORIES OF NOBODY』の公開に伴い、ローソン限定の「オリジナルキャラクターソングCD付き全国共通前売鑑賞券」としてリリースされた。2007年3月21日に発売されたアルバム『BLEACH BEAT COLLECTION THE BEST 1』には、同シングルに収録された楽曲のフル・バージョンが収録された。
| 発売日         | タイトル                                                                      | 規格品番  | 収録曲 |                        |
| -------------- | ----------------------------------------------------------------------------- | --------- | --- | ---------------------- |
| 2006年12月14日 | BLEACH BEAT COLLECTION -SPECIAL EDITION- ICHIGO KUROSAKI / TOUSHIRO HITSUGAYA | TGCS-3689 | \| 出典：[305] \| \| \| \| \| \| # \| タイトル \| 作詞 \| 作曲・編曲 \| 歌 \| \| 1. \| 「JUST BLEACH」 \| \| \| 黒崎一護（森田成一） \| \| 2. \| 「BLEACH THE LIMITATION」 \| \| \| 日番谷冬獅郎（朴璐美） \| |                        |
|                |                                                                               |           | |                        |
| 出典：         |                                                                               |           | |                        |
| #              | タイトル                                                                      | 作詞      | 作曲・編曲 | 歌                     |
| 1.             | 「JUST BLEACH」                                                               |           | | 黒崎一護（森田成一）   |
| 2.             | 「BLEACH THE LIMITATION」                                                     |           | | 日番谷冬獅郎（朴璐美） |

#### BLEACH BEAT COLLECTION 3rd SESSION
本シリーズには、1キャラクターにつき2曲のキャラクターソングと担当声優によるボイスメッセージが収録された。「BLEACH BEAT COLLECTION 3rd SESSION：01 -ULQUIORRA-」と「BLEACH BEAT COLLECTION 3rd SESSION：02 -GRIMMJOW JAEGERJAQUES-」は、2007年6月6日に2枚同時リリースされた。シリーズの各CDには初回生産特典として「描き下ろしイラスト使用ジャケット&キャラクターWステッカー」が封入された。
| 出典： |                            |      |            |                        |
| #      | タイトル                   | 作詞 | 作曲・編曲 | 歌                     |
| 1.     | 「CRUSH the "WORLD" DowN」 |      |            | ウルキオラ（浪川大輔） |
| 2.     | 「Our "WORLD"」            |      |            | ウルキオラ（浪川大輔） |
| 3.     | 「Voice Message」          |      |            |                        |

| 出典： |                   |      |            |                                              |
| #      | タイトル          | 作詞 | 作曲・編曲 | 歌                                           |
| 1.     | 「BrEaK」         |      |            | グリムジョー・ジャガージャック（諏訪部順一） |
| 2.     | 「SIX feelings」  |      |            | グリムジョー・ジャガージャック（諏訪部順一） |
| 3.     | 「Voice Message」 |      |            |                                              |

| 出典： |                   |      |            |                      |
| #      | タイトル          | 作詞 | 作曲・編曲 | 歌                   |
| 1.     | 「花弁」          |      |            | 藍染惣右介（速水奨） |
| 2.     | 「鏡花水月」      |      |            | 藍染惣右介（速水奨） |
| 3.     | 「Voice Message」 |      |            |                      |

| 出典： |                   |      |            |                    |
| #      | タイトル          | 作詞 | 作曲・編曲 | 歌                 |
| 1.     | 「晩秋の音」      |      |            | 東仙要（森川智之） |
| 2.     | 「星」            |      |            | 東仙要（森川智之） |
| 3.     | 「Voice Message」 |      |            |                    |

| 出典： |                    |      |            |                        |
| #      | タイトル           | 作詞 | 作曲・編曲 | 歌                     |
| 1.     | 「ココロオアシス」 |      |            | ネル・トゥ（金田朋子） |
| 2.     | 「Every Fight!」   |      |            | ネル・トゥ（金田朋子） |
| 3.     | 「Voice Message」  |      |            |                        |

| 出典： |                   |      |            |                                    |
| #      | タイトル          | 作詞 | 作曲・編曲 | 歌                                 |
| 1.     | 「SCIENCE SHOW」  |      |            | ザエルアポロ・グランツ（鳥海浩輔） |
| 2.     | 「Pink」          |      |            | ザエルアポロ・グランツ（鳥海浩輔） |
| 3.     | 「Voice Message」 |      |            |                                    |

#### BLEACH BEAT COLLECTION 4th SESSION
本シリーズより、キャラクターソングに加え、ダブルキャストによる「Talk Session」が収録された。また、シリーズの各CDには初回限定仕様として「描き下ろしイラスト使用スーパーピクチャーレーベル」が採用された。
| 出典： |                         |      |            |                                                  |
| #      | タイトル                | 作詞 | 作曲・編曲 | 歌                                               |
| 1.     | 「夜空の川」            |      |            | 朽木白哉（置鮎龍太郎）                           |
| 2.     | 「天の星」              |      |            | 朽木ルキア（折笠富美子）                         |
| 3.     | 「Listen to ONE story」 |      |            | 朽木白哉（置鮎龍太郎）、朽木ルキア（折笠富美子） |
| 4.     | 「Talk Session」        |      |            |                                                  |

| 出典： |                    |      |            |                                            |
| #      | タイトル           | 作詞 | 作曲・編曲 | 歌                                         |
| 1.     | 「言ノ葉」         |      |            | 浮竹十四郎（石川英郎）                     |
| 2.     | 「木漏れ日」       |      |            | 志波海燕（関俊彦）                         |
| 3.     | 「風〜命と誇り〜」 |      |            | 浮竹十四郎（石川英郎）、志波海燕（関俊彦） |
| 4.     | 「Talk Session」   |      |            |                                            |

| 出典： |                  |      |            |                                        |
| #      | タイトル         | 作詞 | 作曲・編曲 | 歌                                     |
| 1.     | 「表情」         |      |            | 天貝繍助（堀内賢雄）                   |
| 2.     | 「monochrome」   |      |            | 貴船理（緑川光）                       |
| 3.     | 「裏側」         |      |            | 天貝繍助（堀内賢雄）、貴船理（緑川光） |
| 4.     | 「Talk Session」 |      |            |                                        |

| 出典： |                    |      |            |                                                |
| #      | タイトル           | 作詞 | 作曲・編曲 | 歌                                             |
| 1.     | 「変わらない言葉」 |      |            | 黒崎一護（森田成一）                           |
| 2.     | 「響」             |      |            | 朽木ルキア（折笠富美子）                       |
| 3.     | 「glow」           |      |            | 黒崎一護（森田成一）、朽木ルキア（折笠富美子） |
| 4.     | 「Talk Session」   |      |            |                                                |

| 出典： |                         |      |            |                                          |
| #      | タイトル                | 作詞 | 作曲・編曲 | 歌                                       |
| 1.     | 「Not Perfect is GOoD」 |      |            | 涅マユリ（中尾隆聖）                     |
| 2.     | 「un」                  |      |            | 涅ネム（釘宮理恵）                       |
| 3.     | 「12」                  |      |            | 涅マユリ（中尾隆聖）、涅ネム（釘宮理恵） |
| 4.     | 「Talk Session」        |      |            |                                          |

#### BLEACH BREATHLESS COLLECTION
シンガーソングライターのSUEMITSU & THE SUEMITHがプロデュースを務めた。2009年7月より放送された斬魄刀異聞篇の展開に添い、斬魄刀と死神の関係性を楽曲に反映したシリーズとなっている。シリーズの各CDには初回特典として「描き下ろしジャケットデザインステッカー」が封入されたほか、前シリーズ同様「スーパーピクチャーレーベル」が採用された。
| #  | タイトル                   | 作詞 | 作曲・編曲 | 歌                                     |
| -- | -------------------------- | ---- | ---------- | -------------------------------------- |
| 1. | 「RAINBOW」                |      |            | 黒崎一護（森田成一）                   |
| 2. | 「VERSUS」                 |      |            | 斬月（菅井隆之）、黒崎一護（森田成一） |
| 3. | 「RAINBOW (Instrumental)」 |      |            |                                        |
| 4. | 「VERSUS (Instrumental)」  |      |            |                                        |
| 5. | 「TALK SESSION」           |      |            |                                        |

| 出典： |                             |      |            |                                              |
| #      | タイトル                    | 作詞 | 作曲・編曲 | 歌                                           |
| 1.     | 「MOON」                    |      |            | 朽木ルキア（折笠富美子）                     |
| 2.     | 「WHITEOUT」                |      |            | 袖白雪（園崎未恵）、朽木ルキア（折笠富美子） |
| 3.     | 「MOON (Instrumental)」     |      |            |                                              |
| 4.     | 「WHITEOUT (Instrumental)」 |      |            |                                              |
| 5.     | 「TALK SESSION」            |      |            |                                              |

| 出典： |                              |      |            |                                                            |
| #      | タイトル                     | 作詞 | 作曲・編曲 | 歌                                                         |
| 1.     | 「SKY」                      |      |            | 阿散井恋次（伊藤健太郎）                                   |
| 2.     | 「WONDERFUL」                |      |            | 蛇尾丸（斎賀みつき、真田アサミ）、阿散井恋次（伊藤健太郎） |
| 3.     | 「SKY (Instrumental)」       |      |            |                                                            |
| 4.     | 「WONDERFUL (Instrumental)」 |      |            |                                                            |
| 5.     | 「TALK SESSION」             |      |            |                                                            |

| 出典： |                          |      |            |                                            |
| #      | タイトル                 | 作詞 | 作曲・編曲 | 歌                                         |
| 1.     | 「SHINE」                |      |            | 日番谷冬獅郎（朴璐美）                     |
| 2.     | 「PLACE」                |      |            | 氷輪丸（浜田賢二）、日番谷冬獅郎（朴璐美） |
| 3.     | 「SHINE (Instrumental)」 |      |            |                                            |
| 4.     | 「PLACE (Instrumental)」 |      |            |                                            |
| 5.     | 「TALK SESSION」         |      |            |                                            |

| 出典： |                         |      |            |                                          |
| #      | タイトル                | 作詞 | 作曲・編曲 | 歌                                       |
| 1.     | 「MISS」                |      |            | 檜佐木修兵（小西克幸）                   |
| 2.     | 「KILL」                |      |            | 風死（谷山紀章）、檜佐木修兵（小西克幸） |
| 3.     | 「MISS (Instrumental)」 |      |            |                                          |
| 4.     | 「KILL (Instrumental)」 |      |            |                                          |
| 5.     | 「TALK SESSION」        |      |            |                                          |

| 出典： |                            |      |            |                                            |
| #      | タイトル                   | 作詞 | 作曲・編曲 | 歌                                         |
| 1.     | 「REQUIEM」                |      |            | 村正（中村悠一）                           |
| 2.     | 「BLOSSOM」                |      |            | 朽木白哉（置鮎龍太郎）、千本桜（平川大輔） |
| 3.     | 「REQUIEM (Instrumental)」 |      |            |                                            |
| 4.     | 「BLOSSOM (Instrumental)」 |      |            |                                            |
| 5.     | 「TALK SESSION」           |      |            |                                            |

#### BLEACH BEAT COLLECTION THE BEST
|   | 発売日        | タイトル                          | 規格品番    |
| - | ------------- | --------------------------------- | ----------- |
| 1 | 2007年3月21日 | BLEACH BEAT COLLECTION THE BEST 1 | SVWC-7458/9 |
| 2 | 2009年3月18日 | BLEACH BEAT COLLECTION THE BEST 2 | SVWC-7617/8 |

#### ブリコン 〜BLEACH CONCEPT COVERS〜
|   | 発売日         | タイトル                             | 規格品番  |
| - | -------------- | ------------------------------------ | --------- |
| 1 | 2010年12月15日 | ブリコン 〜BLEACH CONCEPT COVERS〜   | SVWC-7733 |
| 2 | 2011年12月14日 | ブリコン 〜BLEACH CONCEPT COVERS〜 2 | SVWC-7799 |

### DJCD
黒崎一護役・森田成一がメインパーソナリティを務めたラジオ番組『BLEACH “B” STATION』の放送を収録したラジオCD。2011年8月24日に発売されたDVD『劇場版BLEACH 地獄篇』完全生産限定版には、同番組の2010年11月から12月放送分を収録したDJCDが特典CDとして同梱された。

### ドラマCD
テレビアニメ『BLEACH』および『劇場版BLEACH The DiamondDust Rebellion もう一つの氷輪丸』のDVD完全生産限定版に同梱された特典ドラマCD。また、同劇場アニメの公開にあたっては、ローソン限定前売り券に付属する特典ドラマCDが販売促進用として制作された。

## 書誌情報

### 関連書籍
- 久保帯人『BLEACH OFFICIAL ANIMATION BOOK VIBEs.』集英社〈ジャンプ・コミックス〉、2006年2月8日第1刷発行（2006年2月3日発売[325]）、ISBN 4-08-874080-7

### 楽譜集
テレビアニメの主題歌の楽譜を収録。
- ピアノ弾き語り用
  - 『ピアノミニアルバム BLEACH』2005年3月26日、ISBN 4-636-29437-8
  - 『やさしいピアノ弾き語り BLEACH』2006年12月12日、ISBN 4-401-01804-4
    - 12曲分収録。

  - 『やさしいピアノ弾き語り BLEACH 改訂版』2007年8月8日、ISBN 978-4-401-01900-7
    - 上記の楽譜に6曲プラスして、計18曲分収録。

  - 『やさしいピアノ弾き語り BLEACH [改訂新版]』2007年12月、ISBN 978-4-401-01954-0
    - 上記を改訂して収録。

  - 『やさしいピアノ弾き語り BLEACH 2』2009年3月、ISBN 978-4-401-02167-3
    - 9曲分収録。
- バンドスコア
  - 『バンドスコア BLEACH Song Selection』2008年11月26日、ISBN 978-4-401-35422-1
    - 10曲分収録。

## 特別番組

### BLEACH（特別番組）
2007年9月17日にテレビ東京系列にて『アニメBLEACH緊急SP！ 〜BLEACHのお宝をゲットせよ！〜』が放送された。

### BLEACH 千年血戦篇（特別番組）
第1クールの放送に合わせ、第1作で放送された原作エピソードのうち、ユーザー投票で第1位から第13位に選出されたエピソードをセレクション放送する『BLEACH ANIMATION BEST』（ブリーチ アニメーション・ベスト）が、2022年7月3日から9月25日までTOKYO MX・BS11にて放送された。また、本放送前の同年9月26日にはテレビ東京（関東ローカル）にて『「BLEACH 千年血戦篇」放送直前特番 まだ間に合う！BLEACH 振り返り篇』が、同年10月4日には同系列地上波6局にて『BLEACH千年血戦篇放送直前特番 放送まで待てない！千年血戦篇見どころ凝縮篇』がそれぞれ放送された。
テレビアニメ20周年を記念して傑作選『BLEACH ベストバウトセレクション』が、2024年7月4日から9月26日までテレビ東京（関東ローカル）にて放送された。
2025年4月1日にはテレビ東系列にて『第4クールまで待てない！まるごと「BLEACH」特別譚』が放送された。

## ラジオ
2005年4月から2010年12月まで、テレビアニメ『BLEACH』を紹介するラジオ番組『BLEACH “B” STATION』が日本のラジオ大阪などで放送された。黒崎一護役の森田成一がメインパーソナリティを務め、同作の声優陣が月替りのゲストとして出演した。

## イベント

### BLEACH（イベント）
2005年7月26日、27日にゆうぽうと簡易保険ホールにて、声優イベント「BLEACH SOUL SONIC 2005 “夏”」が開催された。2日間で4回の公演が行なわれ、森田成一（黒崎一護 役）をはじめ、総勢18名のキャストが登壇した。同年10月20日には、全4公演を収録した2枚組のDVDがぴえろから発売された。
2006年5月2日から9日まで、アニメイト池袋本店8階のイベントスペースにて「BLEACH SOUL FESTA」が開催された。会場ではアニメ原画やキャストのサイン色紙などが展示されたほか、ウェブサイト「BLEACH-FAN!」にて配信されていたストリーミング番組『森田君の一護一笑FIRE!』の公開収録も行われた。
2006年5月6日、7日に国立代々木競技場第一体育館、6月10日、11日に大阪城ホールにて開催された「Sony Music Anime Fes. 06」では、東京公演の5月6日と大阪公演の6月10日に「BLEACH・銀魂」ステージが設けられた。本作からは森田成一、折笠富美子（朽木ルキア 役）、速水奨（藍染惣右介 役）、朴璐美（日番谷冬獅郎 役）、遊佐浩二（市丸ギン 役）、宮田幸季（山田花太郎 役）が出演し、歴代主題歌を担当したHOME MADE 家族、UVERworld、ユンナ、HIGH and MIGHTY COLOR、YUI、SunSet Swish、BEAT CRUSADERS、いきものがかりがライブを行った。
2006年7月8日、9日にゆうぽうと簡易保険ホールにて、声優イベント「BLEACH SOUL SONIC 2006 “夏祭”」が開催された。2日間で4回の公演が行なわれ、森田成一をはじめ、総勢18名のキャストが登壇した。同年10月20日には、全4公演を収録した2枚組のDVDが発売された。
2007年5月15日から27日まで、東京アニメセンターにて展示イベント「BLEACH展」が開催された。

### BLEACH 千年血戦篇（イベント）
2020年3月21日にYouTube Live、Periscopeにて「BLEACH20周年プロジェクト&久保帯人新作発表会」が生配信された。本イベントの中で「千年血戦篇」のアニメ化が発表された。
2022年9月11日に品川THE GRAND HALLにて「TVアニメ『BLEACH 千年血戦篇』千人先行上映会」が開催された。第1話・第2話の本編上映後にはトークショーが実施され、第1部では久保帯人、田口智久（監督・シリーズ構成）、平松正樹（シリーズ構成）、富永禎彦（studioぴえろプロデューサー）、集英社少年ジャンプ編集部担当が、第2部では森田成一、折笠富美子、杉山紀彰（石田雨竜 役）が登壇し、吉田尚記がMCを務めた。第2部の模様は全国の映画館でライブビューイングされた。同年10月27日発売の『ジャンプGIGA』2022 AUTUMNには、長谷川智広による第1部のルポ漫画「BLEACH 千年血戦篇と僕」が掲載された。
2023年5月7日にアニメイト池袋本店9階のanimate hall BLACKにて、Blu-ray&DVD『BLEACH 千年血戦篇 I』の発売記念イベントが開催された。本イベントには森田成一、杉山紀彰が登壇した。
第2クールの放送に先駆け、2023年6月25日にヒューリックホール東京にて「TVアニメ『BLEACH 千年血戦篇-訣別譚-』先行上映会」が開催された。第14話・第15話の本編上映後にはトークショーが実施され、第1部では第1クールの先行上映会と共通のスタッフ陣が、第2部では森田成一、杉山紀彰、梅原裕一郎（ユーグラム・ハッシュヴァルト 役）、武内駿輔（アスキン・ナックルヴァール 役）が登壇し、松澤千晶がMCを務めた。第2部の模様は全国の映画館でライブビューイングされた。
2023年6月30日から7月31日までアニメイト池袋本店8階のSpace Galleria、9月1日から10月2日までアニメイト大阪日本橋別館のSpace Gratusにて、本作の放送を記念した展覧会「BLEACH 千年血戦篇 ANIME EXHIBITION into the other side」が開催された。
2024年3月29日にアニメイト池袋本店9階のanimate hall BLACKにて、Blu-ray&DVD『BLEACH 千年血戦篇 II』の発売を記念したコンの着ぐるみによるグリーティング会が開催された。また、同年5月6日にはyokohama LANDMARK HALLにて、森田成一、杉山紀彰、w.o.d.が登壇する同Blu-ray&DVDの発売記念イベントが開催された。
2024年4月26日から5月26日まで、横浜ランドマークタワーにてアニメ20周年記念特別イベント「BLEACH THE LOCUS OF BRAVE」が開催された。本イベントでは、コラボカフェ、アニメ原画の展示などが行われた。また、5月6日には森田成一とアニメ制作スタッフが登壇するトークイベントも開催された。
2024年5月から10月にかけて、東京・大阪・福岡のバンダイナムコ Cross Storeにて、アニメ20周年を記念した体験型イベント「BLEACH THE BLOOD WARFARE -REVIEW EVENT-」が順次開催された。第1クールと第2クールを振り返る企画が実施され、オリジナルグッズやコラボフードの販売が行われた。
2024年9月14日から2025年2月11日まで、兵庫県立淡路島公園アニメパーク「ニジゲンノモリ」にて、コラボイベント 『BLEACH 千年血戦篇』×ニジゲンノモリが開催された。夜間には「BLEACH THE NIGHT WALK WARFARE」、日中には『BLEACH』ドラマチック謎解きラリー inニジゲンノモリ「星十字騎士団 尸魂界諜報篇」という2つの企画が催された。
第3クールの放送に先駆け、2024年9月16日に山野ホールにて「TVアニメ『BLEACH 千年血戦篇-相剋譚-』プレミア上映会」が開催された。第27話・第28話の本編上映後にはトークショーが実施され、第1部では久保帯人、田口智久（総監督・シリーズ構成）、村田光（監督）、富永禎彦（PIERROT FILMS プロデューサー）、集英社少年ジャンプ編集部担当が、第2部では森田成一、杉山紀彰、小野友樹（バズビー 役）らが登壇し、松澤ネキがMCを務めた。また、第2部の模様は全国の映画館でライブビューイングされた。
2025年1月25日から4月3日まで、大韓民国・ソウルのAK PLAZA HONGDAEにて、「TVアニメ20周年記念 アニメBLEACH展 ソウル展示」が開催された。
2025年6月13日から、池袋エリアにて大型イベント「BLEACH THE DEATHBERRY」が開催された。企画の一環として、同日から7月13日までサンシャイン60展望台 てんぼうパークにて、久保の画稿や制作資料を含む展示型イベント「BLEACH THE LOCUS OF BRAVEⅡ」が開催された。また、同日から7月27日までバンダイナムコ Cross Store 東京にて、体験型イベント「BLEACH WORLD」が開催され、東京会場終了後には大阪・福岡・横浜でも順次開催される予定である。6月28日にはアニメイト池袋本店B2Fのアニメイトシアターにて、森田成一らがDJプレイを披露するクラブイベント「BLEACH THE DEATHBERRY SOUL GROOVER powered by aninight」が実施された。そのほか、企業とのコラボレーションやポップアップショップなども展開された。

## ジャンプフェスタ・アニメツアー
2004年、2005年、2008年、2010年に開催されたジャンプフェスタの関連イベント「アニメツアー」では、『BLEACH』のアニメーション作品が上映された。

### BLEACH memories in the rain
オリジナルアニメ『BLEACH memories in the rain』（ブリーチ・メモリーズ・イン・ザ・レイン）が、2004年9月23日から11月21日まで、全国5都市で開催された「ジャンプフェスタ・アニメツアー'04」にて上映された。

#### あらすじ（2004）
6年前の雨の日、黒崎一護の母・真咲は、一護を庇うようにして命を落とした。
真咲の命日、一護は家族と共に墓参りへ向かう。その日、一護は死神代行業を休むつもりでいたが、霊園には朽木ルキアが先回りしていた。前夜、一護から母は殺されたと聞かされたルキアは、虚が関与していた可能性を指摘するが、一護はその言葉を否定してその場を去る。母の死に対する自責の念に苛まれる一護の前に、在りし日の真咲の姿をした何者かが現れる。同じころ、墓参り中の遊子と夏梨が虚の襲撃を受け、駆けつけたルキアがふたりを守って応戦する。
自らの姿を隠しながら、疑似餌を人の姿にして操り、霊力の高い人間を誘い出して襲う虚・グランドフィッシャー。ルキアと妹たちの危機に駆けつけた一護は、疑似餌の姿を見て、グランドフィッシャーこそが6年前に母を殺した相手だと気づく。一護はグランドフィッシャーに斬りかかり、ルキアは助けに入ろうとするが、一護はそれを拒み、自分の戦いだから手を出さないでほしいと訴える。やがて降り出した雨の中、一護はグランドフィッシャーとの死闘に臨むが、あと一歩のところで逃げられてしまう。
戦いを終えた一護は、父・一心と真咲の墓前で言葉を交わす。その後、ルキアに対し、死神としてもっと強くなり、虚と戦う決意を伝える。

#### スタッフ（2004）
- 原作 - 久保帯人
- 監督 - 阿部記之
- 脚本 - 十川誠志
- 絵コンテ - 阿部記之
- 演出 - 水野和則
- 作画監督 - 工藤昌史
- キャラクターデザイン - 工藤昌史
- 美術監督 - 高木佐和子
- 色彩設計 - 上谷秀夫
- 撮影監督 - 福島敏行
- 編集 - 植松淳一、濱宇津妙子
- 音楽 - 鷺巣詩郎
- プロデューサー - 萩野賢
- アニメーション制作 - studioぴえろ
- 製作 - 集英社

#### 制作（2004）
本作は『BLEACH』初のアニメーション化作品であり、テレビシリーズ放送前のプロトタイプとして製作された。
原作者の久保帯人は「TVアニメの3倍近い動画枚数を使った美しい動き」をテレビシリーズとの違いとして挙げており、「好きなエピソードをAT、TVと2度も映像化してもらってうれしい限り」と語っている。また、本作ではコンの声を自ら演じている。
監督の阿部記之は、原作のキャラクターが初めて動き出し、喋り出す瞬間の緊張と興奮を語りつつ、制作に携わったスタッフの努力にも触れている。キャラクターデザインを担当した工藤昌史にとっては、本作が初のキャラクターデザイン担当作品であり、「キャラクターたちの魅力を最大限に引き出せるよう、毎日が戦いです」と述べている。

#### 演技（2004）
黒崎一護役は森田成一が演じた。森田は、一護を「等身大のリアルな人間」として表現するため、飾り気のない演技を心がけたと述べており、そのぶん「言葉のニュアンス」には苦労したと振り返っている。
朽木ルキア役の折笠富美子は、「かっこよく、けれども女性らしさを忘れないように」注意を払ったと語り、アニメならではの魅力を引き出せるよう意識して演じたと述べている。
黒崎真咲役を演じた大原さやかは、限られた登場シーンの中で、「一護が母に対して表す感情に値する存在感を出せるかどうかドキドキでした」と語っている。
グランドフィッシャー役の茶風林は、台詞にある「〜だワイ」などの言葉づかいに注意を払い、年寄りすぎず、年齢不詳の雰囲気を意識して演じたと述べている。
黒崎一心役を演じた森川智之は、一心の人物像を踏まえ、「あまり知的にならないように、かといってアホにもならないよう」心がけたと語っている。
井上織姫役の松岡由貴は、「しゃべるリズムを少し落としています」と演技上の工夫を語り、ふわふわした温かさと元気さを織り交ぜて演じたと述べている。
なお、浮竹十四郎役の石川英郎は、本作が自身にとって同キャラクターの初収録だったと述べており、収録当時は浮竹をオリジナルキャラクターだと思っていたと振り返っている。その後、アフレコ現場で久保から浮竹が護廷十三隊の隊長であることを知らされたという。

#### DVD（2004）
イベント上映後、『週刊少年ジャンプ』誌上で本作を収録したDVDの限定通販が実施された。DVDのジャケットには久保による描き下ろしイラストが使用され、ポストカード2枚が封入された。また、映像特典として『増田こうすけ劇場 ギャグマンガ日和』スペシャル映像などが収録された。
2010年11月24日には、DVD『BLEACH ジャンプアニメツアー 2004&2005』がアニプレックスより発売された。品番はANSB-3844。同DVDには描き下ろし三方背BOX、改訂版縮刷パンフレットが付属された。
『BLEACH ジャンプアニメツアー 2004&2005』は、発売初週に3,430枚の推定売上を記録した（オリコン調べ）。

### BLEACH The Sealed Sword Frenzy
オリジナルアニメ『BLEACH The Sealed Sword Frenzy』（ブリーチ・ザ・シールド・ソード・フレンズィー）が、2005年に全国5都市で開催された「ジャンプフェスタ・アニメツアー'05」にて上映された。『アニメディア』では、「護廷十三隊の中から人気投票で選ばれた10人の死神（おまけ付）」が登場すると紹介されている。

#### あらすじ（2005）
ある寺院で封印が破られ、立ち上る炎の中に降り立った死神・梅針が、「我は…刃なり…」と告げる。
日曜日、黒崎家に阿散井恋次が訪ねてくる。恋次が一護に特命を伝えようとした矢先、梅針が突如現れ一護たちを襲撃する。一護たちは苦戦を強いられるが、日番谷冬獅郎の介入により、梅針はその場から逃亡する。その後、日番谷は梅針について明かす。400年ほど前、護廷十三隊の死神であった梅針は、あるとき突然狂気に走り、多くの死神たちを殺害したため現世に封印されていた。しかし、その封印を解いて出てきたのだという。一護は新たに派遣された護廷十三隊の隊長たちと共に梅針の捜索を開始する。梅針の霊力に引き寄せられた無数の虚を倒すさなか、一護は梅針の狙いが自身の霊力にあると気づく。霊力を解放して自ら梅針を誘い出した一護は、再び梅針と対峙することとなる。
やがて一護の霊力を吸収して卍解した梅針であったが、戦いの中で一護は梅針が斬魄刀と一体化していることに気づく。梅針は技を極めようとし、斬魄刀と一体化したものの、斬魄刀から離れることができなくなっていたのである。梅針はもとの体に戻るため、一護から奪った霊力を起爆剤代わりにして斬魄刀と分離しようとしていた。しかしその望みが叶うことはなく、卍解した一護に敗れた後には1本の斬魄刀のみが残されたのであった。

#### スタッフ（2005）
出典：
- 原作 - 久保帯人
- 監督 - 阿部記之
- 脚本 - 十川誠志
- コンテ・演出 - 阿部記之
- 作画監督 - 砂川則博
- キャラクターデザイン - 工藤昌史
- 美術監督 - 高木佐和子
- 色彩設計 - 上谷秀夫
- 撮影監督 - 福島敏行
- 編集 - 植松淳一、濱宇津妙子
- 音楽 - 鷺巣詩郎
- 音響制作 - ザック・プロモーション
- プロデューサー - 渡辺直樹、萩野賢
- アニメーション制作 - studioぴえろ
- 製作 - 集英社

#### 制作（2005）
本作は、2005年のジャンプフェスタ・アニメツアー上映用に製作された。スタッフおよびメインキャストはテレビアニメ版と同様であるが、本作のみのオリジナルストーリーが描かれている。一護と日番谷の卍解は、テレビアニメ版に先駆けて映像化された。
直訳すると「狂気を内包する刀」となるサブタイトルは、原作者の久保による命名である。また、久保はオリジナルキャラクター・梅針のデザイン原案も担当しており、アニメではこの原案をもとにクリンナップが行われた。
梅針役は、シリーズ初参加となる中田譲治が演じた。

#### DVD（2005）
イベント上映後、『週刊少年ジャンプ』誌上にて本作を収録したDVDの限定通販が実施された。DVDのジャケットには久保による描き下ろしイラストが使用され、ポストカード2枚が封入された。また、映像特典としてノンクレジットバージョンのエンディング映像が収録された。
2009年には、前述のDVD『BLEACH ジャンプアニメツアー 2004&2005』にも収録された。

#### 関連書籍（2005）
- 久保帯人（原作） / ジャンプ・コミック出版編集部（編）『JF・AT版 BLEACH The Sealed Sword Frenzy アニメコミックス』集英社〈ジャンプ・コミックス〉、2006年6月7日第1刷発行（2006年6月2日発売[384]）、ISBN 4-08-874093-9

#### 放送（2005）
2018年7月29日にアニマックスにて放送された『アニマックス開局20周年特別番組 週刊少年ジャンプ お宝アニメスペシャル』の中で、テレビでの初放送が行われた。

### BLEACH カラブリ！護廷十三屋台大作戦！
オリジナルアニメ『BLEACH カラブリ！護廷十三屋台大作戦！』が、2008年9月21日から11月23日まで、全国10都市で開催された「ジャンプ・スーパーアニメツアー」にて上映された。『Vジャンプ』（集英社）で連載された『BLEACH』の番外編カラー漫画『カラブリ！』のエピソードがアニメ化された。

#### あらすじ（2008）
女性死神協会の副会長・伊勢七緒は、護廷十三隊が現世で開催されるジャンプフェスタに参加するための出店用企画を各隊が考案し、早急に提出するよう求める。それを受け、各隊が計画案を練る様子を、黒崎一護とコンが取材して回り、その一部始終をVTRとして紹介していく。
各隊を代表するような商品が企画され、一番隊は特製抹茶、二番隊はねこ形べっこうあめ、三番隊はきつね饅頭、四番隊は特製滋養強壮スープ、五番隊はメガネクッキー、六番隊はわかめ大使人形焼き、七番隊は狛村印のポークリブ、八番隊は特製花ちらし寿司（飲み物つき）、九番隊は檜佐木副隊長の特製にぎりめし、十番隊は日番谷隊長特製かき氷、十一番隊は特製みたらし団子、十二番隊は毒キャンディー（りんご味）、十三番隊は護廷十三隊集合わたあめを販売することとなる。

#### スタッフ（2008）
- 原作 - 久保帯人
- 監督 - 阿部記之
- 脚本 - 大久保昌弘
- キャラクターデザイン - 工藤昌史
- 美術 - 高木佐和子
- 撮影監督 - 福島敏行
- 編集 - 植松淳一、奥野英俊
- 音楽 - 鷺巣詩郎
- プロデューサー - 萩野賢
- アニメーション制作 - studioぴえろ
- 製作 - BLEACH製作委員会（集英社、テレビ東京、電通、ぴえろ）

#### DVD（2008）
イベント上映中の2008年11月1日より、ローソンのLoppiにて『劇場版BLEACH Fade to Black 君の名を呼ぶ』スペシャルオリジナルDVD付き前売券の予約販売が開始され、『スペシャルオリジナルDVD -BLEACH カラブリ！護廷十三屋台大作戦！-』としてパッケージ化された。また、『TV Animation BLEACH 5th Anniversary BOX』（2009年7月29日発売）に、特典DVDとして収録された。

### ジャンプスーパーアニメツアー2010
2010年10月23日から11月21日まで、全国5都市で開催された「ジャンプスーパーアニメツアー2010」にて上映されたオリジナルアニメ。地デジ化を題材としたショートアニメである。
2011年8月24日に発売されたDVD『劇場版BLEACH 地獄篇 完全生産限定版』に映像特典として収録された。

#### あらすじ（2010）
ある日、朽木家に大型の薄型テレビが送られてくる。『BLEACH』の放送を尸魂界で見るために白哉がテレビ局に話をつけて手配したものであった。しかし、スイッチを押しても映像が映らない。そこへ日番谷冬獅郎がやってくる。

## 劇場版
劇場アニメは、以下の4作品が公開された。
- 『劇場版BLEACH MEMORIES OF NOBODY』（2006年12月16日公開[390]）
- 『劇場版BLEACH The DiamondDust Rebellion もう一つの氷輪丸』（2007年12月22日公開[391]）
- 『劇場版BLEACH Fade to Black 君の名を呼ぶ』（2008年12月13日公開[392]）
- 『劇場版BLEACH 地獄篇』（2010年12月4日公開[393]）